# Liste der Kulturdenkmale in Riesa (A–K)

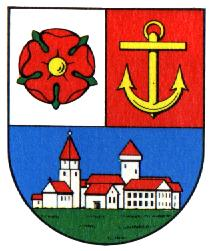
Wappen von Riesa

In der Liste der Kulturdenkmale in Riesa (A–K) sind die Kulturdenkmale der Stadt Riesa verzeichnet, die bis Oktober 2020 vom Landesamt für Denkmalpflege Sachsen erfasst wurden (ohne archäologische Kulturdenkmale) und deren Anschrift mit den entsprechenden Anfangsbuchstaben beginnt. Die Anmerkungen sind zu beachten.
Diese Aufzählung ist eine Teilmenge der Liste der Kulturdenkmale in Riesa.

## Riesa
| Bild                                    | Bezeichnung | Lage                                                                             | Datierung | Beschreibung | ID       |
| --------------------------------------- | --- | -------------------------------------------------------------------------------- | --- | --- | -------- |
| Direkt Bild zu diesem Denkmal hochladen | Inschriftstein an der linken Wehrwange am Abzweig des Mühlgrabens von der Jahna | (Gemarkung Mergendorf, Flurstück 142; Gemarkung Nickritz, Flurstück 236) (Karte) | Um 1750 | Ortsgeschichtlich von Bedeutung. Wehrwangen und Inschriftstein aus Sandstein. Wehr- und Absperrschieber sowie Wehrwangen kein Denkmal. | 08965345 |
| Weitere Bilder                          | Stadtpark Riesa (Sachgesamtheit), Albertpark | (Flurstücke 201, 202, 203, 207, 207a, 208, 209, 238f, 1435a, 1435d) (Karte)      | 1874–1899 | Sachgesamtheit Stadtpark Riesa, mit den Einzeldenkmalen: sogenannte Alberttreppe als Freitreppe mit Brunnen und Wasserkaskaden, Brücke des Verschönerungsvereins, Brücke an der Jahnamündung, Brücke in Verlängerung der Alberttreppe, Gedenkstein für Friedrich Wilhelm Fuchs und Brunnen, ehemaliger Wassertrog (08965221) sowie folgenden Sachgesamtheitsteilen: Parkanlage (Gartendenkmal) mit sogenannter Roteichenallee als östliche Begrenzung des Stadtparks, Terrain des sogenannten kleinen Stadtparks, historisches Wegesystem mit Hauptwege- und Blickachsen und geschwungenen Spazierwegen (einschließlich der Reste des Poetenweges von der Großenhainer Straße bis zur Treppenanlage des Heimattiergartens), Elbpromenade (sogenannter Leinpfad mit Sitzplätzen am Brandenburger Weg) und Blumenbeet unterhalb der Treppenanlage einschließlich Blumenkorb mit Eisengittereinfassung; stadtgeschichtliche, künstlerische, städtebauliche und landschaftsprägende Bedeutung als erste öffentliche Grünanlage der Stadt und wichtiges Zeugnis der Stadtgestaltung zum Ende des 19. Jahrhunderts. - 1874–1899 (1. Phase): Umgestaltung des Riesaer Buschs zum Stadtpark - 1899–1933 (2. Phase): fortschreitende Gestaltung des Parks, Baumpflanzungen, Wegeanlagen und 1908 Erweiterung der Parkfläche durch angrenzendes Rittergutsfeld - 1936 (3. Phase): Bau des Freibades - 1950: umfangreiche Veränderungen des Parks, 1953 Konzertmuschel, Parkgaststätte und 1954 Freilichtbühne als Kulturbauten zum bestehenden Park - 1965: Eröffnung des Heimattiergartens im ehemaligen Klostergarten und Anlage der Treppe von der Klosterkirche zum Park und den Tiergehegen (in Anlehnung an den Plan von 1929 historisches Wegesystem) | 08965215 |
| Weitere Bilder                          | Sogenannte Alberttreppe als Freitreppe mit Brunnen und Wasserkaskaden, Brücke des Verschönerungsvereins, Brücke an der Jahnamündung, Brücke in Verlängerung der Alberttreppe, Gedenkstein für Friedrich Wilhelm Fuchs und Brunnen (ehemaliger Wassertrog) (Einzeldenkmale der Sachgesamtheit 08965215) | (Flurstücke 201, 203, 209) (Karte)                                               | 1876 (Brücke an der Jahnamündung); 1878 (sogenannte Alberttreppe sowie Sandsteinbogenbrücke); 1903 (Gedenkstein für F. W. Fuchs); bezeichnet mit 1911 (Brücke des Verschönerungsvereins) | Einzeldenkmale der Sachgesamtheit Stadtpark Riesa; stadtgeschichtlich, künstlerisch, städtebaulich und landschaftsprägend von Bedeutung. - Alberttreppe: repräsentative Treppenanlage, obere Etage einläufig, untere Etage zweiläufig, mit Sandsteinstufen und Sandsteinbalustraden sowie Brüstungsmauern (zum Teil Sandsteinquader, zum Teil Ziegel, schmiedeeiserne Geländer), davor platziertes Blumenrondell mit schlichtem Geländer - Brücke des Verschönerungsvereins: in der Nähe des Stadtbades, einbogige Stahlbetonbrücke mit schlichtem Eisengeländer und gusseiserner Inschrifttafel („Errichtet vom Verschönerungsverein Riesa im Jahre 1911“) - Brücke an der Jahnamündung: Betonbrücke mit Eisengitter - Brücke in Verlängerung der Alberttreppe: Sandsteinbogenbrücke mit schmiedeeisernem Ziergeländer - ehemaliger Wassertrog: ovaler, ausbauchender Sandsteintrog, mit Beschlagwerk dekoriert (geometrische Muster), 1858 gefertigt und als Wasserbehälter vor dem Riesaer Schloss aufgestellt, 1874, jetziger Standort im Zusammenhang mit Parkgestaltung - Fuchs-Gedenkstein: 1903 im Park aufgestellt für Ehrenbürger F. W. Fuchs (Stadtrat und Rentier aus Dresden, Förderer des Verschönerungsvereins) | 08965221 |
| Direkt Bild zu diesem Denkmal hochladen | Platzanlage (Gartendenkmal) des Alexander-Puschkin-Platz (ehemals Kaiser-Wilhelm-Platz) | Alexander-Puschkin-Platz (Karte)                                                 | Um 1895 | Gründerzeitlicher Schmuckplatz mit Wegführung und altem Gehölzbestand, größte innerstädtische, parkartig gestaltete Platzanlage, von städtebaulichem und gartenkünstlerischem Wert. Zur Sachgesamtheit dazu gehörte ursprünglich das Denkmal für die Opfer des Faschismus in der Mitte des Platzes mit Aufsatz aus Meißner Granit und Bronzeplatte sowie Inschrift „SEID WACHSAM/DIE OPFER/DES FASCHISMUS/MAHNEN“. Stalindenkmal vermutlich 1954, Unterbau für VVN-Denkmal genutzt. Am 8. September 1963 VVN-Denkmal enthüllt. Nutzung von Resten des Stalindenkmals, ehemals metallene Feuerschalen auf den vier Klinkerwürfeln. 2001 (?) abgebrochen und Dreieck sowie Bronzeplatte für spätere Verwendung eingelagert. | 08965526 |
| Direkt Bild zu diesem Denkmal hochladen | Mietshaus in geschlossener Bebauung in Ecklage | Alexander-Puschkin-Platz 1 (Karte)                                               | Um 1890 | Großes Gründerzeitgebäude in exponierter Ecklage, Klinkerfassade mit Balkons, baugeschichtlich und stadtentwicklungsgeschichtlich von Bedeutung. Mit Läden sowie Fliesen-Wandbild im Fischgeschäft, Dachausbau und Fenster entstellend. | 08965263 |
| Direkt Bild zu diesem Denkmal hochladen | Mietshaus in geschlossener Bebauung | Alexander-Puschkin-Platz 2 (Karte)                                               | 1892 | Mit Läden, zum Schmuckplatz ausgerichteter, im geschlossenen Straßenraum wirkender Gründerzeitbau, repräsentative Putzfassade, Mittelrisalit mit zwei Balkons, baugeschichtlich und stadtentwicklungsgeschichtlich von Bedeutung. Mit Tordurchfahrt, vier Geschosse, Mittelrisalit mit zwei Balkons, saniert, Fenster neu, ausgebautes Dachgeschoss, Putzfassade mit Putzgliederung. Original: ein Ladenpfosten, Balkongitter. | 08965276 |
|                                         | Doppelwohnhaus (mit Goethestraße 106) in Ecklage | Alexander-Puschkin-Platz 2a (Karte)                                              | Um 1935 | Seltenes Zeugnis für innerstädtischen Wohnungsbau der 1930er Jahre im traditionalistischen Stil, Putzfassade mit Sandsteinsockel, Balkonanlagen, baugeschichtlich und stadtentwicklungsgeschichtlich von Bedeutung. mit Tordurchfahrt, vier Geschosse, Mittelrisalit mit zwei Balkons, saniert, Fenster neu, ausgebautes Dachgeschoss, Putzfassade mit Putzgliederung. Original: ein Ladenpfosten, Balkongitter. | 08965030 |
| Direkt Bild zu diesem Denkmal hochladen | Mietshaus in geschlossener Bebauung | Alexander-Puschkin-Platz 2e (Karte)                                              | Um 1890/1895 | Bestandteil gründerzeitlichen Städtebaus in Lage am Schmuckplatz, Putzfassade mit Natursteingliederung, reich gestalteter Mittelrisalit mit Balkon, baugeschichtlich und stadtentwicklungsgeschichtlich von Bedeutung. Drei Geschosse, fünf Achsen, Sockel und Erdgeschoss Naturstein, erstes und zweites Obergeschoss Putzfassade mit Natursteingliederung, DDR-Liste, Austritt, ausgebautes Dachgeschoss. Original: Haustür mit Klinke, Fenster. | 08965041 |
| Direkt Bild zu diesem Denkmal hochladen | Mietshaus in geschlossener Bebauung | Alexander-Puschkin-Platz 2f (Karte)                                              | Bezeichnet mit 1895 | Repräsentatives Gebäude mit Ausrichtung auf den gründerzeitlichen Schmuckplatz, Klinkerfassade mit Kunststeingliederung, Zwerchgiebel, Mittelrisalit mit Balkons, im Stil der Neorenaissance, baugeschichtlich und stadtentwicklungsgeschichtlich von Bedeutung. Mit Tordurchfahrt, drei Geschosse, Seitenrisalite mit Zwerchhäusern, ausgebautes Mansardgeschoss, Erdgeschoss geputzt, Klinkerfassade mit Kunststeingliederung, Fenster neu. Original: Tor. | 08965042 |
| Direkt Bild zu diesem Denkmal hochladen | Mietshaus in geschlossener Bebauung sowie Hof- und Werkstattgebäude | Alexander-Puschkin-Platz 2g (Karte)                                              | Um 1895 | Gründerzeitliches Mietshaus gegenüber dem größten innerstädtischen Schmuckplatz, Klinkerfassade mit Kunststeingliederung, im Stil der Neorenaissance, die Hofbebauung veranschaulicht den Zusammenhang zwischen Wohnen und Gewerbeausübung, wirtschaftsgeschichtlich, baugeschichtlich und stadtentwicklungsgeschichtlich von Bedeutung. - Mietshaus: mit Tordurchfahrt, vier Geschosse, sechs Achsen, Erdgeschoss geglättet, gelbe Klinkerfassade mit Kunststeingliederung, Fenster original - Hofgebäude: drei Geschosse, Putzfassade, Sandstein-Fensterrahmungen, daran angebaute Werkstatt mit Oberlichten und Werbelampen; Fenster, Werkstatttor, Haustüren, Weinspalier sowie Werbelampen an der Werkstatt original | 08965035 |
| Direkt Bild zu diesem Denkmal hochladen | Mietshaus in geschlossener Bebauung, mit Hofgebäude (darin Wäschemangel) | Alexander-Puschkin-Platz 3a (Karte)                                              | Um 1895 | Wirkungsvoller gründerzeitlicher Klinkerbau mit reicher Sandsteingliederung Lage: gegenüber dem größten innerstädtischen Schmuckplatz, im Hofgebäude eine der wenigen im Ort erhaltenen Wäscherollen, baugeschichtlich und stadtentwicklungsgeschichtlich von Bedeutung. Mit Tordurchfahrt (Stuck in der Tordurchfahrt), vier Geschosse, acht Achsen, Erdgeschoss Sandstein, rote Klinkerfassade mit Sandsteingliederung, Kunststofffenster entstellend, saniert. Original: Tor mit Oberlicht, Hoftor mit Oberlicht, Stuck in der Tordurchfahrt, Treppenhaus, Wohnungstüren. Hofgebäude mit elektrischer Wäschekaltmangel. | 08965043 |
| Direkt Bild zu diesem Denkmal hochladen | Mietshaus in geschlossener Bebauung in Ecklage | Alexander-Puschkin-Platz 3b (Karte)                                              | Um 1895 | Städtebaulich bedeutsamer Eckbau im gründerzeitlichen Stadterweiterungsgebiet, streng gegliederte Klinkerfassade mit Eckerker, baugeschichtlich und stadtentwicklungsgeschichtlich von Bedeutung. Mit Tordurchfahrt, vier Geschosse, 5-1-9 Achsen, Eckerker, saniert, Dachgeschoss modern ausgebaut, Kunststofffenster entstellend. | 08965044 |
| Direkt Bild zu diesem Denkmal hochladen | Mietshaus in geschlossener Bebauung | Alexander-Puschkin-Platz 4a (Karte)                                              | Bezeichnet mit 1899 | Auffallend akzentuiertes gründerzeitliches Mietshaus gegenüber dem größten innerstädtischen Schmuckplatz mit reicher originaler Ausstattung, Klinkerfassade mit Mittenbetonung durch Erker und Balkons, baugeschichtlich und stadtentwicklungsgeschichtlich von Bedeutung. Mit Tordurchfahrt (Stuck und Terrazzo in der Tordurchfahrt), vier Geschosse, Erdgeschoss Putznutung, Mittelrisalit, Klinkerfassade mit Sandsteingliederung, Balkons, Mittelerker. Original: Tor mit Oberlicht, Fenster, Balkontüren, Balkongitter, schmiedeeisernes Treppengeländer, Hoftor, Stuck in der Tordurchfahrt, Wohnungstüren, Treppenhaus, Terrazzo mit SALVE in der Tordurchfahrt, AWC-Türen, Kellertür. | 08965045 |
| Direkt Bild zu diesem Denkmal hochladen | Mietshaus in geschlossener Bebauung, ehemaliges Bankgebäude der Reichsbank | Alexander-Puschkin-Platz 4b (Karte)                                              | Um 1905 | Qualitätvoller Jugendstilbau mit einzigartiger Sandsteinfassade und reicher erhaltener Innenausstattung, durch Erker und Zwerchgiebel betont, baugeschichtlich und stadtentwicklungsgeschichtlich von Bedeutung, wohl auch künstlerisch von Belang. Vier Geschosse, Granitsockel, Erker, Zwerchgiebel mit Adlerrelief, reicher Jugendstildekor. Original: Haustür mit Oberlicht mit geschliffenen Scheiben sowie Klinke, Kellerfenstergitter, fast alle Fenster, Fussbodenfliesen Muster im Eingangsbereich, Treppenhaus, Hoftür, Wohnungstüren, Kellertür, Kreuzgratgewölbe im Hausflur mit originaler Lampe, Treppenhausfenster, Granitstufen. | 08965046 |
| Direkt Bild zu diesem Denkmal hochladen | Mietshaus in geschlossener Bebauung, mit Hofgebäude | Alexander-Puschkin-Platz 5 (Karte)                                               | Um 1880 | Gründerzeitliches Mietshaus als Randbebauung eines städtebaulich wichtigen Schmuckplatzes, Putzfassade mit Betonung des ersten Obergeschosses, baugeschichtlich und stadtentwicklungsgeschichtlich von Bedeutung. - Mietshaus: mit Hausdurchgang und späterem Ladeneinbau, vier Geschosse, sieben Achsen, Kunststofffenster und Ladeneinbau entstellend, Putzfassade mit Putz- und Kunststeingliederung, Kellerfenster mit Sandsteinrahmung und Fenster Hofseite; original: Hoftür mit Klinke, Wohnungstüren, AWC-Türen, Steintreppenhaus, einfache Fussbodenfliesen, Eingangstür Hausdurchgang, einige Fenstergitter hofseitig, Kleinpflaster im Hausdurchgang - zweigeschossiges Hofgebäude: schlichte Putzfassade mit Sandsteinstürzen und -sohlbänken, Fenster original | 08965019 |
|                                         | Hotel „Zur Mühle“ in geschlossener Bebauung, ehemals Kontorgebäude der Hübler-Mühle | Alexander-Puschkin-Platz 7 (Karte)                                               | Um 1890 | Breitgelagerter, durch kräftige Gliederungen hervorgehobener, gründerzeitlicher Baukörper mit geschichtlicher Bedeutung für die wirtschaftliche Entwicklung Riesas, markante Klinkerfassade gegenüber dem größten innerstädtischen Schmuckplatz, ortsgeschichtlich, baugeschichtlich und stadtentwicklungsgeschichtlich von Bedeutung. Drei Geschosse, Seitenrisalite, spätere Durchfahrt, Erdgeschoss Putznutung, Obergeschoss Klinkerfassade, kräftige Fensterrahmungen. | 08965522 |
| Direkt Bild zu diesem Denkmal hochladen | Mietshaus in geschlossener Bebauung | Alexander-Puschkin-Platz 10 (Karte)                                              | Um 1890 | Mit Läden, italienisch anmutender, repräsentativer Historismusbau am größten innerstädtischen Schmuckplatz, Klinkerfassade, Mittelrisalit mit Balkons, baugeschichtlich und stadtentwicklungsgeschichtlich von Bedeutung. Mit Tordurchfahrt, drei Geschosse, ausgebautes Mansardgeschoss, Mittelrisalit mit Balkons, Erdgeschoss geputzt, Klinkerfassade. Original: Tor mit Gitter, Balkongitter, Ladenpfosten, AWC-Türen, Wohnungstüren, Hoftor, einfache Fussbodenfliesen. | 08965188 |
| Direkt Bild zu diesem Denkmal hochladen | Mietshaus (ehemaliges Hotel „Kaiserhof“, mit zwei Hausnummern) in Ecklage | Alexander-Puschkin-Platz 10a, 11 (Karte)                                         | 1890–1892 | Im opulenten wilhelminischen Stil erbautes Hotel Kaiserhof, 1921 zum Bankgebäude umgestaltet, Putz-Klinker-Fassade mit Eckbetonung, platzbeherrschende Wirkung und Lage, baugeschichtlich und stadtentwicklungsgeschichtlich von Bedeutung. Mit Tordurchfahrt und Läden, saniert 1998. Fassade: Putz und rote Klinker. Original: Fenster im Erdgeschoss. | 08965404 |
| Direkt Bild zu diesem Denkmal hochladen | Wohnhaus in offener Bebauung, mit Garten und Einfriedung | Alleestraße 17a (Karte)                                                          | Um 1930 | Überzeugendes und einziges Beispiel der Baukultur um 1930, Putzfassade mit interessanter Eckgestaltung, baugeschichtlich von Bedeutung. Zwei Geschosse, zwei Standerker. Original: Fenster. | 08965439 |
| Weitere Bilder                          | Friedhof Gröba (Sachgesamtheit) | Alleestraße 54a (Karte)                                                          | 1907/1908 | Sachgesamtheit Friedhof Gröba, mit den Einzeldenkmalen: Kapelle, Toreinfahrt und Friedhofsmauer sowie elf Grabmale (08965440) und gärtnerisch gestaltete Friedhofsanlage und Zufahrtsallee (Gartendenkmal); baugeschichtlich und ortsgeschichtlich von Bedeutung. Allee eine Lindenallee. | 09303825 |
| Direkt Bild zu diesem Denkmal hochladen | Kapelle, Toreinfahrt und Friedhofsmauer sowie elf Grabmale (Einzeldenkmale der Sachgesamtheit 09303825) | Alleestraße 54a (Karte)                                                          | 1907–1908 | Einzeldenkmale der Sachgesamtheit Friedhof Gröba; baugeschichtlich und ortsgeschichtlich von Bedeutung. - Wand- und Wahlstellen: Merzdorf/Richter, Schmidt, Otto, Olbrich, Seifert, Böhmer, Pohlmann, Neubert, Hilgenstock, Reiche sowie Grab einer Ostarbeiterin - Grab einer Ostarbeiterin oberhalb und rechterseits der Kapelle: schlichter Stein | 08965440 |
|                                         | Wohnhaus in offener Bebauung | Altmarkt 3 (Karte)                                                               | 1760, später überformt | Schlichter Putzbau mit Mansarddach, schöner Türstock mit gerader Verdachung, platzbildprägend, baugeschichtlich und städtebaulich von Bedeutung. Mit Krüppelwalm-Mansarddach, an Fassade Werbeschrift „Darm u. Fellhdlg. Otto Meissner“. | 09271383 |
| Direkt Bild zu diesem Denkmal hochladen | Wohnhaus eines Bauernhofes | Altmarkt 5 (Karte)                                                               | Bezeichnet mit 1819 | Schlichtes ländliches Wohnhaus mit Putzfassade, baugeschichtlich und städtebaulich von Bedeutung, Krüppelwalmdach | 09271353 |
| Direkt Bild zu diesem Denkmal hochladen | Wohnhaus in halboffener Bebauung | Altmarkt 6 (Karte)                                                               | Um 1800 | Ländliches Wohnhaus, Obergeschoss Fachwerk, baugeschichtlich und städtebaulich von Bedeutung, Fledermausgauben | 09271359 |
| Direkt Bild zu diesem Denkmal hochladen | Einfriedung und Vorgarten eines Grundstücks | Altmarkt 7 (Karte)                                                               | Um 1870 | Handwerklich-künstlerisch von Bedeutung, schmiedeeiserner Zaun. Haus kein Denkmal. | 08965306 |
| Direkt Bild zu diesem Denkmal hochladen | Wohnhaus in offener Bebauung, mit seitlichem Anbau | Altmarkt 9 (Karte)                                                               | Bezeichnet mit 1813 | Schlichtes ländliches Wohnhaus, Putzfassade mit Korbbogenportal, platzbildprägende Lage, baugeschichtlich und städtebaulich von Bedeutung. Mit Ladeneinbau (Ende 19. Jahrhundert). | 09271352 |
|                                         | Wohnhaus (mit rückwärtigem Anbau) in offener Bebauung in Ecklage, ehemalige Schmiede | Altmarkt 10 (Karte)                                                              | Bezeichnet mit 1766, später überformt | Schlichter Putzbau, baugeschichtlich, ortsgeschichtlich und platzbildprägend von Bedeutung. Krüppelwalmdach, Einrichtung noch vorhanden (Überformung um 1800). | 09271355 |
| Direkt Bild zu diesem Denkmal hochladen | Seitengebäude, Scheune und Hofpflasterung eines Vierseithofes | Am Anger 4 (Karte)                                                               | Um 1850 | In alter Ortslage Weida, Seitengebäude mit Fachwerk-Obergeschoss, mit hohem Authentizitätsgrad erhaltene Zeugnisse der historischen Hauslandschaft des Ortsteiles Weida und Bestandteile der in ihrer Struktur gut erhaltenen ehemaligen bäuerlichen Wirtschaft, baugeschichtlich und wirtschaftsgeschichtlich von Bedeutung. - Seitengebäude: ehemaliges kleines Wohnhaus mit Fachwerk-Obergeschoss wahrscheinlich ältestes Gebäude der Hofanlage, auch im Inneren ziemlich unverändert erhalten, zur Hofeinfahrt hin Krüppelwalm-, ansonsten Satteldach - Scheune mit hohem Authentizitätsgrad, im Inneren zwei Fachwerk-Wände mit Lehm-Ausfachungen erhalten, Holzkonstruktion und Dachstuhl mit späteren Reparaturen – Ertüchtigungen für Statik, außen zwei große hölzerne zweiflügelige Tore - Pflasterung: gleichmäßige Granit-Quader mit Ausnahme kleiner Fläche Katzenkopfpflasterung vor Scheune Torpfeiler nicht mehr vorhanden, war desolat und ist zusammengestürzt. | 08965368 |
| Direkt Bild zu diesem Denkmal hochladen | Wohnhaus eines Zweiseithofes | Am Anger 8 (Karte)                                                               | Um 1830 | In alter Ortslage Weida, Bauernhaus mit schlichter Putzfassade, Bestandteil der alten Ortsbebauung, baugeschichtlich von Bedeutung. Zwei Geschosse, Sandsteingewände, Giebel oben Fachwerk, einige Fenster 1930er Jahre, Krüppelwalmdach. Original: einige Winterfenster. | 08965367 |
| Weitere Bilder                          | Spritzenhaus | Am Anger 13 (gegenüber) (Karte)                                                  | Bezeichnet mit 1803 | In alter Ortslage Weida, im Umkreis einziges aus dieser Zeit erhaltenes Feuerwehrgebäude, mit Inschrifttafel, baugeschichtlich und ortsgeschichtlich von Bedeutung. Saniert, mit Sandsteintafel mit Inschrift, vor Am Anger 12/12a, gegenüber Am Anger 13. | 08965366 |
|                                         | Mietshaus in offener Bebauung | Am Birkenwäldchen 1 (Karte)                                                      | Um 1875 | Gründerzeitliche Klinkerfassade, baugeschichtlich von Bedeutung. Drei Geschosse, fünf Achsen, rote Klinkerfassade mit gelber Klinkergliederung, Bruchsteinsockel. Original: Fenster alt. Ursprünglich falsch erfasst unter Hausnummer 4. | 08965225 |
|                                         | Mietshaus in offener Bebauung | Am Birkenwäldchen 2 (Karte)                                                      | Um 1880 | Gründerzeitliche Klinkerfassade, baugeschichtlich von Bedeutung. Zwei Geschosse, rote Klinkerfassade mit gelber Klinkergliederung, Schieferdach, Bruchsteinsockel, Fenster neu. | 08965224 |
| Direkt Bild zu diesem Denkmal hochladen | Ehemalige Ingenieurschule für Walzwerk- und Hüttentechnik, Staatliche Studienakademie Riesa mit Zentralgebäude (mit Direktorat, Verwaltung sowie Saalanbau, Am Kutzschenstein 6), Schulgebäude und Maschinenhalle (Rittergutsstraße 6)                                                                 | Am Kutzschenstein 6 (Rittergutsstraße 6) (Karte)                                 | 1952 | Putzbauten mit strenger architektonischer Gliederung im späten Stil der klassischen Bautraditionen der DDR, baugeschichtlich und ortsgeschichtlich von Bedeutung. - Gebäude Nummer 1: ehemaliger Winkelbau, ein Teil zur Lauchhammerstraße um 1970 abgebrochen und durch Internatsbau ersetzt (mit Übergang), als Zentralgebäude mit Verwaltung, Direktorat/Rektorat, Mensa-Saalanbau sowie angrenzender Küchentrakt; original: teilweise Fenster, Türen im Saal, Bühne, Stuckdecke, u. a. - Nummer 2: Schulgebäude, eindrücklicher Baukörper mit interessanter Fassadengliederung – schlicht aber effektvoll - Nummer 3: Maschinenhalle | 08965529 |
| Direkt Bild zu diesem Denkmal hochladen | Wohnhaus in offener Bebauung | Am Rundteil 11 (Karte)                                                           | Um 1840 | Straßenraumprägender ländlicher Wohnbau, schlichte Putzfassade mit Sandsteingewänden, baugeschichtlich von Bedeutung. Zwei Geschosse, fünf Achsen, Sandstein-Fenstergewände. Original: Haustür, Fenster alt. | 08965205 |
| Direkt Bild zu diesem Denkmal hochladen | Wohnhaus in offener Bebauung, ohne Anbau | Am Rundteil 19 (Karte)                                                           | Bezeichnet mit 1747, später überformt | Giebelständiges ländliches Wohnhaus, Putzfassade mit Sandsteingewänden, im Giebel Drillingsfenster (mit Palladio-Motiv), eines der ältesten erhaltenen Gebäude im Fischerviertel, baugeschichtlich von Bedeutung. Zwei Geschosse, giebelständig, saniert, Sandstein-Fenstergewände. Anbau ist kein Denkmal, dort Aufschrift „Landhaus Elbblick“. | 08965204 |
|                                         | Mietshaus in Ecklage | An der Gasanstalt 9 (Karte)                                                      | Nach 1900 | Mit Gaststätte, gründerzeitliche Klinkerfassade, Eckbetonung durch Balkons, ortsbildprägende Lage am Riesaer Hafen, städtebaulich und baugeschichtlich von Bedeutung. Vier Geschosse, rote Klinker-Putz-Fassade mit Sandsteingliederung, Bruchsteinsockel, Erdgeschoss Putznutung, saniert, Kunststofffenster entstellend, Hofseite total entstellt, Eckbalkons. Original: Haustür mit Gitter, zwei Balkongitter. | 08965198 |
|                                         | Mietshaus in geschlossener Bebauung in Ecklage | Bahnhofstraße 1 (Karte)                                                          | Um 1880 | Qualitätvoller früher Gründerzeitbau (mit Putzfassade) am größten innerstädtischen Schmuckplatz, baugeschichtlich und stadtentwicklungsgeschichtlich von Bedeutung. Mit Eckladen, drei Geschosse, ausgebautes Dachgeschoss, Eckerker, entstellend saniert. | 08965020 |
|                                         | Mietshaus in geschlossener Bebauung | Bahnhofstraße 2 (Karte)                                                          | Um 1905/1910 | Im geschlossenen Straßenzug befindliches Gebäude mit strenger Fassadenwirkung, Sandsteinfassade im späthistoristischen Stil, nähe Alexander-Puschkin-Platz, baugeschichtlich und stadtentwicklungsgeschichtlich von Bedeutung. Mit Tordurchfahrt, drei Geschosse, sechs Achsen, Granitschwelle, Sandsteinfassade mit zurückhaltender Gliederung, Fenster neu, Rückseite Holzbalkone, mit hölzernem Windfang am Seitenflügel. Original: schmiedeeiserne Fenstergitter Erdgeschoss, Tor mit Oberlicht, Hoftor mit Klinke, Fussbodenfliesen, Muster, Zwischentür. | 08965195 |
|                                         | Mietshaus in geschlossener Bebauung in Ecklage | Bahnhofstraße 3a (Karte)                                                         | Um 1895 | Repräsentative gründerzeitliche Klinkerfassade mit Eckerker und Balkons, Bestandteil gründerzeitlicher Bebauung, baugeschichtlich und städtebaulich von Bedeutung. Mit Tordurchfahrt, ehemals mit Eckladen, vier Geschosse, Seitenrisalite, Erdgeschoss Putznutung, Klinkerfassade mit Putz- und Sandsteingliederung, Balkons. Original: teilweise Fenster, einige Jalousieblenden, Balkongitter, Werbeschrift in der Klötzerstraße „Verkaufsstelle der Dampf Molkere Producte“ | 08965016 |
|                                         | Zwei Silospeicher, durch einen Verbindungsgang miteinander verbunden (Hübler-Mühle) | Bahnhofstraße 4 (Karte)                                                          | 1912, Erweiterung um 1925 (wohl 1923) | Mehlsilo (1.020 t Fassungsvermögen, am Ufer) und Getreidesilo (7.000 t Fassungsvermögen), 1912 nach Entwurf des Riesaer Architekten Karl Moritz ausgeführt durch die Bauunternehmung Wayss & Freytag AG. Getreidesilo um 1925 nach Süden in angepasster Form erweitert. Funktionale Industriebauten (Stahlbeton) mit hohem ästhetischem Anspruch und strenger Fassadengliederung, Walmdächer, baugeschichtlich und technikgeschichtlich von Bedeutung, ortsbildprägende Lage an der Elbe. Die Mühlenwerke Hübler & Co. AG entstand 1923 aus der offenen Handelsgesellschaft Hübler & Co., gegründet 1889 durch die Unternehmer Hübler und Schönherr. Die Anlage war nach Fertigstellung eine der bedeutendsten und angesehensten in Sachsen. | 08965196 |
|                                         | Kaimauer der Riesaer Verladestelle der Schönherr-Mühle und der Hübler-Mühle, mit Vertauungseisen | Bahnhofstraße 4 (bei) (Karte)                                                    | Ab 1861 | Bruchsteinmauern, ortsgeschichtlich und ortsbildprägend von Bedeutung | 08965513 |
|                                         | Wohn- und Geschäftshaus in halboffener Bebauung konzipiert | Bahnhofstraße 6a (Karte)                                                         | Bezeichnet mit 1901 | Sandsteinfassade, Neostile aufgreifender und großzügig dekorierter Historismusbau mit Erkern, Balkons und originaler Ausstattung, auch Anklänge an den Jugendstil, baugeschichtlich von Bedeutung. Drei Geschosse, zwei Risalite mit Zwerchgiebel, reicher Dekor. Original: Steintreppenhaus, schmiedeeisernes Treppenhausgeländer, Fussbodenfliesen Muster, Granitstufen und Kreuzgratgewölbe im Eingangsbereich, Windfangtür mit Bleiverglasung und geschliffenen Scheiben, Hoftür mit Klinke, Fenster, Kellertür, Wohnungstüren mit Supraporten, Kellerfenstergitter, eiserner Fahnenhalter an der Fassade kunstvoll geschmiedet. | 08965194 |
|                                         | Ehemaliges Mühlengebäude, heute Wohnanlage (Schönherr-Mühle, ehemals Gebr. Schönherr Mühlenwerke Riesa a. d. Elbe) | Bahnhofstraße 6b, 6c (Karte)                                                     | 1898 | Den einstigen Verladeplatz zur Elbe akzentuierender, breitgelagerter Klinkerbau; charakteristisches Industriegebäude des ausgehenden 19. Jahrhunderts, baugeschichtlich und ortsgeschichtlich von Bedeutung, ortsbildprägende Lage an der Elbe. Heute Wohnanlage „Elbresidenz“, vier Geschosse, Einlieger, rote Klinkerfassade mit grünglasierter Klinkergliederung, Bruchsteinsockel, zu Wohnungen umgebaut, gutes Beispiel für Umnutzung, Kunststofffenster entstellend. Original: eiserne Maueranker, Treppenhausgeländer. | 08965193 |
| Weitere Bilder                          | Inschrift- und Wappentafeln am Giebel eines Neubaublocks | Bahnhofstraße 19 (Karte)                                                         | Bezeichnet mit 1982 | Geschichtlich von Bedeutung, in Lage zur Fußgängerzone, Sandsteintafeln, drei Inschrifttafeln und zwei Steine mit den Wappen der Stadt Riesa und der DDR | 08965227 |
| Weitere Bilder                          | Plastik | Bahnhofstraße 19 (neben) (Karte)                                                 | Bezeichnet mit 1982 | Abstrakte Stahlplastik auf Granitsockel, eine der wenigen qualitätvollen Plastiken im öffentlichen Raum der Stadt, 1982 im Zusammenhang mit dem Neubaugebiet Bahnhofstraße aufgestellt, künstlerisch von Bedeutung, vermutlich Auftragswerk | 08965228 |
|                                         | Postamt mit Anbau | Bahnhofstraße 43 (Karte)                                                         | 1856–1857 | Gründerzeitliche Putzfassade im Rundbogenstil, wirkungsvoller mächtiger Baukörper in platzbeherrschender Lage, baugeschichtlich und ortsgeschichtlich von Bedeutung. Drei Geschosse, Mittelrisalit fünf Achsen mit Zwerchgiebel, Sandsteinsockel, Putzfassade geglättet, Sandsteingesimse, schöne Sandsteinrahmungen, 1856–1857 als Hauptpost- und Telegrafenamt errichtet. Die seitlichen Aufstockungen im zweiten Obergeschoss mit jeweils drei zusammengefassten Rundbogenöffnungen gehen auf einen Umbau 1903–1904 zurück. Wie ein Foto vor dem Umbau in der Literatur zeigt, ist die ursprüngliche Fassadengliederung bis auf wenige Elemente verloren gegangen, das Erdgeschoss war mit einer Putzquaderung oder -nutung versehen und die Fenster zeigten im Obergeschoss sowie dem straßenseitigen Giebel in Anlehnung an Formen der Renaissance einfache (ädikulaartikge) Rahmungen mit waagerechten Verdachungen. | 08965222 |
|                                         | Ehemaliges Empfangsgebäude des Bahnhofs der Eisenbahnstrecke Riesa–Chemnitz (Chemnitzer Bahnhof) | Bahnhofstraße 45 (Karte)                                                         | 1847–1852 | Markanter gründerzeitlicher Putzbau im Rundbogenstil, bildet Ensemble mit Riesaer Bahnhof und Postamt mit hervorzuhebender Bedeutung für die industrielle Entwicklung Riesas und des frühen Eisenbahnwesens, baugeschichtlich und eisenbahngeschichtlich von Bedeutung. Zwei Geschosse, Putzfassade mit Putzgliederung. Original: Fenster. Eisenbahnstrecke Riesa–Chemnitz 1847 eröffnet und 1852 fertiggestellt, Bahnhof 1879 nach neuem Streckenanschluss aufgelassen, 1880 abgebrochen bis auf das Empfangsgebäude. | 08965279 |
| Weitere Bilder                          | Bahnhof mit Empfangsgebäude, Bahnsteigüberdachungen, drei Wasserkräne auf den Bahnsteigen, Güterabfertigungsgebäude, Stellwerk W 3, Ringlokschuppen und Kranbrücke | Bahnhofstraße 50 (Karte)                                                         | 1878–1879 (Empfangsgebäude); 1879 (Güterabfertigung); 1891 (Wasserkran); 1964–1967, W 3 (Stellwerk)                                                                                      | Empfangsgebäude, repräsentativer Putzbau der Gründerzeit, Ringlokschuppen roter Klinkerbau, Stellwerk im Stil der Moderne; baugeschichtlich von Bedeutung, Endbahnhof der Nebenbahn Riesa–Nossen (Streckennummer 6613, sächsisch RN), eisenbahngeschichtlich und technikgeschichtlich von Bedeutung. Durchfahrtstellwerk einziges auf der Strecke, wellblechverkleidet. Zwei Aufenthaltshäuschen für Bahnpersonal auf den Bahnsteigen vor 2011 abgebrochen. | 08965278 |
| Direkt Bild zu diesem Denkmal hochladen | Mietshaus in Ecklage | Beethovenstraße 2 (Karte)                                                        | Um 1895 | Reich gegliederte Putzfassade mit Sandsteinelementen, Eckerker und Balkons, Bestandteil der gründerzeitlichen Bebauung am Alexander-Puschkin-Platz, baugeschichtlich und stadtentwicklungsgeschichtlich von Bedeutung. Vier Geschosse, Eckrisalit, saniert, Kunststofffenster entstellend, Sandsteinsockel, Putzfassade mit Sandsteingliederung, Eckerker. Original: Treppenhaus, Wohnungstüren, Haustor mit Gitter. | 08965005 |
| Direkt Bild zu diesem Denkmal hochladen | Mietshaus in geschlossener Bebauung | Beethovenstraße 8 (Karte)                                                        | 1925/1930 | Hübsch dekorierte Putzfassade, einer der wenigen Wohnbauten im Stil des Art déco in Riesa und Ensemble mit Nummer 10 und 12 bildend, baugeschichtlich von Bedeutung. Vier Geschosse, fünf Achsen, Rustikasockel, Haustür mit Sandsteinrahmung, Kunststofffenster entstellend, vgl. Nrn. 10/12. Original: Haustür, Treppenhaus, Wohnungstüren, einfache Fussbodenfliesen im Eingangsbereich. | 08965006 |
| Direkt Bild zu diesem Denkmal hochladen | Mietshaus in geschlossener Bebauung | Beethovenstraße 10 (Karte)                                                       | 1925/1930 | Hübsch dekorierte Putzfassade, Art-déco-Bau mit Beethovenkopf über der Haustür, Ensemble mit Nummer 8 und 12, baugeschichtlich von Bedeutung. Vier Geschosse, fünf Achsen, vgl. Nrn. 8 und 12. Original: Haustür mit Klinke, Treppenhaus, Wohnungstüren, einfache Fussbodenfliesen. | 08965007 |
| Direkt Bild zu diesem Denkmal hochladen | Mietshaus in offener Bebauung in Ecklage, mit Einfriedung und Vorgarten | Beethovenstraße 11 (Karte)                                                       | Bezeichnet mit 1906 | Aufwändig gestaltete Putzfassade mit Kunststeingliederung, mit zweigeschossiger Veranda und Balkon, Bestandteil der gründerzeitlichen Bebauung, baugeschichtlich von Bedeutung. Zwei Geschosse, ausgebautes Dachgeschoss, Standerker, Putzfassade mit Kunststeingliederung. Original: Fenster (teilweise), Haustür, Treppenhaus, Kellerfenstergitter. | 08965009 |
| Direkt Bild zu diesem Denkmal hochladen | Mietshaus in geschlossener Bebauung | Beethovenstraße 12 (Karte)                                                       | 1925/1930 | Hübsch dekorierte Putzfassade, einer der wenigen Wohnbauten im Stil des Art déco in Riesa und Ensemble mit Nummer 8 und 10 bildend, baugeschichtlich von Bedeutung. Vier Geschosse, fünf Achsen, vgl. Nrn. 8 und 10. Original: Haustür mit Klinke, Treppenhaus, Wohnungstüren, einfache Fussbodenfliesen. | 08965008 |
| Direkt Bild zu diesem Denkmal hochladen | Postgebäude | Berliner Straße 27 (Karte)                                                       | Um 1935 | Im traditionalistischen Stil, seltenes Beispiel für anspruchsvolle Architektur der 1930er Jahre und singuläre Bedeutung bezüglich der gestellten Bauaufgabe, baugeschichtlich von Bedeutung. Mit Tordurchfahrt, eingeschossig, Putzfassade, Quadersockel. Original: Fenster, Fensterläden, Eisentor, Lampen. | 08965191 |
| Direkt Bild zu diesem Denkmal hochladen | Wohnhaus in Ecklage | Berliner Straße 31 (Karte)                                                       | Um 1880 | Gut gegliederte Putzfassade, an der Rückseite hölzerne Veranda, straßenbildprägendes Zeugnis früher gründerzeitlicher Bebauung in der Ortslage, baugeschichtlich von Bedeutung. Zwei Geschosse, Putzfassade mit Putzgliederung, Sandsteinquadersockel, Drempel, Rückseite hölzerne Veranda, seitlich zur Bahnhofstraße Torpfeiler zum Grundstück (Torpfeiler vermutlich abgebrochen). | 08965190 |
|                                         | Kartoffelremise | Canitzer Straße (Karte)                                                          | 1878 | In alter Ortslage Merzdorf, vor dem Rittergut, halbkreisförmiger Bau, einzigartiger alter Lagerbau zur Kartoffeleinkellerung, wirtschaftsgeschichtlich von Bedeutung. Bruchsteinmauerwerk, kleine Fenstergewände, Eckquaderung Sandstein. | 08965349 |
|                                         | Feldscheune | Canitzer Straße (Karte)                                                          | 1922 | In alter Ortslage Merzdorf, riesige Scheune am Ortsrand, mit auffallender Dachgestaltung (Bogendach) und großer ortsgestalterischer Wirkung, wirtschaftsgeschichtlich von Bedeutung, Putzfassade, 60 m lang | 08965350 |
| Weitere Bilder                          | Mietshaus in halboffener Bebauung | Canitzer Straße 13 (Karte)                                                       | Um 1905 | In alter Ortslage Merzdorf, mit Laden, gründerzeitliche Klinkerfassade, eines der letzten unverfälscht erhaltenen Zeugnisse für die Verstädterung des Dorfes, baugeschichtlich und ortsentwicklungsgeschichtlich von Bedeutung. Mit Laden, Ladentür mit originalen Gläsern, zwei Geschosse, acht Achsen, Zwerchhaus, Bruchsteinsockel, Klinkerfassade mit Klinker- und Kunststeingliederung, Fenster entstellend. Original: Ladentür mit Glas, Wandfliesen innen. | 08965355 |
|                                         | Rittergut Merzdorf (Sachgesamtheit) | Canitzer Straße 52, 54, 56 (Karte)                                               | Um 1750 | Sachgesamtheit Rittergut Merzdorf, mit den Einzeldenkmalen: Herrenhaus (Nr. 56), heute Schülerfreizeitheim (08965353), zwei Scheunen (Inspektoren-Wohnhaus Nr. 52 abgebrochen) sowie zwei Wirtschaftsgebäudeflügel (Nr. 54) des Rittergutes (08965354) sowie Gutspark (Gartendenkmal); in alter Ortslage Merzdorf, ortsbildprägender Hof (Canitzer Straße 52) in unmittelbarem Zusammenhang zum Rittergut (Canitzer Straße 54/56), barockes Herrenhaus mit Mansarddach, große Bedeutung für die Ortsgeschichte, ebenso baugeschichtlich und wirtschaftsgeschichtlich von Bedeutung | 09303827 |
|                                         | Zwei Scheunen des ehemaligen Rittergutes (Inspektoren-Wohnhaus Nr. 52 abgebrochen) sowie zwei Wirtschaftsgebäudeflügel (Nr. 54) des Rittergutes (Einzeldenkmale der Sachgesamtheit 09303827) | Canitzer Straße 52, 54 (Karte)                                                   | Um 1890 | Einzeldenkmale der Sachgesamtheit Rittergut Merzdorf; in alter Ortslage Merzdorf, ortsbildprägender Hof (Canitzer Straße 52) in unmittelbarem Zusammenhang zum Rittergut (Canitzer Straße 54/56), ortsgeschichtlich von Bedeutung. - Wohnhaus: Zwei Geschosse, 3:5 Achsen, Krüppelwalmdach - 1. Scheune: Bruchsteinmauerwerk, Ecken Sandsteinquader mit Turmaufsatz - 2. Scheune: Bruchsteinmauerwerk, heute (1998) städtischer Bauhof | 08965354 |
|                                         | Herrenhaus, heute Schülerfreizeitheim (Einzeldenkmal der Sachgesamtheit 09303827) | Canitzer Straße 56 (Karte)                                                       | Um 1750 | Einzeldenkmal der Sachgesamtheit Rittergut Merzdorf; in alter Ortslage Merzdorf, große Bedeutung für die Ortsgeschichte, barocker Putzbau mit Mansarddach, ebenso baugeschichtlich von Bedeutung. Zwei Geschosse, großes Mansarddach, saniert, DDR-Liste, heute „Freizeitinsel Riesa-Großenhain“ e. V. | 08965353 |
| Direkt Bild zu diesem Denkmal hochladen | Wohnhaus (Nr. 12) eines Gehöfts, mit Einfriedung und Toreinfahrt (Nr. 10, Seitengebäude Nr. 10 vor 1999 abgebrochen) | Dammweg 10, 12 (Karte)                                                           | Bezeichnet mit 1819 (Bauernhaus); bezeichnet mit 1804 (Toreinfahrt) | In alter Ortslage Gröba, Fachwerk-Wohnhaus mit zwei Korbbogenportalen, Sandstein-Torpfeiler mit Kugelaufsätzen, im alten Ortskern in Blickbeziehung zum Herrenhaus, baugeschichtlich von Bedeutung. - Wohnhaus: zwei Geschosse, Obergeschoss Fachwerk - Torpfeiler: Sandstein - Bruchsteinmauer | 08965427 |
| Direkt Bild zu diesem Denkmal hochladen | Wohnhaus eines kleinen Winkelhofes | Dimmelgasse 2 (Karte)                                                            | Um 1840 | In alter Ortslage Weida, schlichter kleiner Putzbau, möglicherweise eines der ältesten erhaltenen Gebäude im Ort, baugeschichtlich und sozialgeschichtlich von Bedeutung. Zwei Geschosse, giebelständig, Sandsteingewände, Putzfassade, Windfang (um 1895) original. | 08965365 |
|                                         | Denkmal für die Gefallenen des Ersten Weltkrieges | Döbelner Straße 32 (gegenüber) (Karte)                                           | 1922 | In alter Ortslage Weida, Gefallenendenkmal Weida, kniende Figur aus Meißner Granit auf Stufensockel, ortsgeschichtlich von Bedeutung | 08965370 |
| Direkt Bild zu diesem Denkmal hochladen | Mietshaus (mit Ladenausstattung) in halboffener Bebauung | Dr.-Külz-Straße 11 (Karte)                                                       | Um 1895 | Mit Laden, Gründerzeitbau (Klinkerfassade) mit selten überkommener originaler Ladenausstattung (Decke, Dekorwandfliesen, Tür mit geschliffenen Scheiben), baugeschichtlich von Bedeutung. Mit Laden und originaler Ladenausstattung, drei Geschosse, sechs Achsen, rechts Seitenrisalit mit Zwerchhaus, Erdgeschoss verputzt, Obergeschoss rote Klinkerfassade mit Putzgliederung. Original: Fenster im Erdgeschoss, Laden mit originaler Decke, Wandfliesen/Dekor, Tür mit geschliffenen Scheiben. | 08965163 |
| Direkt Bild zu diesem Denkmal hochladen | Gedenktafel zum Kapp-Putsch an einem Mietshaus | Dr.-Külz-Straße 29 (Karte)                                                       | 1970 | Zur Erinnerung an die bewaffneten Kämpfe der Arbeiterklasse am 15. März 1920 gegen den Kapp-Putsch, markiert die Stelle, an der bewaffnete Arbeiter in Stellung gegangen waren, geschichtlich von Bedeutung. 1970 durch FDJ und Teilnehmer am Kampf gegen den Kapp-Putsch angebracht. | 08965570 |
| Direkt Bild zu diesem Denkmal hochladen | Mietshaus (mit Rathaus-Apotheke) in geschlossener Bebauung und in Ecklage (ehemals Reichsapotheke) | Dr.-Scheider-Straße 1 (Karte)                                                    | Um 1895 | Gründerzeitliche Putzfassade mit Sandsteingliederung, Eckerker, großer Wohnbau in städtebaulich bedeutsamer Lage, baugeschichtlich von Bedeutung. Drei Geschosse, ausgebautes Mansardgeschoss, gebrochene Ecke mit Erker, Putzfassade mit Sandsteingliederung, Kunststofffenster entstellend. Original: Tor mit Gitter, ehemalige Reichsapotheke. | 08965173 |
| Direkt Bild zu diesem Denkmal hochladen | Mietshaus in geschlossener Bebauung | Dr.-Scheider-Straße 3a (Karte)                                                   | Um 1895 | Gründerzeitliche Klinkerfassade, Stuck im Eingangsbereich, schlichtes Historismusgebäude, baugeschichtlich von Bedeutung. Mit entstellendem Ladeneinbau, drei Geschosse, fünf Achsen, Erdgeschoss entstellend geglättet, rote Klinkerfassade mit Sandstein-Fensterrahmungen und Dekorplatten unter den Fenstern im zweiten Obergeschoss, Zwerchhaus. Original: Haustür mit Klinke, Stuck im Eingangsbereich, Fussbodenfliesen, Treppenhaus mit eisernem Geländer, AWC-Türen, Wohnungstüren. | 08965171 |
| Direkt Bild zu diesem Denkmal hochladen | Mietshaus in geschlossener Bebauung | Dr.-Scheider-Straße 5 (Karte)                                                    | Um 1895 | Repräsentativer Gründerzeitbau mit Mittenbetonung, baugeschichtlich von Bedeutung. Drei Geschosse, acht Achsen, Putzfassade mit Sandstein- und Stuckgliederung, saniert, Fenster neu. Original: Haustür mit Oberlicht. | 08965170 |
| Direkt Bild zu diesem Denkmal hochladen | Mietshaus in geschlossener Bebauung konzipiert | Dr.-Scheider-Straße 14 (Karte)                                                   | 1905 | Gründerzeitliche Putz-Klinker-Fassade, mit seltener Art-déco-Ausmalung im Treppenhaus, baugeschichtlich von Bedeutung. Vier Geschosse, acht Achsen, Zwerchgiebel, Erdgeschoss Putznutung, Klinker-Putz-Fassade, saniert, Fenster neu. Original: Haustür mit Oberlicht, Art-déco-Malerei im Treppenhaus, Wohnungstüren, Treppenhaus mit schmiedeeisernem Geländer, einfache Fußbodenfliesen, AWC-Türen. Kleines Nebengebäude im Hof vor 2011 abgebrochen. | 08965136 |
| Direkt Bild zu diesem Denkmal hochladen | Mietshaus in geschlossener Bebauung | Dr.-Scheider-Straße 19 (Karte)                                                   | Um 1900 | Gründerzeitliches Mietshaus der Stadterweiterung, Klinkerfassade mit straßenbildprägenden Balkons, baugeschichtlich von Bedeutung. Mit Tordurchfahrt, drei Geschosse, ausgebautes Dachgeschoss, Erdgeschoss Putznutung, rote Klinkerfassade mit Sandsteingliederung, Fenster neu, saniert, Seitenrisalite, links Balkons, Kellerfenstergitter. Original: Tor. | 08965210 |
| Direkt Bild zu diesem Denkmal hochladen | Relief und Inschrift „WOHNUNGSBAUVEREIN RIESA E.G.M.B.H. 1907“ am Eckerker eines Mietshauses | Dr.-Scheider-Straße 20 (Karte)                                                   | 1920er Jahre | Historische Bedeutung für die Geschichte des Genossenschaftswesens im Riesaer Wohnungsbau. Gebäude insgesamt nach entstellender Sanierung kein Denkmal mehr. | 08965076 |
| Direkt Bild zu diesem Denkmal hochladen | Doppelmietshaus in geschlossener Bebauung und Ecklage, mit Einfriedung und Vorgarten | Dr.-Scheider-Straße 25 (Heinrich-Heine-Straße 14) (Karte)                        | Um 1915 | Mächtiger Wohnbau in exponierter Ecklage, gut gegliederte Putzfassade, im Reformstil der Zeit um 1910, baugeschichtlich von Bedeutung. Drei Geschosse, Putzfassade mit Putz- und Kunststeingliederung, saniert, Kunststofffenster entstellend. Original: Haustüren. | 08965074 |
|                                         | Pneumatische Getreideförderanlage, an der neuen Elbpromenade aufgestellt | Elbstraße (Karte)                                                                | 1911 | Bis 1992 in Dienst, diente dem Transport von Getreide über Saugleitungen, bemerkenswertes und wohl auch seltenes Denkmal der Technikgeschichte, vergleichbare Anlagen auch im Dresdner Alberthafen, dort wohl nicht mehr erhalten. 1911 durch Mühlenbauanstalt und Maschinenfabrik vormals Gebr. Seck (Dresden) produziert, 1912 Inbetriebnahme durch Firma Gustav Emil Müller, 1992 außer Dienst. Transport des Getreides offenbar zwischen auf der Elbe ankommenden Schiffen und dem Silo einer der beiden unmittelbar am Ufer gelegenen Mühlen (Schönherr-Mühle oder Hübler-Mühle), zehn Tonnen je Stunde. Standort soll der Hafen gewesen sein, Schiffe konnten aber auch unmittelbar vor den Mühlen anlegen (wie ein historisches Foto belegt). | 08965197 |
| Direkt Bild zu diesem Denkmal hochladen | Mietshaus in geschlossener Bebauung konzipiert | Elbstraße 3 (Karte)                                                              | Nach 1900 | Gründerzeitgebäude mit aufwändigem Dekor, Putz-Klinker-Fassade, entscheidend ortsbildprägend, baugeschichtliche und ortsentwicklungsgeschichtliche Bedeutung. Viergeschossig, Dachausbau, Erdgeschoss mit intakter Putzgliederung und Sandsteinelementen, Zusammenspiel mit Klinkerwand ergibt rot-gelbe Farbigkeit des Hauses, zentraler Erker im Mittelrisalit, an der Hoffassade barockes Segmentbogenportal von 1793, vermutlich als Spolie vom Vorgängerbau übertragen. | 08966556 |
| Direkt Bild zu diesem Denkmal hochladen | Mietshaus in geschlossener Bebauung konzipiert | Elbstraße 6 (Karte)                                                              | Um 1895 | Gründerzeitlicher Mietshausbau nahe der Elbe, aufwändig gestaltete Putz-Klinker-Fassade, ortsbildprägend, baugeschichtlich von Bedeutung. Vier Geschosse, neun Achsen, Mittelrisalit, Sandsteinsockel, Klinkerfassade mit Putzgliederung, Dachhaus, Erdgeschoss geglättet, Traufe Sandstein mit Konsolen. Original: teilweise Fenster, Haustür mit Oberlicht. Leerstehend. | 08965199 |
| Direkt Bild zu diesem Denkmal hochladen | Wohnhaus (Nr. 7) in offener Bebauung in Ecklage und Nebengebäude (Nr. 7a) mit verbindendem Torbogen | Elbstraße 7, 7a (Karte)                                                          | Bezeichnet mit 1776 (Wohnhaus Nr. 7); bezeichnet mit 1793 (Nebengebäude Nr. 7a) | Zwei barocke Putzbauten mit Mansarddach, mit Sandsteingewänden am Nebengebäude, eines der wenigen ehemals von Elbfischern bewohnten Grundstücke an der Elbe, baugeschichtlich und ortsgeschichtlich von Bedeutung, ortsbildprägende Lage nahe der Elbe. - Wohnhaus (Nummer 7): entstellend saniert, zwei Geschosse, Mansardwalmdach, Haustür mit Schlussstein, eigentlich nach Sanierung kein Denkmal mehr, bezeichnet mit IGST und Anker 1776 - Nebengebäude (Nummer 7a): bezeichnet im Schlussstein mit 1793, Sandsteinsockel, Sandsteingewände, unsaniert | 08965553 |
| Direkt Bild zu diesem Denkmal hochladen | Wohnhaus in offener Bebauung | Elbstraße 8 (Karte)                                                              | Bezeichnet mit 1784 | Barocker Putzbau mit Sandsteinportal, eines der letzten erhaltenen Gebäude des 18. Jahrhunderts im Schifferviertel und ehemalige Schiffsniederlage, baugeschichtlich und ortsgeschichtlich von Bedeutung. Zwei Geschosse, fünf Achsen, Putzfassade, Krüppelwalmdach, nur notdürftig saniert. Auf der alten Liste bezeichnet mit CS 1784 und Ankerzeichen original. | 08965202 |
| Direkt Bild zu diesem Denkmal hochladen | Wohnhaus in offener Bebauung, ehemals Teil der Schiffs- und Ankerschmiede Urban | Elbstraße 10 (Karte)                                                             | Bezeichnet mit 1758 | Barocker Putzbau mit Sandsteinportal, als Dokument des für die Flussschifffahrt wichtigen Gewerbes von hohem dokumentarischen Wert für die Ortsgeschichte, einzige erhaltene Ankerschmiede an der Elbe in Sachsen, auch baugeschichtlich von Bedeutung. Zwei Geschosse, fünf Achsen, saniert, Sandsteingewände, Portal mit Schlussstein „IHS 1758“ original. | 08965203 |
| Direkt Bild zu diesem Denkmal hochladen | Straßenbrücke über ein Bahngleis an der Hafeneinfahrt | Elbweg (Karte)                                                                   | Ende 19. Jahrhundert | In Verlängerung Elbweg und Kastanienstraße, einbogig in Granit, baugeschichtlich von Bedeutung | 08965457 |
| Direkt Bild zu diesem Denkmal hochladen | Brückenköpfe der zweiten Hafenbrücke | Elbweg (Karte)                                                                   | Um 1890 | An der Einfahrt von der Elbe her, in Verlängerung Elbweg, zweiter Brückenkopf am Schloss Gröba, die Brücke 1945 gesprengt, 2011 neue Brücke errichtet, ortsgeschichtlich von Bedeutung | 08965456 |
| Direkt Bild zu diesem Denkmal hochladen | Wohnhaus in offener Bebauung mit Garten | Elbweg 6 (Karte)                                                                 | Um 1935 | Qualitätvoller Natursteinbau der 1930er Jahre im Heimatstil, baugeschichtlich von Bedeutung; eingeschossig. Original: Haustür, Fenster mit Fenstergittern bzw. Fensterläden, Lampen. | 08965458 |
| Direkt Bild zu diesem Denkmal hochladen | Wohnstallhaus eines Bauernhofes | Feldstraße 8 (Karte)                                                             | Bezeichnet mit 1812 | Obergeschoss Fachwerk, massiv untersetzt, baugeschichtlich von Bedeutung | 09271370 |
| Direkt Bild zu diesem Denkmal hochladen | Seitengebäude (Nr. 16, mit Kumthalle), Hofpflasterung und Toreinfahrt (bei Nr. 12) eines Bauernhofes | Feldstraße 12, 16 (Karte)                                                        | 1895 | Markantes Zeugnis ländlicher Architektur und Volksbauweise, gründerzeitliches massives Gebäude mit seltener dreibogiger Kumthalle, baugeschichtlich bedeutend. Das alte Wohnhaus von 1785 und die Scheune mit Taubenschlag des Bauernhofes wurden abgebrochen. | 09271369 |
| Direkt Bild zu diesem Denkmal hochladen | Portal (mit Haustür) eines Bauernhauses | Feldstraße 13 (Karte)                                                            | Bezeichnet mit 1812 | Sandsteinportal mit Segmentbogen und originaler Tür, handwerklich-künstlerisch von Bedeutung | 08965316 |
| Direkt Bild zu diesem Denkmal hochladen | Zufahrtsbrücke über den Mühlgraben an der Roten Mühle | Feldstraße 20 (bei) (Karte)                                                      | Um 1860 | Bogenbrücke mit Bruchstein- und Sandsteinmauerwerk, baugeschichtlich von Bedeutung | 08965315 |
|                                         | Mietshaus in geschlossener Bebauung | Felgenhauerstraße 11 (Karte)                                                     | Um 1900 | Typisches Gründerzeithaus im Quartierensemble, Klinkerfassade, zwei Zwerchhäuser im Dach, baugeschichtlich von Bedeutung. Drei Geschosse, acht Achsen, Erdgeschoss geglättet, rote Klinkerfassade, Fensterrahmungen, vgl. 20 und 22, Kunststofffenster und Haustür entstellend. Original: Windfangtür, Wohnungstüren, AWC-Türen, Steintreppenhaus. | 08965289 |
|                                         | Mietshaus in geschlossener Bebauung | Felgenhauerstraße 13 (Karte)                                                     | Um 1900 | Äußerlich schlichter Mietshausbau (Putzfassade) im Stil des Späthistorismus, mit überaus reicher originaler Jugendstilausstattung (Schablonenmalerei im Treppenhaus), baugeschichtlich von Bedeutung. Drei Geschosse, acht Achsen, Mittelrisalit mit Zwerchhaus, Putzfassade, Kunststeinfensterrahmungen. Original: Jugendstilmalerei im Eingangsbereich, Schablonenmalerei im Treppenhaus, Haustür mit Gitter, Wohnungstüren, AWC-Türen, Fussbodenfliesen Muster, Steintreppenhaus, eiserner Fussabstreicher, Fenster. | 08965290 |
| Direkt Bild zu diesem Denkmal hochladen | Mietshaus in halboffener Bebauung | Felgenhauerstraße 20 (Karte)                                                     | Um 1900 | Typischer Wohnbau im geschlossenen Gründerzeitquartier, Klinkerfassade, zwei Zwerchhäuser im Dach, baugeschichtlich von Bedeutung. Drei Geschosse, sechs Achsen, rote Klinkerfassade, reiche Fensterrahmungen, Erdgeschoss geglättet, Kunststofffenster und Haustür entstellend, ausgebautes Dachgeschoss, vgl. Nummer 22 und 11. | 08965287 |
| Direkt Bild zu diesem Denkmal hochladen | Mietshaus in geschlossener Bebauung | Felgenhauerstraße 22 (Karte)                                                     | Um 1900 | Gründerzeitbau im geschlossenen Quartier, mittenbetonte Putz-Klinker-Fassade, Haustür mit bleiverglastem Oberlicht, baugeschichtlich von Bedeutung. Drei Geschosse, sechs Achsen, Klinker-Putz-Fassade, Fensterrahmungen, vgl. Nummer 20 und 11, Dachgeschoss Zwerchhaus und Ausbau, Kunststofffenster. Original: Haustür mit bleiverglastem Oberlicht. | 08965288 |
| Direkt Bild zu diesem Denkmal hochladen | Werbeschrift „Kaufhalle“ mit Logo (drei stilisierte Personen) an einer ehemaligen Einkaufsstätte | Freitaler Straße 2 (Karte)                                                       | Um 1970 | Eines der letzten Zeugnisse der DDR-Werbekultur in Riesa, kulturgeschichtlich von Bedeutung, heute Kinder- und Jugendzentrum „Kaufhalle“ | 08965319 |
| Weitere Bilder                          | Schule (als Winkelbau), mit Vorgarten und Einfriedung (Werner-Heisenberg-Gymnasium) | Friedrich-Ebert-Platz 6a (Karte)                                                 | Bezeichnet mit 1906, bezeichnet mit 1907; Erweiterungsbau bezeichnet mit 1916 | Putzbau mit mächtigem Giebel und Dachreiter, wertvolle Ausstattung im Innern (einige Bleiglasfenster, Windfangtür, Keramikbrunnen), stilistisch zwischen Späthistorismus und Reformstil, Architekt: Martin Hammitzsch (Dresden), Bedeutung für die Volksbildung, baugeschichtlich und ortsgeschichtlich von Bedeutung. Winkelbau, saniert, Fenster neu. Original: einige Bleiglasfenster im Treppenhaus, Türen, zwei Fussabstreicher, Windfangtür. 1960 Lehrschwimmbecken, Schulerweiterung 1914, Volksbad ehemals, 1906 Grundsteinlegung, 1. April 1908 Einweihung. Zwischen 1819 und 1914 wurden in Gröba fünf Schulen gebaut. Ein Teil der Ausführung lag in den Händen der Bauunternehmung Kell & Löser (Leipzig, Dresden). Turnhalle und Bad vor 2011 abgebrochen. | 08965412 |
| Direkt Bild zu diesem Denkmal hochladen | Mietshaus in geschlossener Bebauung mit Vorgarten | Friedrich-Engels-Straße 2 (Karte)                                                | Um 1900 | Ausgewogen proportioniertes, mittenbetontes Gründerzeithaus, Klinkerfassade, Stuck und Holzpaneele im Eingangsbereich, baugeschichtlich von Bedeutung. Drei Geschosse, acht Achsen, Mittelrisalit mit Zwerchhaus, saniert, Kunststofffenster entstellend, Putz im Erdgeschoss, Klinkerfassade mit Sandsteingliederung. Original: Haustür mit Gitter, Stuck und Holzpaneele im Eingangsbereich, Treppenhaus. | 08965156 |
| Direkt Bild zu diesem Denkmal hochladen | Mietshaus in geschlossener Bebauung mit Vorgarten | Friedrich-Engels-Straße 4 (Karte)                                                | Um 1895 | Durch einen Seitenrisalit mit Balkonen bewusst akzentuiertes gründerzeitliches Mietshaus, Putzfassade mit Sandsteingliederung, baugeschichtlich von Bedeutung. Mit Tordurchfahrt, drei Geschosse, links Seitenrisalit mit zwei Balkons, Putzfassade mit Sandsteingliederung, Sandsteinsockel. Original: Balkontüren mit Klinke, Balkongitter, Tor mit Gitter. | 08965155 |
| Direkt Bild zu diesem Denkmal hochladen | Mietshaus in geschlossener Bebauung mit Vorgarten | Friedrich-Engels-Straße 11b (Karte)                                              | Um 1900 | Gründerzeitgebäude im Stil des Späthistorismus, Putzfassade, baugeschichtlich von Bedeutung. Drei Geschosse, ausgebautes Mansardgeschoss, Seitenrisalite, Putzfassade mit Kunststeingliederung, Erdgeschoss Putznutung, entstellend saniert, Kunststofffenster. Original: Haustür mit Oberlicht. | 08965071 |
| Direkt Bild zu diesem Denkmal hochladen | Mietshaus in geschlossener Bebauung mit Vorgarten und Einfriedung | Friedrich-Engels-Straße 11c (Karte)                                              | Um 1900 | Gründerzeitgebäude im Stil des Späthistorismus, Putzfassade, baugeschichtlich von Bedeutung. Drei Geschosse, sechs Achsen, Putzfassade, Seitenrisalite, Kunststofffenster entstellend, entstellend saniert. Original: Haustür mit Oberlicht. | 08965070 |
| Direkt Bild zu diesem Denkmal hochladen | Mietshaus in geschlossener Bebauung mit Vorgarten und Einfriedung | Friedrich-Engels-Straße 11d (Karte)                                              | Um 1900 | Breitgelagertes Wohngebäude der gründerzeitlichen Stadterweiterung, Klinkerfassade, baugeschichtlich von Bedeutung. Drei Geschosse, sieben Achsen, Erdgeschoss geglättet, entstellend die Farbigkeit und die Kunststofffenster, Klinkerfassade mit Kunststeingliederung, zwei Dachhäuser, Mansarde ausgebaut. Original: Haustür mit Oberlicht. | 08965069 |
| Direkt Bild zu diesem Denkmal hochladen | Vorgarten und Einfriedung eines Mietshauses in Ecklage | Friedrich-Engels-Straße 11e (Karte)                                              | Um 1900 | Gründerzeitlicher Eisenzaun, städtebaulich von Bedeutung, Eisenzaun. Mietshaus kein Denkmal. | 08965068 |
| Direkt Bild zu diesem Denkmal hochladen | Mietshaus mit Vorgarten, ehemals mit Saalanbau (Rädisch-Saal) im Hof | Friedrich-Engels-Straße 13 (Karte)                                               | Um 1890 | Großzügig konzipierter Gründerzeitbau mit Balkon, Seitenrisalit mit Volutengiebel, Klinkerfassade, im Stil der Neorenaissance, baugeschichtlich und ortsgeschichtlich von Bedeutung. Drei Geschosse, zehn Achsen, Seitenrisalit rechts mit drei Achsen, Erdgeschoss Putznutung, rote Klinkerfassade mit Putz- und Sandsteingliederung, Zwerchgiebel, Tordurchfahrt Stuckkonsolen. Tanzsaal im Hof 2001 abgebrochen. | 08965138 |
| Direkt Bild zu diesem Denkmal hochladen | Einfriedung und Vorgarten eines Mietshausgrundstücks sowie Haustür eines Mietshauses | Friedrich-Engels-Straße 13a (Karte)                                              | Um 1900 | Ornamentaler Eisenzaun zwischen Pfeilern, städtebaulich und handwerklich-künstlerisch von Bedeutung. Einfriedung und Vorgarten original. Miethaus kein Denkmal mehr. | 08965137 |
| Direkt Bild zu diesem Denkmal hochladen | Einfriedung und Vorgarten eines Wohnhauses | Friedrich-Engels-Straße 14 (Karte)                                               | Um 1860 | Gründerzeitlicher Eisenzaun, städtebaulich von Bedeutung. - Wohnhaus (kein Denkmal): in halboffener Bebauung in Ecklage Käferberg mit kleinem Nebengebäude im Hof, zwei Geschosse, sieben Achsen, Putzfassade schlicht, Sandsteinrahmungen, Haustür original - Hofgebäude: zwei Geschosse, Putzfassade, Sandsteinrahmung, Tür original, eines der ältesten bebauten Wohngrundstücke der Straße | 08965153 |
| Direkt Bild zu diesem Denkmal hochladen | Mietshaus in geschlossener Bebauung mit Vorgarten | Friedrich-Engels-Straße 15 (Karte)                                               | Um 1900 | Historismusbau (Klinkerfassade) mit reicher originaler Ausstattung, u. a. Stuck und Schablonenmalerei im Eingangsbereich, baugeschichtlich von Bedeutung. Vier Geschosse, acht Achsen, Erdgeschoss Putznutung, rote Klinkerfassade mit Kunststeingliederung. Original: Haustür mit Oberlicht und Klinke, Fenster fast alle, Fussbodenfliesen, AWC-Türen, Wohnungstüren, Treppenhausfenster, Hoftür, Stuck und Schablonenmalerei im Eingangsbereich, Treppenhaus mit eisernem Geländer. | 08965139 |
| Direkt Bild zu diesem Denkmal hochladen | Mietshaus in geschlossener Bebauung in Ecklage, mit Vorgarten und Einfriedung | Friedrich-Engels-Straße 15a (Karte)                                              | Bezeichnet mit 1905 | Großes Wohngebäude in exponierter Ecklage, gründerzeitliche Klinkerfassade, Eckbetonung mit Balkons, baugeschichtlich und städtebaulich von Bedeutung. Mit Tordurchfahrt und Eckladen, vier Geschosse, 6-1-8 Achsen, Erdgeschoss Putznutung, rote Klinkerfassade mit Kunststeingliederung, Ecke mit Turmabschluss und Balkons, Wetterfahne bezeichnet mit 1905, Kunststofffenster entstellend. Original: Tor. | 08965067 |
| Direkt Bild zu diesem Denkmal hochladen | Mietshaus in halboffener Bebauung | Friedrich-Engels-Straße 19 (Karte)                                               | Bezeichnet mit 1892 | Gründerzeitliche Putzfassade, mit geschweiftem Giebel, Bindeglied zwischen offener Bebauung und geschlossenem Mietshausquartier, baugeschichtlich von Bedeutung. Zwei Geschosse, Zwerchhaus, Putzfassade mit Sandsteingliederung, saniert, Fenster neu. | 08965144 |
| Direkt Bild zu diesem Denkmal hochladen | Vorgarten und Einfriedung eines Wohnhauses | Friedrich-Engels-Straße 21 (Karte)                                               | Um 1890 | Bedeutung für den städtebaulichen Zusammenhang des Straßenzuges | 08965145 |
| Direkt Bild zu diesem Denkmal hochladen | Vorgarten und Einfriedung eines Wohngrundstücks | Friedrich-Engels-Straße 22 (Karte)                                               | Um 1875 | Gründerzeitlicher Eisenzaun, Bedeutung für den städtebaulichen Zusammenhang des Straßenzuges. Mietshaus ist kein Denkmal: zwei Geschosse, ausgebautes Mansardgeschoss, Putzfassade, Fenster mit Sandsteinrahmungen, links Seitenrisalit, Mittelrisalit. Original: Tor mit Gitter und Oberlicht, ein Fenster, eines der ersten bebauten Grundstücke der historistischen Stadterweiterung. | 08965066 |
| Direkt Bild zu diesem Denkmal hochladen | Vorgarten, Einfriedung und Toreinfahrt eines Wohngrundstücks | Friedrich-Engels-Straße 23 (Karte)                                               | Um 1880 | Gründerzeitlicher Eisenzaun, Toreinfahrt mit Sandsteinpfeilern, städtebaulich bedeutsam für den frühen gründerzeitlichen Straßenraum | 08965146 |
| Direkt Bild zu diesem Denkmal hochladen | Vorgarten und Einfriedung eines Mietshauses | Friedrich-Engels-Straße 24 (Karte)                                               | Um 1885 | Gründerzeitlicher Eisenzaun, Bedeutung für den städtebaulichen Zusammenhang des Straßenzuges, Sandsteinschwelle | 08965065 |
| Direkt Bild zu diesem Denkmal hochladen | Vorgarten und Einfriedung eines Wohnhauses | Friedrich-Engels-Straße 25 (Karte)                                               | Um 1885 | Gründerzeitlicher Eisenzaun, dokumentiert stadtplanerische Intention des gründerzeitlichen Stadterweiterungsgebietes, städtebaulich von Bedeutung. Quadersockel und Eisenzaun, ein Torpfeiler aus Sandstein erhalten. | 08965147 |
| Direkt Bild zu diesem Denkmal hochladen | Vorgarten und Einfriedung eines Mietshauses | Friedrich-Engels-Straße 26 (Karte)                                               | Um 1885 | Gründerzeitlicher Eisenzaun, Bedeutung für den städtebaulichen Zusammenhang des Straßenzuges, Sandsteinschwelle | 08965064 |
| Direkt Bild zu diesem Denkmal hochladen | Wohnhaus in offener Bebauung mit Vorgarten, Einfriedung und Toreinfahrt | Friedrich-Engels-Straße 27 (Karte)                                               | Bezeichnet mit 1887 | Repräsentatives Gebäude des Historismus, Klinkerfassade, Einfriedung als Eisenzaun, Sandsteintorpfeiler, baugeschichtlich und städtebaulich von Bedeutung. Zwei Geschosse, rechts Seitenrisalit mit Zwerchhaus, Erdgeschoss Putznutung, Sockel Bruchsteinmauerwerk, rote Klinkerfassade mit Sandsteingliederung, saniert, Kunststofffenster entstellend. | 08965148 |
| Direkt Bild zu diesem Denkmal hochladen | Einfriedung und Vorgarten eines Mietshauses | Friedrich-Engels-Straße 28 (Karte)                                               | Um 1885 | Gründerzeitlicher Eisenzaun, Bedeutung für den städtebaulichen Zusammenhang des Straßenzuges. Sandsteinquadersockel, Eisenstaketen. | 08965063 |
| Direkt Bild zu diesem Denkmal hochladen | Vorgarten und Einfriedung eines Wohngrundstücks | Friedrich-Engels-Straße 29 (Karte)                                               | Um 1900 | Bedeutsam für städtebaulichen Gesamtzusammenhang des Straßenzuges | 08965149 |
| Direkt Bild zu diesem Denkmal hochladen | Wohnhaus in offener Bebauung, mit Vorgarten und Einfriedung | Friedrich-Engels-Straße 31 (Karte)                                               | 1898 | Malerisches Gebäude mit vielgliedriger Dachlandschaft, Eckturm mit Balkon, im Stil des Historismus, baugeschichtlich von Bedeutung. Zwei Geschosse, Bruchsteinsockel, Putzfassade mit Putz- und Sandsteingliederung, vielgliedrige Dachlandschaft verschiefert, Ecke Zwiebelturm, Eckbalkon, Werkstatt mit Schornstein. Original: Balkongitter. | 08965150 |
| Direkt Bild zu diesem Denkmal hochladen | Wohnhaus in offener Bebauung in Ecklage, mit Vorgarten und Einfriedung | Friedrich-Engels-Straße 35a (Karte)                                              | Um 1895 | Historistisches Gebäude in exponierter Ecklage, Putzfassade, Eckturm, vielgliedrige Dachlandschaft, baugeschichtlich und städtebaulich von Bedeutung. Zwei Geschosse, ausgebautes Dachgeschoss mit vielgliedriger Dachlandschaft, Putzfassade mit Sandsteingliederung. Original: alle Fenster, einige Winterfenster, zwei Bleiglasfenster, Kellerfenstergitter, sehr schöne Haustür. Sanierung Ende 2000. | 08965152 |
| Direkt Bild zu diesem Denkmal hochladen | Wohnhaus in offener Bebauung in Ecklage | Friedrich-Engels-Straße 35b (Karte)                                              | 1898 | Auffallendes und aufwändig dekoriertes historistisches Bauwerk in wichtiger Ecklage, Klinkerfassade mit Sandsteingliederung, mit selten erhaltenem Deckenstuck in den Räumen, baugeschichtlich und städtebaulich von Bedeutung. Zwei Geschosse, Erker, vielgliedrige Dachlandschaft, Klinkerfassade mit Sandsteingliederung. Original: Haustür mit Gitter, Fenster, einfache Fussbodenfliesen, Wohnungstüren, AWC-Türen, Kellertür, Treppenhaus mit eisernem Geländer, Deckenstuck in den Zimmern und Innentüren erhalten. | 08965083 |
| Direkt Bild zu diesem Denkmal hochladen | Mietshaus in geschlossener Bebauung konzipiert | Friedrich-Engels-Straße 38 (Karte)                                               | Um 1895 | Gründerzeitliches Mietshaus der Stadterweiterung, Klinkerfassade mit Balkon, Stuck im Eingangsbereich, baugeschichtlich von Bedeutung. Drei Geschosse, Putznutung, Seitenrisalite, ein Dachhaus, Kunststofffenster entstellend, Klinkerfassade mit Sandsteinfensterrahmungen, ein Balkon. Original: Haustür mit Klinke, Stuck im Eingangsbereich, Wohnungstüren, Treppenhaus mit eisernem Geländer, einfache Fussbodenfliesen. | 08965062 |
| Direkt Bild zu diesem Denkmal hochladen | Vorgarten, Einfriedung sowie Toreinfahrt (bei Nr. 43) zweier Wohngrundstücke | Friedrich-Engels-Straße 41, 43 (Karte)                                           | Um 1885 | Bedeutsam für städtebaulichen Gesamtzusammenhang des Straßenzuges. - Einfriedung: Bruchsteinsockel mit Sandsteinabdeckung, Eisenzaun - Toreinfahrt: eiserner Torflügel, Sandsteinpfeiler | 08965080 |
| Direkt Bild zu diesem Denkmal hochladen | Mietshaus in geschlossener Bebauung konzipiert, mit Vorgarten und Einfriedung | Friedrich-Engels-Straße 42 (Karte)                                               | Um 1895 | Anspruchsvolles historistisches Wohngebäude, Klinkerfassade mit Balkons, baugeschichtlich von Bedeutung. Drei Geschosse, zwei Balkons, Erdgeschoss geputzt, Natursteinsockel, saniert, Fenster neu, rote Klinkerfassade mit Sandstein-Fensterrahmungen, Seitenrisalite. Original: Haustür mit Gitter. | 08965061 |
| Direkt Bild zu diesem Denkmal hochladen | Mietshaus in geschlossener Bebauung mit Vorgarten und Einfriedung | Friedrich-Engels-Straße 44 (Karte)                                               | Um 1895 | Historistisches Mietshaus der Stadterweiterung, Putzfassade, Haustür mit bleiverglastem Oberlicht, baugeschichtlich von Bedeutung. Vier Geschosse, Putzfassade, Sandstein-Fensterrahmungen, saniert. Original: Haustür mit Klinke und bleiverglastem Oberlicht, überwiegend Fenster, Fussbodenfliesen, Wohnungstüren, AWC-Türen, Treppenhaus, Reste bleiverglaster Treppenhausfenster, ein eiserner Maueranker. | 08965060 |
| Direkt Bild zu diesem Denkmal hochladen | Vorgarten, Einfriedung und Toreinfahrt eines Wohngrundstückes | Friedrich-Engels-Straße 45 (Karte)                                               | Um 1885 | Gründerzeitlicher Eisenzaun, Sandsteintorpfeiler, bedeutsam für städtebaulichen Gesamtzusammenhang des Straßenzuges, Sandsteinschwelle. Villa kein Denkmal, weil geglättet. | 08965079 |
| Direkt Bild zu diesem Denkmal hochladen | Mietshaus in halboffener Bebauung mit Vorgarten | Friedrich-Engels-Straße 46d (Karte)                                              | Um 1912 | Den geschlossenen Straßenraum mitprägender Wohnhausbau der Reformstilzeit, Putzfassade mit Balkons, mit originaler Ausstattung, baugeschichtlich von Bedeutung. Drei Geschosse, sieben Achsen, Zwerchhaus, Mittelrisalit zwei Balkons, Putzfassade etwas geglättet. Original: Haustür mit Oberlicht, Balkongitter, Fussbodenfliesen Muster, Steintreppenhaus mit Eisengeländer, Wohnungstüren, Türen in den Wohnungen. | 08965531 |
| Direkt Bild zu diesem Denkmal hochladen | Wohnhaus in offener Bebauung, mit Einfriedung, Vorgarten und Toreinfahrt sowie zwei Hofgebäude | Friedrich-Engels-Straße 47 (Karte)                                               | Um 1885 | Früher Wohnhausbau der gründerzeitlichen Stadterweiterung, Putzfassade mit Balkon, zwei aufwändig gestaltete Dachgauben, baugeschichtlich von Bedeutung. - Zwei Geschosse, sieben Achsen, Balkon, Putzfassade geglättet, Seitenrisalite, Sandstein-Fensterrahmungen, Dachgauben. Original: Haustür, Fenster, eine Jalousieblende - Hofgebäude: Putzfassade, zwei Geschosse, Sandstein-Fenstergewände - Einfriedung: Bruchsteinsockel, Sandsteinschwellen, Sandsteinpfeiler, Eisenzaun - ein beleuchteter Werbeausleger und Inschrift an der Villa „LSR“ | 08965078 |
| Direkt Bild zu diesem Denkmal hochladen | Vorgarten und Einfriedung eines Mietshausgrundstückes | Friedrich-Engels-Straße 48 (Karte)                                               | Um 1885 | Veranschaulicht den stadtplanerischen Zusammenhang des Erweiterungsgebietes, städtebaulich von Bedeutung | 08965057 |
| Direkt Bild zu diesem Denkmal hochladen | Villa mit Garten und Pfeiler der Toreinfahrt | Friedrich-Engels-Straße 49 (Karte)                                               | Um 1900 | Großzügiger historistischer Villenbau, Klinkerfassade mit Sandsteingliederung, Mittelrisalit mit Balkon, baugeschichtlich von Bedeutung. Zwei Geschosse, Mittelrisalit, Klinkerfassade mit Sandsteingliederung, Sandsteinquadersockel, Balkon. Original: Balkongitter, Haustür, Fenster. | 08965077 |
| Direkt Bild zu diesem Denkmal hochladen | Mietshaus in geschlossener Bebauung mit Vorgarten und Einfriedung | Friedrich-Engels-Straße 50 (Karte)                                               | Um 1908 | Dem Jugendstil verpflichtetes Mietshaus der gründerzeitlichen Stadterweiterung, Putzfassade mit Balkons, reizvolles Tor, baugeschichtlich von Bedeutung. Mit Tordurchfahrt, drei Geschosse, Putzfassade geglättet mit Kunststeinfensterrahmungen, vier Balkons, ausgebautes Mansardgeschoss, vgl. Nummer 50a, auch rückwärtig Balkone. Original: Tor mit Oberlicht und Klinke, Fenster überwiegend, Balkongitter. | 08965056 |
| Direkt Bild zu diesem Denkmal hochladen | Mietshaus in geschlossener Bebauung mit Vorgarten und Einfriedung | Friedrich-Engels-Straße 50a (Karte)                                              | Um 1908 | Dem späten Jugendstil verhafteter Wohnbau im Stadterweiterungsgebiet, Putzfassade mit Balkons, baugeschichtlich von Bedeutung. Drei Geschosse, vgl. Nummer 50, Putzfassade geglättet, Kunststein-Fensterrahmungen, Fenster neu, Zwerchgiebel, Sandstein-Bruchstein-Sockel. Original: Haustür mit Oberlicht. | 08965055 |
| Direkt Bild zu diesem Denkmal hochladen | Mietshaus in geschlossener Bebauung, mit Vorgarten und Einfriedung | Friedrich-Engels-Straße 52 (Karte)                                               | Um 1895 | Teil des gründerzeitlichen Stadterweiterungsgebietes, Klinkerfassade mit Kunststeinreliefs und Balkons, ausgebautes Dachgeschoss, baugeschichtlich von Bedeutung. Drei Geschosse, sechs Achsen, ausgebautes Dachgeschoss, Erdgeschoss geglättet, Klinkerfassade mit Sandsteingliederung, Zwerchgiebel, Fenster neu. Original: Haustür. | 08965054 |
| Direkt Bild zu diesem Denkmal hochladen | Wohnhaus in offener Bebauung, mit Vorgarten und Einfriedung | Friedrich-Engels-Straße 53 (Karte)                                               | Um 1895 | Straßenraumprägender Wohnbau, gründerzeitliche Putzfassade, baugeschichtlich von Bedeutung. Zwei Geschosse, Putzfassade, rechts Seitenrisalit mit Zwerchhaus, Kunststeingliederung, Kunststofffenster entstellend, Rückseite verglaste Loggia. Original: Kellerfenstergitter. | 08965049 |
| Direkt Bild zu diesem Denkmal hochladen | Mietshaus in halboffener Bebauung, mit Vorgarten und Einfriedung | Friedrich-Engels-Straße 54 (Karte)                                               | Um 1890 | Gründerzeitlicher Wohnbau der Stadterweiterung, Klinkerfassade mit Balkons, baugeschichtlich von Bedeutung. Drei Geschosse, neun Achsen, Erdgeschoss geglättet, Kunststofffenster entstellend, zwei Balkons. Original: Haustür, Balkongitter. | 08965053 |
| Direkt Bild zu diesem Denkmal hochladen | Wohnhaus in offener Bebauung, mit Vorgarten und Einfriedung | Friedrich-Engels-Straße 55 (Karte)                                               | Um 1885 | Gründerzeitlicher Wohnbau der ersten Bebauungsphase des Straßenzuges, gut gegliederte, mittenbetonte Putzfassade, baugeschichtlich von Bedeutung. Zwei Geschosse, sechs Achsen, Putzfassade geglättet mit Kunststein-Fensterrahmungen, Mittelrisalit, Dachhaus mit drei Winterfenstern. Original: Kellerfenstergitter, Fenster. | 08965048 |
| Direkt Bild zu diesem Denkmal hochladen | Wohnhaus in offener Bebauung, mit Vorgarten und Einfriedung | Friedrich-Engels-Straße 57 (Karte)                                               | Um 1905 | Später, aber sich integrierender historistischer Wohnbau in einem Stadterweiterungsgebiet, aufwändige Klinkerfassade, schönes Relief im Bogenfeld über der Haustür, baugeschichtlich von Bedeutung. Sandsteinsockel, Klinkerfassade, drei schöne Jugendstilreliefs, Standerker, Zwerchhausgiebel im Heimatstil. Original: Haustür mit schönem Relief im Tympanon. | 08965047 |
| Direkt Bild zu diesem Denkmal hochladen | Mietshaus in geschlossener Bebauung | Friedrich-Engels-Straße 72 (Karte)                                               | Um 1890 | Aufwendig gegliederte, mittenbetonte Klinkerfassade der Gründerzeit, baugeschichtlich von Bedeutung | 09304028 |
| Direkt Bild zu diesem Denkmal hochladen | Wohnhaus | Gartenweg 4 (Karte)                                                              | Um 1800 | In alter Ortslage Gröba, ländliches Wohnhaus im alten Dorfkern, Fachwerk-Obergeschoss mit Lehmziegelausfachung, Krüppelwalmdach, sozialgeschichtlich und baugeschichtlich von Bedeutung. Zwei Geschosse, Krüppelwalmdach, leerstehend. | 08965422 |
| Direkt Bild zu diesem Denkmal hochladen | Mietshaus in halboffener Bebauung | Goethestraße 2a (Karte)                                                          | Um 1895 | Gründerzeitbau, Putzfassade mit aufwendigen Fensterrahmungen, baugeschichtlich von Bedeutung. Mit Tordurchfahrt, drei Geschosse, ausgebautes Dachgeschoss, links Seitenrisalit und Zwerchhaus, Putzfassade mit Putzgliederung, aufwendige Fensterrahmungen. Original: Oberlicht des Tores. | 08965164 |
| Direkt Bild zu diesem Denkmal hochladen | Wohnhaus in geschlossener Bebauung | Goethestraße 4 (Karte)                                                           | Bezeichnet mit 1828 | Wohnhaus der ältesten Bebauung im Quartier und unverzichtbares Beispiel zur Dokumentation der städtischen Entwicklung, Putzfassade mit Sandstein-Segmentbogenportal, baugeschichtlich und ortsentwicklungsgeschichtlich von Bedeutung. Zwei Geschosse, sechs Achsen, Putzfassade, Sandsteinrahmungen, Türportel bezeichnet mit „B.1828“. Original: Fenster, Winterfenster. | 08965165 |
| Direkt Bild zu diesem Denkmal hochladen | Mietshaus in geschlossener Bebauung | Goethestraße 7 (Karte)                                                           | Um 1890 | Schlichter Gründerzeitbau, Putzfassade noch von klassizistischer Wirkung, nahezu unverfälscht erhaltener Bestandteil der historischen Bebauung des Straßenzuges, baugeschichtlich von Bedeutung. Mit Tordurchfahrt, drei Geschosse, fünf Achsen, Putzfassade mit Putzgliederung, Sandstein-Fensterrahmungen, ehem. Drahtflechterei Otto Nitzsche. Original: Kellertür, Hoftür, Tor mit Klinke, Treppenhaus, AWC-Türen. | 08965166 |
| Direkt Bild zu diesem Denkmal hochladen | Schulgebäude (als Winkelbau), Turnhalle, Schulhof und Vorgarten (Förderschule Riesa) | Goethestraße 21 (Karte)                                                          | Bezeichnet mit 1869 | Feinsinnig dekorierter Schulbau, gründerzeitlicher Putzbau, Mittelrisalit mit Dachreiter, im Reformstil der Zeit um 1910 überformt, Bedeutung für die Volksbildung, baugeschichtlich und ortsgeschichtlich von Bedeutung. Ehemaliges Schulhaus 1843 zu eng, daher Neubau 1869/1870, als neue Knabenschule, zwölf Klassenzimmer und Aula, andere Räume für Bürgermeister, städtische Kassen als Dienstzimmer und Stadtverordneten-Sitzungen. | 08965134 |
| Direkt Bild zu diesem Denkmal hochladen | Teil der Einfriedung des Schulhofes: ehemaliges Brückengeländer der ersten Elbbrücke für die Leipzig-Dresdner Eisenbahn | Goethestraße 21 (Karte)                                                          | 1839 | Als Überrest dieses bedeutenden frühen Ingenieurbauwerks der sächsischen Eisenbahngeschichte von besonderem Erinnerungswert und damit eisenbahngeschichtlich von Bedeutung | 08965135 |
| Direkt Bild zu diesem Denkmal hochladen | Wohnhaus in geschlossener Bebauung | Goethestraße 27 (Karte)                                                          | Um 1850 | Eines der älteren, weitgehend unverändert erhaltenen Wohnhäuser der Altstadt, schlichte Putzfassade mit Sandsteingewänden, baugeschichtlich von Bedeutung. Zwei Geschosse, fünf Achsen, Sandsteinsockel, Putzfassade geglättet, Sandstein Fenster- und Haustürrahmung. Original: Haustür mit Oberlicht. | 08965132 |
| Direkt Bild zu diesem Denkmal hochladen | Mietshaus in geschlossener Bebauung | Goethestraße 39 (Karte)                                                          | Um 1890 | Gründerzeitbau mit stimmiger Fassadenkonzeption, noch von klassizistischer Wirkung, baugeschichtlich von Bedeutung. Mit Tordurchfahrt und späterem Ladeneinbau, drei Geschosse, fünf Achsen, ausgebautes Dachgeschoss, Erdgeschoss und Laden entstellend, Putzfassade mit Gliederung. Original: Tor (um 1900). | 08965128 |
| Direkt Bild zu diesem Denkmal hochladen | Mietshaus in geschlossener Bebauung | Goethestraße 54 (Karte)                                                          | Um 1885 | Gründerzeitliches Mietshaus im Ensemble des Straßenzuges, Putzfassade noch von klassizistischer Wirkung, baugeschichtlich von Bedeutung. Mit Tordurchfahrt, drei Geschosse, Traufe Stuckkonsolen, Putzfassade mit Putz- und Sandsteingliederung, Fenstersohlbänke im ersten Obergeschoss auf Stuckkonsolen, Kunststofffenster entstellend. Original: Tor. | 08965130 |
| Direkt Bild zu diesem Denkmal hochladen | Wohnhaus in geschlossener Bebauung | Goethestraße 55 (Karte)                                                          | Um 1860 | Gründerzeitlich-klassizistische Putzfassade mit Sandsteingliederung, baugeschichtlich von Bedeutung. Zwei Geschosse, vgl. Nummer 57, ehemalige Tordurchfahrt heute Laden, Putzfassade mit Putz- und Sandsteingliederung. Original: alte Fenster. | 08965124 |
| Direkt Bild zu diesem Denkmal hochladen | Mietshaus in geschlossener Bebauung konzipiert | Goethestraße 56 (Karte)                                                          | Um 1900 | Bestandteil des gründerzeitlichen Straßenzuges, Klinkerfassade, baugeschichtlich von Bedeutung. Mit Tordurchfahrt, drei Geschosse, fünf Achsen, rote Klinkerfassade mit Sandsteingliederung, Traufe mit Konsölchen, ausgebautes Dachgeschoss, Erdgeschoss geputzt, Kunststofffenster entstellend, saniert. Original: Haustür. | 08965131 |
| Direkt Bild zu diesem Denkmal hochladen | Wohnhaus in halboffener Bebauung | Goethestraße 57 (Karte)                                                          | Um 1860 | Gründerzeitlich-klassizistische Putzfassade mit Sandsteingliederung, baugeschichtlich von Bedeutung. Mit Tordurchfahrt und Ladeneinbau, zwei Geschosse, sieben Achsen, vgl. Nummer 55, Putzfassade mit Putz- und Sandsteingliederung. Original: Laden um 1910, Fenster alt, Tor mit Klinke. | 08965125 |
| Direkt Bild zu diesem Denkmal hochladen | Rückwärtige Einfriedung des Grundstückes an der Friedrich-Engels-Straße | Goethestraße 59 (Karte)                                                          | Um 1915 | Eisenzaun zwischen Natursteinpfeilern, straßenraumprägender Bestandteil der gründerzeitlichen Stadtplanung, städtebaulich von Bedeutung. Natursteinschwelle und -pfeiler, Eisenzaun, heute bei Autohaus Seifert, Durchgangsgrundstück, an der Friedrich-Engels-Straße ohne Hausnummern. | 08965058 |
| Direkt Bild zu diesem Denkmal hochladen | Wohnhaus in offener Bebauung, mit seitlicher Einfriedung und Toreinfahrt | Goethestraße 71 (Karte)                                                          | Bezeichnet mit 1866 | Einzigartige neogotische Sandsteinfassade mit feinsinnigem Dekor, Mittelerker mit großem Spitzbogenfenster, baugeschichtlich von Bedeutung. Zwei Geschosse, fünf Achsen, Mittelrisalit, Sandsteinfassade, Erker, Fenster entstellend, zwei Gauben. Original: Oberlichtgitter der Haustür, bezeichnet mit „F. ZAENCKER 1866“. Erfasst unter zwei Hausnummern, Nummer 69 und Nummer 71. | 08965127 |
| Direkt Bild zu diesem Denkmal hochladen | Tor der Tordurchfahrt eines Mietshauses | Goethestraße 79 (Karte)                                                          | Um 1885 | Qualitätvolle Tischlerarbeit der Gründerzeit, handwerklich-künstlerisch von Bedeutung, Holz, Korbbogenabschluss | 08965022 |
| Direkt Bild zu diesem Denkmal hochladen | Mietshaus in geschlossener Bebauung | Goethestraße 80 (Karte)                                                          | Um 1910 | Putzfassade mit mächtigem Zwerchhaus im Dach, monumentales Eingangsportal, stilistisch zwischen Späthistorismus und Reformstil, geschlossener Straßenzug, baugeschichtlich von Bedeutung. Mit Tordurchfahrt und Laden, drei Geschosse, sieben Achsen, ausgebautes Dachgeschoss, mächtiges Zwerchhaus, Putzfassade mit Putz- und Sandsteingliederung. Original: Tor mit Gitter. | 08965282 |
| Direkt Bild zu diesem Denkmal hochladen | Mietshaus in geschlossener Bebauung | Goethestraße 82 (Karte)                                                          | Um 1910 | Putzfassade mit mächtigem Zwerchhaus im Dach, stilistisch zwischen Späthistorismus und Reformstil, geschlossener Straßenzug, baugeschichtlich von Bedeutung. Mit Laden, drei Geschosse, sechs Achsen, ausgebautes Dachgeschoss, Putzfassade mit Putzgliederung, Dachhaus mit Kunststeinrelief mit Ovalfenster. Original: Laden und Fenster im Erdgeschoss. | 08965281 |
| Direkt Bild zu diesem Denkmal hochladen | Mietshaus in geschlossener Bebauung mit Hofpflasterung | Goethestraße 85 (Karte)                                                          | Um 1885 | Gründerzeitliches Gebäude mit feingliedrig strukturierter und reich dekorierter Putzfassade, Mittelrisalit mit straßenbildprägendem Balkon, baugeschichtlich von Bedeutung. Mit Tordurchfahrt, vier Geschosse, zehn Achsen, Mittelrisalit, Balkon, Balustrade als Dachabschluss, Putzfassade mit Putzgliederung, Hofseite Tor mit Sandsteinrahmung und Fenster mit Sandsteinsohlbänken. Original: alle Fenster Erdgeschoss bis zweites Obergeschoss, Tor mit Oberlicht, Balkongitter, Balkontür, Zimmertüren, Treppenhausfenster, Steintreppenhaus, Wohnungstüren. Die ehemalige Handschwengelpumpe mit Brunnenschacht und Einfassung im Hof wurde 1999 oder 2000 entfernt. | 08965028 |
| Direkt Bild zu diesem Denkmal hochladen | Mietshaus in halboffener Bebauung in Ecklage | Goethestraße 87 (Karte)                                                          | Um 1890 | Stadtpalaisartiges Mietshaus in exponierter Ecklage am größten innerstädtischen Schmuckplatz, Putzfassade, gerundete Ecke mit zwei Balkons, im Dach vier Turmhelme, baugeschichtlich und stadtentwicklungsgeschichtlich von Bedeutung. Mit Tordurchfahrt und Eckladen, vier Geschosse, 10-1-7 Achsen, Putzfassade mit Kunststeingliederung, Ecke gerundet mit zwei Balkons, vier Turmhelme, Mittel- und Seitenrisalite, Hofseite Sandsteinrahmungen. Original: Tor mit Oberlicht, Fussbodenfliesen auf den Treppenhausabsätzen, Treppenhausfenster, Wohnungstüren, Hoftor mit Oberlicht. | 08965031 |
| Direkt Bild zu diesem Denkmal hochladen | Mietshaus in halboffener Bebauung | Goethestraße 88 (Karte)                                                          | Um 1895 | Gründerzeitliches Mietshaus der Stadterweiterung, Klinkerfassade, Zwerchhaus im Dach, baugeschichtlich von Bedeutung. Mit Tordurchfahrt und Laden, drei Geschosse, ausgebautes Mansardgeschoss, Erdgeschoss geglättet, Klinkerfassade, Zwerchgiebel, Stuck in Fensterverdachungen, Kunststofffenster entstellend. Original: Tor mit Oberlicht. | 08965280 |
| Direkt Bild zu diesem Denkmal hochladen | Mietshaus in geschlossener Bebauung | Goethestraße 100 (Karte)                                                         | Um 1875 | Gründerzeitgebäude, schlichte Putzfassade mit Sandstein-Fensterrahmungen, eines der ersten in der Straße errichteten Häuser der Stadterweiterung, baugeschichtlich von Bedeutung. Mit Tordurchfahrt, drei Geschosse, sieben Achsen, Putzfassade geglättet, Sandstein-Fensterrahmungen, Mansardgeschoss orig. verschiefert und Sandsteinrahmungen der Gauben original: Tor mit schmalem Oberlicht, einige Fenster und Jalousieblenden, Ladenpfosten. Sanierung 2000. | 08965027 |
| Direkt Bild zu diesem Denkmal hochladen | Mietshaus in halboffener Bebauung, ehemaliges Gesellschaftshaus (Gewerkschaftshaus) | Goethestraße 102 (Karte)                                                         | Um 1900 | Kräftig gegliederte und reich dekorierte Klinkerfassade der Gründerzeit, baugeschichtlich von Bedeutung, auch Bedeutung für die Geschichte der Gewerkschafts- und der Arbeiterbewegung. Drei Geschosse, ausgebautes Dachgeschoss, zwei Zwerchgiebel, Erdgeschoss entstellt, saniert, rote Klinkerfassade mit Kunststeingliederung. Original: Tor mit Oberlicht. | 08965026 |
| Direkt Bild zu diesem Denkmal hochladen | Doppelmietshaus (mit Alexander-Puschkin-Platz 2a) in halboffener Bebauung | Goethestraße 106 (Karte)                                                         | Um 1935 | Eines der wenigen qualitätvollen Zeugnisse für den innerstädtischen Wohnungsbau der 1930er Jahre im traditionalistischen Stil, Putzfassade mit Sandsteinsockel, Balkonanlagen mit originalen Austrittgittern, baugeschichtlich und städtebaulich von Bedeutung. Vier Geschosse, Sandsteinsockel, schlichte Putzfassade, Haustürrahmungen Sandstein, Mansarde verschiefert, Austritte. Original: Haustür mit Oberlicht, Fenster, Fensterläden, Austritte mit originalen Gittern, Türen und Fensterläden. | 08965029 |
| Direkt Bild zu diesem Denkmal hochladen | Wohnhaus in offener Bebauung in Ecklage | Grenzstraße 7 (Karte)                                                            | Um 1860 | Typisches frühgründerzeitliches Wohnhaus, Putzfassade noch von klassizistischer Wirkung, baugeschichtlich von Bedeutung. Zwei Geschosse, sechs Achsen, Putzfassade mit Kunststeingliederung, Traufe mit Konsolen, Dachgauben mit Sandsteinrahmungen und verschiefert, Fenster entstellend. | 08965114 |
|                                         | Ilgner-Umformer aus dem ehemaligen Stahl- und Walzwerk Riesa | Gröbaer Straße 4 (bei) (Karte)                                                   | 20. Jahrhundert | Heute im Gewerbegebiet aufgestellt, diente zur Umformung von 600 V Drehstrom in 1200 V Gleichstrom, technisches Denkmal. Maschinenumformer für den Hauptantrieb der ehemaligen Blockstraße im Stabwalzwerk, Leistung 4800 kW, Gesamtmasse der Anlage etwa 105 t. | 08965342 |
|                                         | Mietshaus in geschlossener Bebauung in Ecklage | Großenhainer Straße 1 (Karte)                                                    | Um 1915 | Mit Laden, lisenengegliederte Putzfassade mit Eckerker und Werbeschrift einer Kaffee-Rösterei, im Reformstil der Zeit um 1910, wirkungsvoller Wohn- und Geschäftshausbau in bedeutsamer Ecklage mit einzigartigem Werbeschriftzug, baugeschichtlich und städtebaulich von Bedeutung. Mit Tordurchfahrt, Eckladen und Werbeschriften um 1925, drei Geschosse, 4-1-6 Achsen, Putzfassade mit Putzgliederung, Sandsteinrelief am Eckerker, Kunststeinsockel. Original: Tor mit schmiedeeisernem Gitter, Inschrift „LSR“, Ladentür mit Klinke und geschliffenen Scheiben, einige Fenster, Kellerfenstergitter, Treppenhaus, Wohnungstüren. | 08965252 |
|                                         | Mietshaus in geschlossener Bebauung | Großenhainer Straße 3 (Karte)                                                    | Um 1905/1910 | Mit Läden, reich gegliederte, gründerzeitliche Putzfassade, baugeschichtliche und ortsgeschichtliche Bedeutung. Mit Hausdurchgang, drei Geschosse, fünf Achsen, Seitenrisalit mit Zwerchgiebel. Original: Ladenpfosten, Fenster. Bauwerksname: Schönebaumhaus (?). | 08965516 |
|                                         | Mietshaus in geschlossener Bebauung | Großenhainer Straße 4 (Karte)                                                    | Um 1885 | Reich dekorierter Gründerzeitbau im Altstadtbereich, Putzfassade, baugeschichtlich von Bedeutung. Mit Laden, drei Geschosse, fünf Achsen, Putzfassade mit Putz-, Sandstein- und Stuckgliederung, ausgebautes Dachgeschoss, Kunststofffenster entstellend. Original: Haustür mit Oberlicht. | 08965254 |
|                                         | Wohnhaus in geschlossener Bebauung | Großenhainer Straße 5 (Karte)                                                    | Um 1840 | Schlichte Putzfassade mit Segmentbogenportal, kleinstädtisches Wohnhaus im Altstadtgebiet, baugeschichtlich von Bedeutung. Mit späterem Ladeneinbau, zwei Geschosse, drei Achsen, saniert, Putzfassade, Sandsteinportal. | 08965301 |
|                                         | Wohnhaus in geschlossener Bebauung | Großenhainer Straße 6 (Karte)                                                    | Um 1830 | Mit Laden, Putzfassade mit schönem Segmentbogenportal, schlichtes Bürgerhaus aus der Zeit der Verstädterung, Ladeneinbau mit originaler Schaufensterzone aus der Zeit der Jahrhundertwende um 1905, baugeschichtlich von Bedeutung. Zwei Geschosse, fünf Achsen, Sandsteingewände, Laden um 1905, Putzfassade. Original: Haustür mit Oberlicht, Ladentür mit Klinke und Ätzglasscheibe. Fenster entstellend, innenseitige Schaufenstergestaltung einzigartig in Riesa. | 08965255 |
|                                         | Wohnhaus in geschlossener Bebauung | Großenhainer Straße 8 (Karte)                                                    | Bezeichnet mit 1831 | Mit Ladeneinbauten, klassizistisches Bürgerhaus mit aufwendigem Sandsteinportal, schlichte Putzfassade, Ladenfronten der Zeit um 1900, baugeschichtlich von Bedeutung. Zwei Geschosse, fünf Achsen, aufwendiges Haustürportal aus Sandstein, Läden 1895/1900. Original: Ladenpfosten, Haustür. | 08965256 |
|                                         | Wohnhaus in geschlossener Bebauung | Großenhainer Straße 9 (Karte)                                                    | Bezeichnet mit 1831 | Mit Ladeneinbauten, schlichte Putzfassade, hübsches Segmentbogenportal, Ladenfronten der Zeit um 1900, typisches kleinstädtisches Wohnhaus in der Altstadt, baugeschichtlich von Bedeutung. Zwei Geschosse, sieben Achsen, Putzfassade, Sandsteinrahmungen. Original: Ladenpfosten um 1890. | 08965514 |
|                                         | Mietshaus in geschlossener Bebauung | Großenhainer Straße 10 (Karte)                                                   | Um 1880 | Mit Laden, frühes gründerzeitliches Mietshaus mit großzügiger Ladenzone, reich gegliederte Putzfassade, baugeschichtlich von Bedeutung. Drei Geschosse, fünf Achsen, Erdgeschoss geglättet, Fenster entstellend, Putzfassade mit Putz- und Sandsteingliederung. Original: Laden, Haustür mit Oberlicht. | 08965257 |
|                                         | Wohnhaus in geschlossener Bebauung | Großenhainer Straße 11 (Karte)                                                   | Um 1800, später überformt | Schlichter Putzbau mit Mansarddach, durch die auffällige Dachform und die Lage im alten Ortskern von baugeschichtlicher Bedeutung. Zwei Geschosse, vier Achsen, Putzfassade, um 1930 zwei Gauben und Haustür verändert. Denkmal auf besonderen Wunsch der Unteren Denkmalschutzbehörde. | 08965154 |
|                                         | Wohnhaus in geschlossener Bebauung | Großenhainer Straße 12 (Karte)                                                   | Bezeichnet mit 1831 | Mit Ladeneinbau, schlichte Putzfassade, hübsches Segmentbogenportal, kräftige Fensterrahmungen, einfaches klassizistisches Wohnhaus im Altstadtgebiet, baugeschichtlich von Bedeutung. Zwei Geschosse, drei Achsen, Laden um 1890, Putzfassade geglättet, Sandstein-Fenstergewände. Original: Haustür mit Oberlicht, Ladenpfosten. | 08965258 |
|                                         | Wohnhaus, ehemaliger Gasthof, in halboffener Bebauung in Ecklage (ehemals Gasthof „Zur Burg“ und Gaststätte „Kloster-Eck“) | Großenhainer Straße 13 (Karte)                                                   | Bezeichnet mit 1805 | Mächtiger Baukörper in städtebaulich wichtiger Ecklage, barocker Putzbau mit Mansarddach, überhöhter Mittelrisalit mit Dreiecksgiebel und Eingangsportal mit geohrtem Gewände, im Haus am 13. Juli 1848 Gründung des Riesaer Gewerbevereins, ortsgeschichtlich und baugeschichtlich von Bedeutung. Zwei Geschosse, ausgebautes Mansardgeschoss, Mittelrisalit mit Zwerchgiebel, 13. Juli 1848 Gründung des Gewerbevereins in Werner's Restauration. Abbruch Nebengebäude. | 08965302 |
|                                         | Wohnhaus (zwei Hausteile) in halboffener Bebauung in Ecklage sowie hofseitiger Flügelanbau | Großenhainer Straße 15 (Karte)                                                   | Um 1830 | Zweigeschossiges Gebäude mit schlichter Putzfassade, Obergeschoss teilweise in Fachwerk, straßenraumprägendes Wohnhaus, baugeschichtlich von Bedeutung. Zwei Geschosse, vier Achsen, Anbau drei Achsen, Putzfassade, Gewände Erdgeschoss aus Sandstein im Obergeschoss aus Holz. Original: Fenster teilweise alt. | 08965303 |
|                                         | Wohnhaus (mit Inschrifttafel) in Ecklage, sowie Speichergebäude im Hof in rückwärtiger Lage | Großenhainer Straße 16 (Karte)                                                   | Um 1790 (Wohnhaus); 1901 (Speichergebäude) | Wohnhaus eindrucksvolles Barockgebäude, Putzbau mit Mansarddach und Segmentbogenportal, Hofgebäude mit gründerzeitlicher Putz-Klinker-Fassade und Speicherluken, städtebaulich und baugeschichtlich von Bedeutung, auch Zeugnis für wirtschaftliche Tätigkeit des Mittelstandes. - Wohnhaus: Zwei Geschosse, Mansardgiebelwalmdach, Bruchsteinmauer, Sandsteingewände, leerstehend; original: Dachstuhl, Fenster - Speichergebäude/Fabrikgebäude: Ziegelbau mit Putz-Klinker-Fassade, Speicherluken, im Original mit Anbau und zwei Hofgebäuden (diese vor 2011 abgebrochen), Speicher-/Fabrikgebäude im hinteren Hofbereich blieb erhalten | 08965259 |
|                                         | Wohnhaus in geschlossener Bebauung | Großenhainer Straße 17 (Karte)                                                   | Um 1840 | Putzfassade mit Segment-Türstock, früher städtischer Wohnbau im alten Ortskern, baugeschichtlich von Bedeutung. Zwei Geschosse, sechs Achsen, glatte Putzfassade, Obergeschoss mit profilierten Fenstergewänden, Satteldach. | 08965032 |
|                                         | Wohnhaus in halboffener Bebauung, mit rückwärtigen Anbauten | Großenhainer Straße 19 (Karte)                                                   | Nachträglich bezeichnet mit 1779 | Mit Laden, schlichte Putzfassade, Naturstein-Türstock, gründerzeitlicher Ladeneinbau um 1895, städtebaulich unverzichtbarer Bestandteil der alten Ortsstruktur, baugeschichtlich von Bedeutung. Zwei Geschosse, sechs Achsen, Krüppelwalm, Putzfassade. Original: Haustür mit Klinke, Fensterläden im Erdgeschoss, Fenster alt. | 08965575 |
| Direkt Bild zu diesem Denkmal hochladen | Wohnhaus in halboffener Bebauung | Großenhainer Straße 23 (Karte)                                                   | Bezeichnet mit 1828 | Mit Laden, schlichte Putzfassade mit schönem Segmentbogenportal und gründerzeitlichem Ladeneinbau, den alten Ortskern prägender Bau, baugeschichtlich von Bedeutung. Zwei Geschosse, sieben Achsen, Putzfassade, Haustür Korbbogenportal mit Schlussstein bezeichnet mit 1828, rechts Ladeneinbau um 1895, Krüppelwalmdach, sprossenlose Fenster entstellend. Es handelt es sich um einen kleinstädtischen Bau aus der ersten Hälfte des 19. Jahrhunderts. Das zweigeschossige, weitgehend massive Wohngebäude mit Krüppelwalmdach wurde laut Datierung über der Tür im Jahre 1828 errichtet. Als charakteristisches bauliches Zeugnis seiner Zeit ist es vor allem architekturhistorisch bedeutend. Abgesehen davon gehört das hier zu beurteilende Objekt zu den Häusern des Ortes, die Riesas allmähliche Entwicklung zu einer Stadt des 19. Jahrhunderts veranschaulichen, bevor sie 1859 zu einer solchen erhoben wurde. Im Gegensatz zu den giebelständigen bäuerlichen Bauten von Altriesa steht es bereits mit der Traufe zu Straße. Dem hier zu beurteilenden Objekt ist somit auch ein stadtentwicklungsgeschichtlicher Wert beizumessen. | 08965159 |
|                                         | Mietshaus in geschlossener Bebauung | Großenhainer Straße 24 (Karte)                                                   | Um 1890/1895 | Repräsentative gründerzeitliche Klinkerfassade, Seitenrisalite mit Balkons, ornamentierte Brüstungsspiegel und Fenstergesimse, baugeschichtlich von Bedeutung, saniert | 09271376 |
| Direkt Bild zu diesem Denkmal hochladen | Wohnhaus in geschlossener Bebauung | Großenhainer Straße 27 (Karte)                                                   | Um 1840 | Schlichte Putzfassade mit Sandstein-Türstock und Sandstein-Fenstergewänden, kleines, aber ansprechendes Bürgerhaus im Altstadtbereich, baugeschichtlich von Bedeutung. Zwei Geschosse, Sandsteingewände. Original: Haustür. | 08965304 |
| Direkt Bild zu diesem Denkmal hochladen | Mietshaus in geschlossener Bebauung konzipiert (Gaststätte „Stadt Metz“) | Großenhainer Straße 32 (Meißner Straße 1) (Karte)                                | Um 1900 | Mit Gaststätte, gründerzeitliche Putzfassade mit zwei Seitenrisaliten, im Erdgeschoss großbogige Fenster mit eingestellten Säulen, baugeschichtlich von Bedeutung. Geschwungene Fensterrahmungen aus der Entstehungszeit, saniert. | 09271384 |
|                                         | Wohnhaus in ehemals halboffener Bebauung, mit rückwärtigem Anbau | Großenhainer Straße 36 (Karte)                                                   | 1. Hälfte 19. Jahrhundert | Obergeschoss Fachwerk, baugeschichtlich von Bedeutung, Krüppelwalmdach | 09271388 |
| Direkt Bild zu diesem Denkmal hochladen | Wohnhaus in offener Bebauung | Großenhainer Straße 37 (Karte)                                                   | Um 1800 | Sandstein-Türstock, straßenraumprägendes Bürgerhaus, prägt das Stadtbild des ältesten Teils der Stadt, baugeschichtlich von Bedeutung. Zwei Geschosse, Sandsteingewände Erdgeschoss, Obergeschoss ursprünglich Fachwerk, Krüppelwalmdach. | 08965305 |
| Direkt Bild zu diesem Denkmal hochladen | Wohnhaus in halboffener Bebauung | Großenhainer Straße 41 (Karte)                                                   | 2. Hälfte 19. Jahrhundert | Einfacher Putzbau, durch abgeschrägte Ecke optischer Bezug zum Altmarkt hergestellt, Komponente des Platzbildes, städtebaulich von Bedeutung. Erdgeschoss-Laden mit durch Bossierung gerahmter Eingangsfront. Steril saniert. | 09271235 |
| Direkt Bild zu diesem Denkmal hochladen | Wohnhaus in geschlossener Bebauung | Großenhainer Straße 42 (Karte)                                                   | 2. Hälfte 19. Jahrhundert | Putzfassade mit profiliertem Türstock, baugeschichtlich von Bedeutung | 09271382 |
| Direkt Bild zu diesem Denkmal hochladen | Wohnhaus in geschlossener Bebauung | Großenhainer Straße 44 (Karte)                                                   | Bezeichnet mit 1803 | Gründerzeitliche Putzfassade noch von klassizistischer Wirkung, zum Hof älteres Segmentbogenportal bezeichnet mit 1803, darüber Relief mit Szene (Weinschank), baugeschichtlich und ortsgeschichtlich von Bedeutung. Drei Dachhäuser, Putzornamentik. An Rückseite (Giebelseite zum Nachbarhof) Segmentbogenportal bezeichnet mit 1803, darüber Relief mit Szene. | 09271381 |
|                                         | Wohnhaus in halboffener Bebauung, mit angebautem Hinterhaus | Großenhainer Straße 46 (Karte)                                                   | Bezeichnet mit 1783, womöglich älter (Wohnhaus); bezeichnet mit 1706 (Handwerkszeichen)                                                                                                  | Obergeschoss Fachwerk, Schlussstein (sekundär eingesetzt) mit Innungszeichen Bäcker bezeichnet mit 1706, einfacher Sandstein-Türstock bezeichnet mit 1783, gehört zu den ältesten erhaltenen Häusern der Stadt nahe dem Altmarkt, das Grundstück eine der ältesten erhaltenen Produktionsstellen des Bäckerhandwerks in Sachsen, ortsgeschichtlich, städtebaulich und baugeschichtlich von Bedeutung. Schlussstein, sekundär eingesetzt: Innungszeichen Bäcker, bezeichnet mit 1706. Krüppelwalmdach. | 09271380 |
| Direkt Bild zu diesem Denkmal hochladen | Mietshaus in offener Bebauung | Großenhainer Straße 53 (Karte)                                                   | Um 1860 | Gründerzeitgebäude, reich gegliederte Putzfassade, baugeschichtlich von Bedeutung, im Erdgeschoss Bossierung. Anbau abgebrochen. | 09271358 |
| Weitere Bilder                          | Mühlenhof mit Müllerwohnhaus, Mühlengebäude mit Elevatorturm, Mühlentechnik und Mühlgraben, Wirtschaftsgebäude mit Scheune (im Winkel aneinandergebaut) sowie Einfriedung und Hofpflasterung (Brückenmühle, Röhrbornmühle)                                                                             | Großenhainer Straße 54 (Karte)                                                   | Bezeichnet mit 1769 (Mühle); bezeichnet mit 1823 (Scheune); bezeichnet mit 1861 (Müllerwohnhaus)                                                                                         | Urkundlich seit dem 17. Jahrhundert belegte ortsgeschichtlich bedeutende Wassermühle an der Jahna mit in dieser Form seltenem markantem Elevatorturm und teilweise erhaltener Technik von technikgeschichtlicher Bedeutung, das Wirtschaftsgebäude teilweise in Fachwerk, das gründerzeitliche massive Wohnhaus sowie die klassizistisch wirkende Putzfassade mit Sandsteinornamentik sind baugeschichtlich bedeutend, ehemals technikgeschichtlich bedeutende Wasserradanlage zur Ausnutzung zwei verschiedener Wasserstände. Schutzgut. - Wohnhaus: bezeichnet mit 1861, Mühlengründung, Sandsteinornamentik, massiver Baukörper - Scheune: mit Taubenschlag, Fachwerk, massiv untersetzt - Wirtschaftsgebäude: Fachwerk, massiv untersetzt. - Mühlengebäude: Fachwerk im Giebel, Holzkonstruktion mit wahrscheinlich sekundär verarbeiteten Hölzern, unter anderem ein Holzpfahl mit rundem Grundriss, Mühlräder sowie Kammrad; Stand 2017: Wasserräder von 1860/90 nicht mehr vorhanden, zwei Quetschen, Plansichter, Reinigungsmaschine, Walzenstuhl der Fa. Seck, zwei Mahlsteine, Steinkran, Reste des Transmissionsantriebes - Im Hof originale Pflasterung - Elevatorturm: 1921, sechsgeschossig, Mansarddach, im Inneren keine technische Ausstattung vorhanden, ehemals zum Transport des Schüttgutes / der Säcke in die verschiedenen Etagen genutzt - Mühlgraben: Teil des Mühlgrabens Urkundlich vor Dreißigjährigem Krieg bekannt, seit 1748 im Besitz der Familie Röhrborn, bis 1958 Getreidemühle, bis 1980 Futterschrotmühle, erbaut 1769 und 1880–1900. Die ehemals zwei vorhandenen Wasserräder waren in verschiedener Höhe angebracht. Bei Niedrigwasser der Elbe und daher unbeeinflusstem Wasserspiegel der Jahna arbeitete man mit dem tiefer gelegenen oberschlächtigem Rad (3,2 m Dm, 2,8 m br.), bei Hochwasser der Elbe und Rückstau in die Jahna arbeitete man mit dem höher gelegenen unterschlächtigen Rad (4,5 m Dm, 1,3 m br.), Quelle: Wagenbreth, „Mühlen“ (1994), S. 293. | 09271356 |
|                                         | Straßenbrücke über die Jahna (Jahnabrücke) | Großenhainer Straße 54 (bei) (Karte)                                             | 14. Jahrhundert (Straßenbrücke); 1554-1557 (Straßenbrücke) | Zweibogenbrücke über die Jahna in Bruchstein, baugeschichtlich von Bedeutung | 09271389 |
| Direkt Bild zu diesem Denkmal hochladen | Mietshaus in offener Bebauung in Ecklage, mit Vorgarten | Hafenstraße 6 (Karte)                                                            | Um 1920 | Dezent dekorierte Putzfassade, im Reformstil der Zeit nach 1910, unmittelbar neben der Schule am Friedrich-Ebert-Platz errichteter wirkungsvoller Eckbau in Ausrichtung zum Schmuckplatz, baugeschichtlich von Bedeutung. Drei und vier Geschosse, Putzfassade mit Putzgliederung. Original: Fenster überwiegend, Haustür, Treppenhausfenster, Wohnungstüren, Treppenhaus. | 08965415 |
|                                         | Fabrikanlage mit Haupthaus, Verwaltungsgebäude, Kontorgebäude, Wohlfahrtsgebäude, Fahrzeughalle, Feuerwehrdepot und Teilen der Einfriedung (Großeinkaufs-Gesellschaft Deutscher Consumvereine GEG, Zündholzfabrik Gröba-Riesa)                                                                         | Hamburger Straße 1, 3 (Karte)                                                    | 1912 (Fabrikgebäude und Verwaltungsgebäude); 1950–1952 (Feuerwehrdepot) | Hauptgebäude als Lagerhaus der Großeinkaufsgesellschaft Deutscher Konsumvereine mbH (GEG) 1912 errichtet, desgleichen das Kontorgebäude, ab 1923 Zündholzfabrik (als GEG-Fabrik), die älteren Gebäude Putz- bzw. Klinkerbauten im Reformstil der Zeit um 1910, das jüngere Gebäude des 1950–1952 errichteten Feuerwehrdepots als Klinkerbau Stil der Moderne, baugeschichtlich und ortsgeschichtlich von Bedeutung. - Hauptgebäude (Nummer 1): Vier Geschosse, ausgebautes Mansardgeschoss, Klinkerfassade mit Klinkergliederung, originale Türen - Verwaltungsgebäude (Nummer 3): mit Saal, Putzbau, drei Geschosse, Ecksituation, Pfeiler der Zugänge - Fahrzeughalle: rückwärtig auf dem Gelände, Klinkerbau | 08965576 |
|                                         | Wohnhaus in halboffener Bebauung in Ecklage | Hauptstraße 1 (Karte)                                                            | Um 1840 | Schlichte Putzfassade, das älteste Haus im Bereich des Rathausplatzes an der Einmündung in die Hauptstraße. Zwei Geschosse, Putzfassade, Laden eingebaut. Original: Fenster im Obergeschoss. | 08965573 |
|                                         | Mietshaus (mit Ladenausstattung) in geschlossener Bebauung | Hauptstraße 3 (Karte)                                                            | 1900 (Mietshaus); bezeichnet mit 1900 (Fleischer) | Mit Laden, Gründerzeitbau (Klinkerfassade) mit einzigartiger Ladenausstattung, Seitenrisalit mit Giebel, straßenbildprägender Erker, baugeschichtlich und künstlerisch bedeutend. Mit Tordurchfahrt, vier Geschosse, sechs Achsen, rechts Seitenrisalit mit Zwerchhaus, Erker, grüner Kachelsockel um 1930 (vgl. Nummer 9), Klinkerfassade mit Kunststeingliederung. Original: einige Fenster, Tor mit Oberlicht. Laden: Ausstattung eines Fleischerladens, bezeichnet mit 1900, geflieste Wände (mit Fliesendekor). Decke mit bemaltem Glas: Motive mit Putten, Blumendarstellungen, Fruchtgehängen und ornamentaler Schmuck. Ladentheke. | 08965245 |
|                                         | Wohnhaus in geschlossener Bebauung | Hauptstraße 4 (Karte)                                                            | Kern vor 1870 | Mit Laden, historistische Putzfassade mit Sandsteingliederung, von klassizistischer Wirkung, baugeschichtlich von Bedeutung. Zwei Geschosse, fünf Achsen, Putzfassade mit Sandsteingliederung, Laden neu, Kunststofffenster entstellend, vgl. Nummer 8 und 10. Original: Haustür mit Oberlicht und Klinke, AWC-Türen, Hoftür, Keller-Tonnengewölbe (Bruchstein), gebeilter liegender Dachstuhl. | 08965178 |
|                                         | Wohnhaus in geschlossener Bebauung | Hauptstraße 8 (Karte)                                                            | Um 1870 | Mit Laden, historistische Putzfassade mit Sandsteingliederung, von klassizistischer Wirkung, eine gründerzeitliche Ladenfront mit reichem Dekor, baugeschichtlich von Bedeutung. Zwei Geschosse, vgl. Nummer 4 und 10, Putzfassade mit Sandsteingliederung, Kunststofffenster entstellend. Original: ein Laden sehr reich dekoriert. | 08965179 |
|                                         | Mietshaus (mit Ladenausstattung) in geschlossener Bebauung | Hauptstraße 9 (Karte)                                                            | Um 1900 | Mit Laden, repräsentative Klinkerfassade mit Mittelrisalit und Balkons, mächtiger reich dekorierter Gründerzeitbau, bedeutsame Ladenausstattung der ehemaligen Fleischerei Oehmichen mit Wandfliesen und Glasdecke, baugeschichtlich und künstlerisch von Bedeutung. Mit Tordurchfahrt, vier Geschosse, neun Achsen, Mittelrisalit mit Zwerchhaus, drei Balkons, grüner Kachelsockel um 1930, Erdgeschoss geglättet, rote Klinkerfassade mit Putz- und Sandsteingliederung, alle Fenster original erhalten. Original: Tor mit Oberlicht, alle Fenster, Balkontüren, Balkongitter, Laden mit Ausstattung der Fleischerei Oehmischen, Stuck in der Tordurchfahrt, Hoftor, Treppenhaus, Wohnungstüren. | 08965244 |
|                                         | Wohnhaus in geschlossener Bebauung | Hauptstraße 10 (Karte)                                                           | Um 1870 | Mittenbetonte, gründerzeitliche Putzfassade, baugeschichtlich von Bedeutung. Mit entstellenden Ladeneinbauten, zwei Geschosse, Traufe Stuckkonsolen, Erdgeschoss verändert, Putzfassade, Sandstein-Fensterrahmungen. Original: Fenster im ersten Obergeschoss. | 08965180 |
|                                         | Wohn- und Geschäftshaus (mit zwei Hausnummern) in geschlossener Bebauung, bauliche Einheit mit Nr. 17 | Hauptstraße 13, 15 (Karte)                                                       | Um 1895 | Reich gegliederte, gründerzeitliche Putzfassade, breitgelagerter, straßenraumbeherrschender Baukörper an der Hauptgeschäftsstraße, baugeschichtlich von Bedeutung. Vier Geschosse, vgl. Nummer 17, Erdgeschoss entstellt, Fenster neu, Putzfassade mit Putzgliederung, Sandsteingewände, Haustür neu, Risalit mit Zwerchhaus. | 08965527 |
|                                         | Wohn- und Geschäftshaus in geschlossener Bebauung, bauliche Einheit mit Nr. 13/15, sowie Hinterhaus | Hauptstraße 17 (Karte)                                                           | Um 1895 | Auffällig gegliederte, gründerzeitliche Putzfassade, straßenbildprägende Lage an der Hauptgeschäftsstraße, zweigeschossiges Hofgebäude mit Drempel, baugeschichtlich von Bedeutung. - Wohn- und Geschäftshaus: mit Tordurchfahrt, vier Geschosse, links Seitenrisalit mit Zwerchhaus, Putzfassade mit Putz- und Sandsteingliederung, vgl. Nummer 13/15; original: Tor mit Oberlicht, Ladentür, Hoftor mit Oberlicht, Zwischentür, Steintreppenhaus, Treppenhausfenster, Sohnungstüren, einfache Fussbodenfliesen, Holzbohlen in der Tordurchfahrt - Hofgebäude: zwei Geschosse, Drempel, Putzfassade, Sandsteingewände | 08965243 |
| Direkt Bild zu diesem Denkmal hochladen | Mietshaus in geschlossener Bebauung | Hauptstraße 19 (Karte)                                                           | Um 1905 | Zurückhaltend dekorierte, späthistoristische Klinkerfassade mit Jugendstilelementen, baugeschichtlich von Bedeutung. Mit Laden, vier Geschosse, fünf Achsen, mächtiger Zwerchhausgiebel, Erdgeschoss entstellt, rote Klinkerfassade mit Kunststeingliederung, alle Fenster original erhalten. Original: alle Fenster. | 08965242 |
|                                         | Wohn- und Geschäftshaus in geschlossener Bebauung | Hauptstraße 24 (Karte)                                                           | Um 1910 | Wuchtig gegliederte Putzfassade, architektonisch ansprechender Wohn- und Geschäftshausbau mit Mittelerker, im Reformstil der Zeit um 1910, baugeschichtlich von Bedeutung. Vier Geschosse, Halbrunderker, Ladenzone entstellend, ausgebautes Dachgeschoss. Original: Haustür mit Oberlicht, Fenster. | 08965182 |
|                                         | Mietshaus in geschlossener Bebauung | Hauptstraße 27 (Karte)                                                           | Um 1895 | Mit Läden, gründerzeitliches Gebäude der Stadterweiterung, sorgfältig dekorierte Putzfassade, baugeschichtlich von Bedeutung. Vier Geschosse, sechs Achsen, Putzfassade mit Putz- und Sandsteingliederung. Original: Läden. | 08965241 |
| Direkt Bild zu diesem Denkmal hochladen | Wohnhaus in geschlossener Bebauung | Hauptstraße 32 (Karte)                                                           | Um 1850 | Mit Läden, einfach gegliederte Putzfassade, Ladeneinbauten um 1900, baugeschichtlich von Bedeutung. Zwei Geschosse, sechs Achsen. Original: Haustür mit Klinke, Läden um 1900. | 08965183 |
| Direkt Bild zu diesem Denkmal hochladen | Wohnhaus in geschlossener Bebauung | Hauptstraße 33 (Karte)                                                           | Um 1860 | Mit Laden, schlichte Putzfassade, gründerzeitliche Ladenfront um 1895, baugeschichtlich von Bedeutung. Zwei Geschosse, vier Achsen, Putzfassade, Haustür und Fenster mit Sandsteingewände. Original: Laden um 1895. | 08965239 |
|                                         | Wohnhaus in geschlossener Bebauung | Hauptstraße 35 (Karte)                                                           | Um 1850 | Frühhistoristische Putzfassade mit wohlüberlegtem, feinen Dekor, baugeschichtlich von Bedeutung. Mit Tordurchfahrt und Läden, zwei Geschosse, sechs Achsen, Putzfassade. Original: Tor mit Oberlicht. | 08965237 |
|                                         | Handschwengelpumpe mit Brunnenschacht | Hauptstraße 35 (vor) (Karte)                                                     | 19. Jahrhundert | Gusseiserne Handschwengelpumpe, kulturgeschichtlich von Bedeutung | 08965238 |
| Direkt Bild zu diesem Denkmal hochladen | Mietshaus in geschlossener Bebauung | Hauptstraße 37 (Karte)                                                           | Um 1895 | Mit Laden, gründerzeitliches Gebäude im geschlossenen Straßenzug, mit Pilastern im Erdgeschoss, Klinkerfassade, Ladenfront original, baugeschichtlich von Bedeutung. Mit öffentlichem Hausdurchgang und Laden, vier Geschosse, fünf Achsen, rechts Seitenrisalit, gelbe Klinkerfassade mit Kunststeingliederung, Traufe auf Konsolen, Pilaster im Hausdurchgang. Original: Fenster überwiegend, Laden, Haustür. | 08965236 |
| Direkt Bild zu diesem Denkmal hochladen | Wohn- und Geschäftshaus in geschlossener Bebauung und Seitenflügel im Hof | Hauptstraße 38 (Karte)                                                           | Um 1900 | Üppig dekorierte Putzfassade, markanter Dachausbau, Aufmerksamkeit heischender Gründerzeitbau der Hauptgeschäftsstraße, baugeschichtlich von Bedeutung. Drei Geschosse, acht Achsen, Dachhaus mit Turmaufsatz, Fenster entstellend, Putzfassade mit Putz- und Kunststeingliederung. Original: Treppenhaus mit schmiedeeisernem Geländer, AWC-Türen, Hoftor, Wohnungstüren, Seitenflügel (ehemals mit Verbindungsbrücke) im Hof. Verbindungsbrücke vermutlich vor 2011 abgebrochen. | 08965184 |
| Direkt Bild zu diesem Denkmal hochladen | Mietshaus in geschlossener Bebauung | Hauptstraße 39 (Karte)                                                           | Um 1895 | Mit Laden, Gründerzeitbau im geschlossenen Straßenzug mit originaler Ladenfront, Klinkerfassade, baugeschichtlich von Bedeutung. Vier Geschosse, vier Achsen, Erdgeschoss Putznutung, gelbe Klinkerfassade mit Sandsteingliederung, Kunststofffenster entstellend. Original: Ladenfront. | 08965235 |
|                                         | Wohnhaus in geschlossener Bebauung sowie Seitenflügel im Hof | Hauptstraße 43 (Karte)                                                           | Bezeichnet mit 1845, später überformt | Mit Ladeneinbauten, breitgelagerter klassizistischer Bau im Altstadtbereich, mit originalen Fenstern im Obergeschoss und originalem Tor, repräsentative Putzfassade, baugeschichtlich von Bedeutung. Mit Tordurchfahrt und Läden, zwei Geschosse, zehn Achsen, Putzfassade mit Gliederung, Bruchsteinmauerwerk mit Sandsteinrahmungen, bezeichnet mit „G.H. 1845“, DDR-Liste. Original: Tor mit Klinke und Oberlicht, alle Fenster, Obergeschoss, Laden um 1895, Hoftor mit Klinke und Oberlicht. | 08965234 |
| Direkt Bild zu diesem Denkmal hochladen | Mietshaus in geschlossener Bebauung, mit Seitenflügel und Gartenpavillon im Hof | Hauptstraße 44 (Karte)                                                           | Um 1900 (Gartenpavillon); um 1905 (Mietshaus) | Mietshaus mit schlichter Putzfassade, Wohn- und Gewerbegrundstück mit wissenschaftlich-dokumentarischer Bedeutung. - Mietshaus mit Tordurchfahrt und Läden: drei Geschosse, vier Achsen, Putzfassade, saniert; original: alle Fenster, Tor mit Oberlicht, Hoftor mit Klinke, Wohnungstüren, Schaufenster in der Tordurchfahrt, Treppenhaus, AWC-Türen - Nebengebäude: zwei Geschosse, Drempel, vier Achsen, Sandsteinrahmungen, Putzfassade; original: Haustür mit Klinke, Fenster, Treppenhaus, Türen; innen ein Winterfenster - Pavillon im Garten in rückwärtiger Grundstückslage Ein Nebengebäude im Hof vor 2011 abgebrochen. | 08965206 |
|                                         | Wohn- und Geschäftshaus in geschlossener Bebauung, mit hofseitig anschließendem Funktionsbau, ehemaliges Bankgebäude der Riesaer Bank | Hauptstraße 47 (Karte)                                                           | Um 1907 | Der Reformarchitektur nach der Jahrhundertwende verpflichteter Geschäftshausbau mit feinsinnig dekorierter Sandsteinfassade und reicher originaler Ausstattung (Stuck im Eingangsbereich, Haustür mit geschliffenen Scheiben), hofseitiger Funktionsbau mit pyramidalem Oberlicht, vermutlich ehemaliges Bankgebäude, ortsgeschichtlich und baugeschichtlich von Bedeutung. Drei Geschosse, fünf Achsen, ausgebautes Dachgeschoss, Sandsteinreliefs (Kinder, Merkur, Wohlstand mit Zahnrad). Original: Kellerfenstergitter, Fenster Erdgeschoss, Wandfliesen und Stuck im Eingangsbereich, Haustür mit Oberlicht und Gitter und geschliffenen Scheiben, einfache Fussbodenfliesen im Eingangsbereich, Treppenhausfenster mit farbiger Bleiverglasung, Treppenhaus mit Eisengeländer, Innentüren, Deckenstuck im Erdgeschoss, Windfangtür mit geschliffenen Scheiben. | 08965233 |
| Direkt Bild zu diesem Denkmal hochladen | Wohnhaus in geschlossener Bebauung | Hauptstraße 53 (Karte)                                                           | Um 1875 | Mit Ladenzone, vornehm dekoriertes Gründerzeithaus, aufwendig gestaltete Putzfassade von klassizistischer Wirkung, schöne Ladenfront, zwei Dachhäuschen, baugeschichtlich von Bedeutung. Zwei Geschosse, fünf Achsen, Erdgeschoss sandsteinverkleidet, Putzfassade, reiche Fensterrahmungen, Traufe Stuckkonsolen, zwei Dachgauben. | 08965232 |
|                                         | Wohn- und Geschäftshaus in geschlossener Bebauung | Hauptstraße 56 (Karte)                                                           | Um 1905 | Mittenbetonter Historismusbau in der Hauptgeschäftsstraße, Putzfassade mit Sandsteingliederung, straßenbildprägender Erker, baugeschichtlich von Bedeutung. Drei Geschosse, ausgebautes Dachgeschoss, mittig Sandsteinerker mit Zwiebelhaube, Fenster neu, saniert, Putzfassade, Sandsteinrahmungen, Haustür und Läden entstellend. | 08965266 |
|                                         | Mietshaus (mit Uhrausleger) in geschlossener Bebauung sowie Hofgebäude | Hauptstraße 58 (Karte)                                                           | Um 1900, im Kern älter | Mit Ladenzone, straßenraumgestaltender Gründerzeitbau, einfache mittenbetonte Putzfassade. Originale Ladenfront, baugeschichtlich von Bedeutung. Drei Geschosse, sechs Achsen, Putzfassade, Sandstein-Fensterrahmungen, Zwerchgiebel. Original: Läden Erdgeschoss, Fenster erste Etage, Haustür mit Klinke und Oberlicht um 1880. | 08965267 |
| Direkt Bild zu diesem Denkmal hochladen | Wohnhaus in geschlossener Bebauung | Hauptstraße 61 (Karte)                                                           | Um 1840 | Sparsam gegliederte Putzfassade mit Sandsteingliederung, drei reich dekorierte Dachgauben, eines der wenigen klassizistischen Gebäude der Stadt, baugeschichtlich von Bedeutung. Zwei Geschosse, sieben Achsen, Putzfassade mit Sandsteingliederung, saniert, drei Dachgauben, heute mit Bankfiliale. | 08965231 |
|                                         | Hotel „Sachsenhof“ (mit Gaststätten-Ausstattung) in geschlossener Bebauung, mit rückwärtigem Saalanbau (ehemals Gasthaus „Wettiner Hof“) | Hauptstraße 65 (Karte)                                                           | 1887 (Hotel); 1890 (Saalanbau) | Breit gelagerter historistischer Putzbau mit Balkon, Gaststätte mit 48 Delfter Fliesen (von der Erneuerung 1934), besondere ortsgeschichtlicher Bedeutung und baugeschichtlich von Interesse. Drei Geschosse, neun Achsen, Kunststofffenster und Erdgeschoss entstellend, Putzfassade mit Sandstein- und Putzgliederung, Fensterverdachungen auf Konsolen, Mittelrisalit, Kacheln auf der DDR-Liste 1962. Original: 48 Fliesen aus Delft, Utrecht und Friesland (Harlingen und Makkum) des 18. und 19. Jahrhunderts. Anlass war die Umgestaltung des Gastraumes im Dortmunder Stil 1936 durch den damaligen Besitzer Wilhelm Franke in Zusammenhang mit der Union-Brauerei Dortmund. Buffet aus roten Klinkerziegeln mit weißen Fugen (blaue Farbe auf weißem Grund, Darstellungen: holländische Landschaften mit Windmühlen, Kanälen, Segelschiffen sowie stilisierte Tulpen, Vasen mit Blumen). | 08965122 |
|                                         | Wohn- und Geschäftshaus in halboffener Bebauung und seitliche Toreinfahrt | Hauptstraße 68 (Karte)                                                           | Um 1908 | Straßenraumprägendes repräsentatives Gebäude mit reicher originaler Innenausstattung, Marmor und eine Plastik im Eingangsbereich sowie Windfangtür mit geschliffenen Scheiben, großstädtisch wirkende Putzfassade mit reich dekoriertem Giebel, stilistisch zwischen Späthistorismus und Reformstil, zwei Torpfeiler und Reste des Torgitters erhalten, baugeschichtlich von Bedeutung. Drei Geschosse, mächtiges Zwerchhaus mit Bienenkorbrelief, Bruchsteinsockel, Putzfassade mit reicher Sandsteingliederung, Rückseite Balkons. Original: Fussbodenfliesen Dekor im Muster, Marmorwandverkleidung im Eingangsbereich, Windfangtür mit geschliffener Scheibe und Oberlicht, Treppenhausfenster, Treppenhaus, kleine Plastik in Nische, Kellerfenstergitter, Haustür mit Oberlicht, Balkongitter. | 08965268 |
| Direkt Bild zu diesem Denkmal hochladen | Wohnhaus in geschlossener Bebauung | Hauptstraße 69 (Karte)                                                           | Um 1865 | Mit Laden, reich gegliederte Putzfassade des Historismus, typisches kleinstädtisches Wohnhaus mit Gewerbe, baugeschichtlich von Bedeutung. Zwei Geschosse, Seitenrisalite, Laden um 1890, vgl. Nummer 67. Original: Haustür mit Oberlicht und Klinke, Dachstuhl, Fenster im Obergeschoss alt. | 08965121 |
|                                         | Wohnhaus in offener Bebauung konzipiert | Hauptstraße 70 (Karte)                                                           | 1880 | Gründerzeitliche Putzfassade mit Sandsteingliederung, erlesen dekoriertes Gebäude mit breitem Mittelrisalit an der Hauptgeschäftsstraße, baugeschichtlich von Bedeutung. Zwei Geschosse, Mansarddach verschiefert, Putzfassade mit Sandsteingliederung, saniert, Fenster neu. Original: Kellerfenstergitter, schmiedeeiserner Blitzableiter und Dachgitter, nach Neubau daneben nur noch Wohnhaus, dann im Stadteigentum Stadtbank, heute Kreissparkasse. | 08965269 |
| Direkt Bild zu diesem Denkmal hochladen | Wohnhaus in geschlossener Bebauung | Hauptstraße 71 (Karte)                                                           | Um 1860 | Mit Läden, einfach gegliederte Putzfassade des Historismus, typisches kleinstädtisches Wohnhaus mit Gewerbe, baugeschichtlich von Bedeutung. Zwei Geschosse, sechs Achsen, Putzfassade, Traufe Konsolen, Dachhaus vier Achsen, Läden um 1890. Original: Fenster alt. | 08965120 |
| Direkt Bild zu diesem Denkmal hochladen | Kinobau in offener Bebauung in Ecklage (Filmpalast Capitol) | Hauptstraße 72a (Karte)                                                          | 1927 | Markanter neoklassizistischer Bau mit Lisenengliederung und Giebelarchitektur, im Innern ursprüngliche Struktur mit Eingangsbereich und großem Kinosaal im Wesentlichen noch erhalten, vereinzelt Dekor von 1927 und vom Umbau 1955, baugeschichtlich und ortsgeschichtlich bedeutend. Das heutige Gebäude stammt, einmal abgesehen von dem vorderen eingeschossigen Anbau, einer seitlichen Erweiterung und der rückwärtigen Verlängerung von 1927. Dabei gab es 1927 verschiedene (zwei) Entwürfe und zudem Tekturen. Letztendlich wurde der sachlichere und für die Abläufe in einem Kino praktikablere Entwurf ausgeführt. Die Ausführung und die Bauleitung lagen in den Händen der Firma G. Moritz Förster Baugeschäft und Schiffswerft Riesa Elbe. Die genannten Veränderungen, an erster Stelle der Straßenseite Vorbau, stammen von 1955. Danach hat es bis zur Wende verschiedene kleinere Veränderungen gegeben. Trotz des Einbaus von drei weiteren kleinen Kinos nach 1990 im Rangbereich und auf Höhe des einstigen Orchestergrabens vom großen Saal blieb die Grundstruktur des Hauses mit Eingangsbereich und großem Saal in den Grundzügen erhalten. Darüber hinaus findet sich mit der Brüstung und der Decke des ehemaligen Rangs noch Dekor von 1927 und 1955 (Umbau). | 08965025 |
| Direkt Bild zu diesem Denkmal hochladen | Wohn- und Geschäftshaus in geschlossener Bebauung | Hauptstraße 73 (Karte)                                                           | Um 1890 | Mächtiger und repräsentativer Baukörper in der Hauptgeschäftsstraße, kräftig gegliederte Putzfassade mit straßenbildprägendem Erker, baugeschichtlich von Bedeutung. Drei Geschosse, ausgebautes Mansardgeschoss, Erker, Ladenzone entstellend, saniert, Putzfassade mit Sandstein- und Putzgliederung. Original: Tor mit Oberlicht und Gitter, Stuckkonsolen in der Tordurchfahrt, im Innern nicht denkmalgerecht saniert. | 08965119 |
| Direkt Bild zu diesem Denkmal hochladen | Wohnhaus in geschlossener Bebauung und Nebengebäude im Hof | Hauptstraße 75 (Karte)                                                           | Um 1860 | Mit Läden, altes gründerzeitliches Wohnhaus des Altstadtbereiches mit bemerkenswerter, im Stil des Art déco überformter Putzfassade, baugeschichtlich von Bedeutung. Zwei Geschosse, sieben Achsen, Putzfassade, Fassadenüberformung im Art déco. Original: Fenster, ein Laden alt, Fussbodenfliesen. | 08965118 |
| Direkt Bild zu diesem Denkmal hochladen | Mietshaus (mit teilweise originaler Ladenausstattung) in geschlossener Bebauung | Hauptstraße 79 (Karte)                                                           | Um 1910 | Mit Läden, repräsentatives Mietshaus im Altstadtbereich, im Reformstil der Zeit um 1910, ausgewogen proportionierte Putzfassade, Tor-Oberlicht mit geschliffenen Scheiben, ein Laden mit originalen Kacheln, baugeschichtlich von Bedeutung. Mit Tordurchfahrt, Laden mit Teilen der Originalausstattung, drei Geschosse, sechs Achsen, Zwerchhaus, Putzfassade mit Putzgliederung, Kunststeindekor, saniert. Original: Tor mit Oberlicht mit geschliffenen Scheiben, alle Fenster, Fleischerladen mit originalen Kacheln. | 08965117 |
| Direkt Bild zu diesem Denkmal hochladen | Mietshaus in geschlossener Bebauung | Hauptstraße 81 (Karte)                                                           | Um 1880 | Einfache gründerzeitliche Putzfassade, baugeschichtlich von Bedeutung. Mit entstellenden Ladeneinbauten, drei Geschosse, acht Achsen, Traufe Zahnschnitt, Erdgeschoss entstellt, Fenster entstellend, Putzfassade, Fenster mit Sandsteinrahmungen, ehemals Portal. | 08965116 |
| Direkt Bild zu diesem Denkmal hochladen | Mietshaus in geschlossener Bebauung | Hauptstraße 83 (Karte)                                                           | Um 1880, später überformt | Mit Läden, schlichte gründerzeitliche Putzfassade mit Balkon, typischer Bestandteil des geschlossen wirkenden Straßenzuges, baugeschichtlich von Bedeutung. Zweigeschossig mit ausgebautem Mansarddach (mit Gaupen), symmetrisches Fassadenbild (straßenseitige Schaufassade), fünf Achsen mit betonter Mitte, hochgezogener geschweifter Giebel, erstes Obergeschoss Balkon mit originalem schmiedeeisernem Gitter, Erdgeschoss mittiger Eingang mit orig. Holztür, rechts- und linksseitig je ein Laden mit originaler Front, glasierte Dachziegel, Biberschwänze mit Krabben auf Firstziegeln, profilierte Fensterbänke, zum Teil originale Fenster mit profilierten Kämpfern und Konsölchen an Schlagleisten, Antrag auf Unterschutzstellung vom Eigentümer, Einvernehmen mit Landratsamt Riesa-Großenhain zur Unterschutzstellung. Fassade vermutlich in den 1970er Jahren geglättet. | 09266626 |
| Direkt Bild zu diesem Denkmal hochladen | Wohn- und Geschäftshaus in geschlossener Bebauung in Ecklage | Hauptstraße 87 (Karte)                                                           | 1912 | Lisenengegliederte Putzfassade mit Eckerker und Balkons, bleiverglaste Treppenhausfenster, wirkungsvoller Baukörper in städtebaulich bedeutsamer Ecklage, im Reformstil der Zeit um 1910, baugeschichtlich von Bedeutung. Vier Geschosse, Eckerker, Balkons, Putzfassade mit Putzgliederung, Kunststeindekor (u. a. Relief Bienenkorb am Eckerker, Erdgeschoss entstellt), am Erdgeschoss Sandsteintafel für die ehemals hier ansässige Genossenschaftskasse für Handwerk und Gewerbe der DDR. Original: Balkongitter, bleiverglaste Treppenhausfenster. | 08965024 |
| Direkt Bild zu diesem Denkmal hochladen | Mietshaus in geschlossener Bebauung | Hauptstraße 89 (Karte)                                                           | Bezeichnet mit 1893 | Mit Läden, reich dekorierte Putzfassade, Mittelrisalit mit markantem Giebel, Teil der gründerzeitlichen Mietshausarchitektur, baugeschichtlich von Bedeutung. Mit Tordurchfahrt und Läden, vier Geschosse, saniert, Mittelrisalit, Fenster neu, Erdgeschoss entstellend, Rückseite total entstellend. Original: Tor, Ladenpfosten. | 08965023 |
| Direkt Bild zu diesem Denkmal hochladen | Mietshaus in geschlossener Bebauung | Hauptstraße 97 (Karte)                                                           | Um 1900 | Kräftig gegliederte Klinkerfassade, Seitenrisalit mit Balkon, Teil der Gründerzeitbebauung des Straßenzuges, baugeschichtlich von Bedeutung. Mit Tordurchfahrt, drei Geschosse, ausgebautes Dachgeschoss, Klinkerfassade mit Kunststeingliederung, Erdgeschoss und Kunststofffenster entstellend. | 08965511 |
| Direkt Bild zu diesem Denkmal hochladen | Wohnhaus in geschlossener Bebauung | Hauptstraße 101 (Karte)                                                          | Bezeichnet mit 1865 | Einfache Putzfassade mit feinsinnigem Fassadendekor, im Stil des frühen Historismus, baugeschichtlich von Bedeutung. Mit Laden, zwei Geschosse, ausgebautes Dachgeschoss, Fenster entstellend. Original: Geschäftseingang, Trauffries, Fensterrahmungen. | 08965021 |
| Weitere Bilder                          | Sachgesamtheit Königlich-Sächsische Triangulierung („Europäische Gradmessung im Königreich Sachsen“); Station 35, Weida | Heidebergstraße (Karte)                                                          | Bezeichnet mit 1866 | Station 1. Ordnung, historisches Zeugnis für Vermessungs- und Landesgeschichte, in der alten Ortslage Weida gelegen. Der Weidaer Berg oder Heideberg ist der nördlichste und mit fast 165 Metern auch der höchste Teil des Weidaer Moränenrückens, einer Erhebung des Oschatzer Hügellandes. Er besteht aus eiszeitlichen Sanden, die durch Gletscherschmelzwasser abgelagert wurden. Der Pfeiler wurde an einer Weggablung auf freier Höhe errichtet. Heute ist dies eine Straßengablung im Ortsteil Weida. Der 1,8 m hohe Pfeiler ist am ursprünglichen Aufstellort erhalten. Die Inschrift auf der östlichen Seite ist nur noch zu erahnen, der Pfeiler ist schwarz verwittert. Es gibt keine Abdeckplatte mehr. Die Festlegungen auf dem Pfeilerkopf sind erhalten, bei einem Exzentrum ist die Schraube herausgedreht. Der unterhalb der Schrift angebrachte Höhenbolzen ist abgeschlagen worden. Der Pfeiler liegt direkt an der Straße, im Bereich des Fussweges, durch Zaun und Mauer auf der Nordseite geschützt. Die ursprünglichen Sichten zu den Nachbarstationen sind verbaut. Vermessungssäule über quadratischem Grundriss aus Laußnitzer Granit, Höhe 1,8 m, Deckplatte nicht mehr vorhanden, Inschrift stark verwittert, nicht lesbar, Festlegungen auf dem Pfeilerkopf sind erhalten, bei einem Exzentrum ist die Schraube herausgedreht. Der unterhalb der Schrift angebrachte Höhenbolzen ist abgeschlagen worden. Die ursprünglichen Sichten zu den Nachbarstationen sind verbaut. | 08965551 |
| Direkt Bild zu diesem Denkmal hochladen | Neuer Friedhof Weida (Sachgesamtheit) | Heidebergstraße 33 (neben) (Karte)                                               | 1914–1915 | Sachgesamtheit Neuer Friedhof Weida, mit den Einzeldenkmalen: Friedhofstorhaus, Einfriedung, Kapelle und Grabstelle für die am 22. April 1945 Gefallenen (08965359) sowie gärtnerisch gestaltete Friedhofsanlage als Sachgesamtheitsteil; Kapelle im Reformstil der Zeit um 1910, Torhaus im Heimatstil, baugeschichtlich und ortsgeschichtlich von Bedeutung | 09303828 |
| Direkt Bild zu diesem Denkmal hochladen | Friedhofstorhaus, Einfriedung, Kapelle und Grabstelle für die am 22. April 1945 Gefallenen (Einzeldenkmale der Sachgesamtheit 09303828) | Heidebergstraße 33 (neben) (Karte)                                               | 1914–1915 (Friedhofskapelle); nach 1945 (Grabstelle Zweiter Weltkrieg) | Einzeldenkmale der Sachgesamtheit Neuer Friedhof Weida; Kapelle im Reformstil der Zeit um 1910, Torhaus im Heimatstil, baugeschichtlich und ortsgeschichtlich von Bedeutung. - Verwaltungsgebäude mit Durchgang und Leichenhalle - Kapelle mit Vorhalle, saniert, Putzfassade - Gefallenengrab mit Holzkreuz: „Hier/ ruhen/ die am/ 22.4.1945/ bei Weida Gefallenen/ O. Schöne/ A. Hesse/ W. Drobe/ H. Horn/ A. Sause/ M. Mühlbach“ (dazu Geburtsdaten) | 08965359 |
|                                         | Zwei Kasernengebäude des 3. Feldartillerie-Regiments Nr. 32 und Gedenkstein des Pionier-Bataillons 24 (Mudra-Kaserne) | Heinrich-Heine-Straße 1, 3 (Karte)                                               | 1891–1892 (Mannschaftshaus); bezeichnet mit 1938 (Gedenkstein) | Schlichte gründerzeitliche Putzbauten mit Zinnenkranz, ortsgeschichtlich von Bedeutung | 08965521 |
| Direkt Bild zu diesem Denkmal hochladen | Doppelmietshaus in geschlossener Bebauung und Ecklage, mit Einfriedung und Vorgarten | Heinrich-Heine-Straße 10 (Schloßstraße 32) (Karte)                               | Um 1915 | Mächtiger Wohnbau in exponierter Ecklage, gut gegliederte Putzfassade, im Reformstil der Zeit um 1910, baugeschichtlich von Bedeutung. Drei Geschosse, Putzfassade mit Putzgliederung, saniert, Kunststofffenster. Original: Haustür mit Oberlicht, Treppenhaus. | 08965073 |
| Direkt Bild zu diesem Denkmal hochladen | Doppelmietshaus in geschlossener Bebauung und Ecklage, mit Einfriedung und Vorgarten | Heinrich-Heine-Straße 14 (Dr.-Scheider-Straße 25) (Karte)                        | Um 1915 | Mächtiger Wohnbau in exponierter Ecklage, gut gegliederte Putzfassade, im Reformstil der Zeit um 1910, baugeschichtlich von Bedeutung. Drei Geschosse, Putzfassade mit Putz- und Kunststeingliederung, saniert, Kunststofffenster entstellend. Original: Haustüren. | 08965074 |
|                                         | Mietshaus in offener Bebauung | Heinrich-Lorenz-Straße 2 (Karte)                                                 | Um 1915 | Klar strukturierte Putzfassade, durch überhöhten Mittelrisalit betont, im Reformstil der Zeit um 1910, breitgelagerter Baukörper gegenüber der Schule am Friedrich-Ebert-Platz, baugeschichtlich von Bedeutung. Zwei Geschosse, drei Geschosse Mittelrisalit, Kunststofffenster entstellend. | 08965414 |
|                                         | Wohnhaus in offener Bebauung, mit Gartenhaus und Pforte (das Türchen dazwischen ist neu) | Heinrich-Lorenz-Straße 18 (Karte)                                                | 1912–1913 | Markantes Einfamilienhaus in der Reformarchitektur um 1910, Putzfassade mit zurückhaltender, aber nobler Gliederung, baugeschichtlich bedeutend. Eingeschossig, Putzfassade mit Putzgliederung. Original: Haustür mit sehr schönem Oberlicht, Fenster teilweise. Der Bauherr des 1912–1913 entstandenen Gebäudes war der Beamten-Wohngsbauverein E.G.m.b.H. Gröba (Elbe). Entwurf und Ausführung lagen in den Händen des Architekten B.D.A. Karl Moritz. Ein 1920 geplanter Anbau neben dem Eingang ist nicht zur Ausführung gekommen. | 08965413 |
| Weitere Bilder                          | Wohnhaus | Heydaer Straße 4 (Karte)                                                         | Um 1820 | Obergeschoss Fachwerk verputzt, Segmentbogenportal, Erdgeschossfenster- und Haustürgewände aus Sandstein, eines der ältesten Wohngebäude in der alten Ortslage Poppitz, baugeschichtlich von Bedeutung. Kleines Fachwerkhaus, Erdgeschoss Sandsteinfenster- und -haustürgewände. Original: Haustür mit Klinke und Oberlicht, Fenster alt. | 08965559 |
| Direkt Bild zu diesem Denkmal hochladen | Wohnhaus (zwei Anschriften) in halboffener Bebauung und in Ecklage, mit Vorgarten und Einfriedung | Hohe Straße 1 (Pausitzer Straße 26) (Karte)                                      | Um 1895 | Interessant gestaltete Putzfassade mit Sandsteingliederung, Seitenrisalit mit Stufengiebel, Balkon über dem Hauseingang, villenartiger Bau in wichtiger Ecklage, baugeschichtlich und städtebaulich von Bedeutung. - Wohnhaus: zwei Geschosse, Putzfassade mit Sandsteingliederung, Balkon, Eingangsrisalit Hohe Straße mit Giebel und Balkon; original: Haustür mit Oberlicht, teilweise Fenster, Balkongitter - Einfriedung: Bruchsteinmauer, Granitschwellen, Eisenzaun | 08965086 |
| Direkt Bild zu diesem Denkmal hochladen | Vorgarten und Einfriedung eines Mietshausgrundstücks und Haustür des Mietshauses | Hohe Straße 2 (Karte)                                                            | Um 1890 | Gründerzeitlicher Eisenzaun, städtebaulich von Bedeutung, Haustür handwerklich-künstlerisch von Bedeutung. Mietshaus kein Denkmal, zu geglättet. | 08965106 |
| Direkt Bild zu diesem Denkmal hochladen | Mietshaus in geschlossener Bebauung mit Vorgarten | Hohe Straße 3 (Karte)                                                            | Um 1885 | Opulent dekoriertes gründerzeitliches Mietshaus, mittenbetonte Klinkerfassade mit reicher Sandstein- und Stuckgliederung, baugeschichtlich von Bedeutung. Vier Geschosse, mittig weit vorstehender Risalit, Erdgeschoss geputzt, Klinkerfassade mit Sandstein- und Stuckgliederung (Masken, Festons u. a.), alle Fenster original. Original: Haustür, alle Fenster, eine Fahnenstange. | 08965088 |
| Direkt Bild zu diesem Denkmal hochladen | Doppelmietshaus in geschlossener Bebauung mit Vorgarten | Hohe Straße 5, 7 (Karte)                                                         | Um 1890 | Gründerzeitlicher Wohnhausbau, Putzfassade mit Sandsteingliederung und Stuckdekor, Seitenrisalite, baugeschichtlich von Bedeutung. - Nummer 5: mit Tordurchfahrt, vier Geschosse, sechs Achsen, Putzfassade geglättet mit Sandsteingliederung und Stuckdekor, vgl. Nummer 7, Kunststofffenster entstellend; original: Tor mit Oberlicht - Nummer 7: mit Tordurchfahrt, vier Geschosse, sechs Achsen, rechts Seitenrisalit mit Zwerchgiebel, Putzfassade geglättet mit Sandsteingliederung und Stuckdekor, Kunststofffenster entstellend | 08965089 |
| Direkt Bild zu diesem Denkmal hochladen | Mietshaus in halboffener Bebauung mit Vorgarten und Einfriedung | Hohe Straße 6 (Karte)                                                            | Um 1890 | Gründerzeitliches Mietshaus der Stadterweiterung, Klinkerfassade mit Kunststeingliederung, baugeschichtlich von Bedeutung. Vier Geschosse, Erdgeschoss geputzt, rote Klinkerfassade mit Kunststeingliederung, Traufe Stuckkonsolen, unter Fenstern erstes Obergeschoss Fruchtgirlanden Stuck, Fenster entstellend, saniert. Original: Haustür mit Oberlicht, Wohnungstüren, Treppenhaus. | 08965105 |
| Direkt Bild zu diesem Denkmal hochladen | Mietshaus in geschlossener Bebauung mit Vorgarten sowie Gemeindehaus (heute Diakonie) im Hof | Hohe Straße 9 (Karte)                                                            | Um 1900 | Vorderhaus gründerzeitliche Klinkerfassade mit Sandsteingliederung, Hintergebäude gründerzeitliche Putzfassade mit Fachwerkobergeschoss, baugeschichtlich und ortsgeschichtlich von Bedeutung. - Mietshaus: mit Tordurchfahrt, drei Geschosse, sieben Achsen, Erdgeschoss geglättet, Klinkerfassade mit Sandsteingliederung, eiserne Maueranker; original: Fenster im Erdgeschoss - Gemeindehaus im Hof: Putzfassade, Obergeschoss Fachwerk, saniert; original: Haustür, zwei Winterfenster, einfache Fussbodenfliesen, Innentüren | 08965091 |
| Direkt Bild zu diesem Denkmal hochladen | Mietshaus in geschlossener Bebauung mit Vorgarten | Hohe Straße 11 (Karte)                                                           | Um 1900 | Feinsinnig dekoriertes gründerzeitliches Wohngebäude, mittenbetonte Putzfassade, baugeschichtlich von Bedeutung. Drei Geschosse, acht Achsen, mittenbetont, Mittelrisalit mit Zwerchgiebel, saniert, Kunststofffenster. Original: Haustür mit Gitter. | 08965092 |
| Direkt Bild zu diesem Denkmal hochladen | Mietshaus in halboffener Bebauung mit Einfriedung, Vorgarten und Werkstattgebäude im Hof | Hohe Straße 12 (Karte)                                                           | Um 1910 | Putzfassade mit sparsamem Dekor, kräftig gegliederter Baukörper der Reformstilzeit, baugeschichtlich von Bedeutung. Mit Tordurchfahrt, drei Geschosse, ausgebautes Dachgeschoss, vielgliedriger Baukörper, Putzfassade mit Putzgliederung, sparsamer Kunststeindekor, alle Fenster original, Tor mit geschliffenen Scheiben. | 08965093 |
| Weitere Bilder                          | Schulgebäude (Joseph-Haydn-Straße 2) mit Anbau (Hohe Straße 13a/13b) sowie Vorgarten (ehemalige Handelsschule) | Hohe Straße 13a, 13b (Joseph-Haydn-Straße 2) (Karte)                             | 1911, später erweitert | Putzfassade mit Dachreiter, im Reformstil der Zeit um 1910, auf einen kleinen Schmuckplatz ausgerichteter, repräsentativ wirkender Bau von handelsgeschichtlicher und bildungsgeschichtlicher Bedeutung. Sieben Achsen, Putzfassade mit sparsamem Kunststeindekor, Turmaufsatz verschiefert. Original: Tür mit Gitter mit Oberlicht mit Gitter, Fenster (Um- und Ausbau mit großen Veränderungen). Am 10. März 1877 Zusammenschluss Riesaer Firmen zu einem Handelskonsortium, am 26. April Unterrichtsbeginn in einem Zimmer der Wasserturmschule, seit 1882 im Haus Goethestraße 23 (Eigentum Direktor der Schule Lehrer Hermann Nöthlich), am 24. Oktober 1911 Einweihung des Neubaus. | 08965101 |
| Direkt Bild zu diesem Denkmal hochladen | Mietshaus in halboffener Bebauung mit Einfriedung und Vorgarten | Hohe Straße 14 (Karte)                                                           | Um 1910 | Lisenengegliederte Putzfassade, großer Mietshausbau mit reicher originaler Ausstattung, Treppenhausfenster mit farbiger Bleiverglasung, Haustür mit geschliffenen Scheiben, im Reformstil der Zeit um 1910, baugeschichtlich von Bedeutung. Drei Geschosse, ausgebautes Mansardgeschoss, Seitenrisalite mit Polygonalerkern, Putzfassade mit Putzgliederung, Fenster entstellen. Original: Wohnungstüren, Treppenhaus, Treppenhausfenster mit farbiger Bleiverglasung, Haustür mit Klinke und zwei geschliffenen Scheiben, Hoftür mit Klinke und Oberlicht. | 08965094 |
| Direkt Bild zu diesem Denkmal hochladen | Verwaltungsgebäude in geschlossener Bebauung konzipiert, mit Hofgebäude (Allgemeine Ortskrankenkasse) | Hohe Straße 22, 24 (Karte)                                                       | 1920 | Reich dekorierte, lisenengegliederte Putzfassade, repräsentative Eingänge, im Reformstil der Zeit um 1910, baugeschichtlich und ortsgeschichtlich von Bedeutung. - Nr. 22: Drei Geschosse, Mittelbau vier Geschosse, Putzfassade mit Putzgliederung, Kunststeindekor Erdgeschoss und üppige Sandsteinportale (Putti und Füllhörner); original: zwei Türen mit Gittern und Klinken, alle Fenster und Rollläden, eine Windfangtür mit geschliffenen Scheiben, Treppenhaus, Rückwärtiges Gebäude in offener Bebauung: Putzfassade, Walmdach - Nr. 24: Drei Geschosse, acht Achsen, Mittelbau vier Geschosse und vier Achsen, Rustikasockel, Putzfassade mit Putzgliederung, Fenster im Erdgeschoss mit Kunststeindekor, reiches Sandsteinportal der Durchfahrt; original: alle Fenster, Tor mit Gitter, Innentüren, Lampen im Treppenhaus, Treppenhaus, Hoftür mit Klinke, Treppenhausfenster, einfache Fussbodenfliesen, Nebengebäude im Hof | 08965100 |
| Direkt Bild zu diesem Denkmal hochladen | Mietshaus in geschlossener Bebauung | John-Schehr-Straße 10 (Karte)                                                    | Um 1900 | Gründerzeitliche Klinkerfassade mit Sandsteingliederung, überhöhter Mittelrisalit, Mietshaus der Jahrhundertwende im Stadterweiterungsgebiet, baugeschichtlich von Bedeutung. Drei Geschosse, ausgebautes Dachgeschoss, Mittelrisalit, saniert, Kunststofffenster entstellend, saniert, rote Klinkerfassade mit Sandsteingliederung, Erdgeschoss feine Nutung. Original: Haustür mit Oberlicht. | 08965051 |
| Direkt Bild zu diesem Denkmal hochladen | Mietshaus in halboffener Bebauung | John-Schehr-Straße 12 (Karte)                                                    | Um 1910 | Reich gegliederte Putzfassade mit Erkern und Balkons, Haustür mit originaler Klinke und geschliffenen Scheiben, repräsentatives Gebäude der Zeit vor dem Ersten Weltkrieg im Reformstil, baugeschichtlich von Bedeutung. Drei Geschosse, Putzfassade mit Putz- und Kunststeingliederung, zwei polygonale Erker, ausgebautes Dachgeschoss, Natursteinquadersockel, saniert, Fenster neu. Original: Haustür mit Klinke und Oberlicht mit geschliffenen Scheiben, Balkongitter, Kellerfenstergitter, ein Bleiglasfenster im Treppenhaus, Treppenhaus, Wohnungstüren. | 08965050 |
| Direkt Bild zu diesem Denkmal hochladen | Einfriedung eines Grundstückes in Ecklage | John-Schehr-Straße 17 (Karte)                                                    | 1910/1915 | Eisenzaun, veranschaulicht den stadtplanerischen Zusammenhang des Erweiterungsgebietes | 08965052 |
| Weitere Bilder                          | Schulgebäude (Joseph-Haydn-Straße 2) mit Anbau (Hohe Straße 13a/13b) sowie Vorgarten (ehemalige Handelsschule) | Joseph-Haydn-Straße 2 (Hohe Straße 22, 24) (Karte)                               | 1911, später erweitert | Putzfassade mit Dachreiter, im Reformstil der Zeit um 1910, auf einen kleinen Schmuckplatz ausgerichteter, repräsentativ wirkender Bau von handelsgeschichtlicher und bildungsgeschichtlicher Bedeutung. Sieben Achsen, Putzfassade mit sparsamem Kunststeindekor, Turmaufsatz verschiefert. Original: Tür mit Gitter mit Oberlicht mit Gitter, Fenster (Um- und Ausbau mit großen Veränderungen). Am 10. März 1877 Zusammenschluss Riesaer Firmen zu einem Handelskonsortium, am 26. April Unterrichtsbeginn in einem Zimmer der Wasserturmschule, seit 1882 im Haus Goethestraße 23 (Eigentum Direktor der Schule Lehrer Hermann Nöthlich), am 24. Oktober 1911 Einweihung des Neubaus. | 08965101 |
| Weitere Bilder                          | Schulgebäude und Verbindungsgang mit Turnhalle (an der Robert Schumann-Straße), Vorgarten und Einfriedung (auch an Pestalozzistraße und Robert-Schumann-Straße) sowie Brunnen an der Einfriedung (ehemals Carolaschule, Pestalozzischule und Manfred-von-Ardenne-Gymnasium)                            | Joseph-Haydn-Straße 4 (Karte)                                                    | 1910–1911 | Mächtiger Schulbau in reicher Gestaltung, Putzfassade, Dachreiter, im Reformstil der Zeit um 1910, mit Bedeutung für die Volksbildung sowie baugeschichtlich und ortsgeschichtlich von Bedeutung. Drei Geschosse, Putzfassade, saniert, Fenster neu, Kunststeingliederung, Reliefs (Rotkäppchen, Hänsel und Gretel), Giebelrelief, Uhrturm mit vergoldeter Wetterfahne, Sandsteinquadersockel. Original: Eingangstür, Fenstergitter hofseitig. | 08965102 |
| Direkt Bild zu diesem Denkmal hochladen | Wohnhaus in offener Bebauung in Ecklage, mit Einfriedung | Kastanienstraße 1 (Karte)                                                        | Um 1925 | Weitgehend original erhaltenes Einfamilienhaus der 1920er Jahre, Putzfassade, Mansarddach, im Heimatstil, baugeschichtlich von Bedeutung. Putzfassade, Inschrifttafel, Fenster neu. | 08965450 |
| Direkt Bild zu diesem Denkmal hochladen | Mehrfamilienhaus (mit Lauchhammerstraße 24/24a) einer Wohnanlage (siehe auch Rittergutsstraße 1), mit Vorgarten | Kastanienstraße 2 (Karte)                                                        | Um 1925 | Seltener Wohnhausbau der 1920er Jahre im Stil des Art déco, Putzfassade mit Kunststeingliederung, baugeschichtlich von Bedeutung. Drei Geschosse, Putzfassade mit Putz- und Kunststeingliederung. Original: Haustür, Fensterläden, Treppenhaus, Treppenhausfenster, Fenster, Kellertür, einfache Fussbodenfliesen. | 08965448 |
| Weitere Bilder                          | Kirche (mit Ausstattung), Kirchhof mit Einfriedung und Grabmalen sowie Denkmal für die Gefallenen des Ersten Weltkrieges und Gedenktafel an der Kirchenaußenwand für die Gefallenen des Deutsch-Französischen Krieges 1870/1871                                                                        | Kirchstraße (Karte)                                                              | 1720, später überformt (Kirche); 1. Hälfte 18. Jahrhundert (Kanzelaltar); bezeichnet mit 1783 (Wappen Fam. Wacker); bezeichnet mit 1614 (Taufe)                                          | Kirche in alter Ortslage Gröba, lang gestreckte barocke Saalkirche mit Westturm, baugeschichtlich, ortsgeschichtlich und ortsbildprägend von Bedeutung. Langgestreckte Saalkirche von 1720. Der Turm von 1734, Restaurierung 1988 (Turm) und 1992–94. Verputzter Bruchsteinbau mit gliederndem Sandsteingesims und geradem Ostabschluss. Anbauten im Norden und Süden (Zugang zu den Patronatslogen und zur Sakristei). Zwei große Korbbogenfenster im Osten. Der Turm im Untergeschoss mit Eckquaderung, das Glockengeschoss achtseitig mit Lisenen. Schiefergedeckte barocke Haube mit offener Laterne und Zwiebel. Der flachgedeckte Saal mit zwei Stuckspiegeln. Zweigeschossige Emporen an der Nord- und Südseite, im Westen eingeschossig. Im Chor mit reichem Schnitzwerk geschmückte Patronatslogen: im Süden mit dem Wappen der Familie Wacker, bezeichnet mit Johann Carl Benediktus Wacker, 1783, Arbeit von Johann Christoph Ludwig Lücke aus Dresden, 1. Hälfte 18. Jahrhundert Kanzelaltar aus Holz mit polygonalem Korb, der Schalldeckel mit Lambrequin. Seitlich zwei mit Rücklagen, darüber gesprengter Rundgiebel mit zwei Putten von Johann Christoph Ludwig Lücke, 1. Hälfte 18. Jahrhundert. Steinerne Taufe in Kelchform, farbig gefasst gestiftet von Andreas Dietrich von Schleinitz auf Seerhausen und Margarethe von Schleinitz, 1614 (ehemals in der Pfarrkirche Riesa-Weida). Barocker Tisch mit Putto aus dem Herrenhaus, als Tauftisch verwendet. An der Nord- und Südwand des Chores qualitätvolle figürliche Grabsteine des 16. und 17. Jahrhunderts aus Stein (Dehio Sachsen I, 1996). | 08965430 |
| Direkt Bild zu diesem Denkmal hochladen | Ehemaliges Rathaus Gröba, heute Wohnhaus in offener Bebauung in Ecklage | Kirchstraße 1 (Karte)                                                            | Um 1897 | In alter Ortslage Gröba, markanter Gründerzeitbau in exponierter Ecklage, Putzfassade mit Sandsteingliederung, Eckbetonung durch Balkon und turmartigen Dachaufbau, baugeschichtlich und ortsgeschichtlich von Bedeutung. Zwei Geschosse, Bruchsteinsockel, Putzfassade mit Sandsteingliederung, Aufgang zur Post mit Eisengitter, Eckturm mit Uhr und Glocke. Original: Balkongitter. | 08965419 |
| Direkt Bild zu diesem Denkmal hochladen | Wohnhaus in offener Bebauung in Ecklage | Kirchstraße 2 (Karte)                                                            | Um 1875 | In alter Ortslage Gröba, wohlproportioniertes frühes Gründerzeitwohnhaus, feingliedrige Putzfassade, in wichtiger Ecklage mit Blickbeziehung zur Hafenbrücke, baugeschichtlich und städtebaulich von Bedeutung. Zwei Geschosse, feingliedrige Putzfassade mit Putzgliederung, Fenster neu, Werkstatt: Zwei Geschosse, Türen original, besonders reizvoll Hanglage zum Hafenbecken. Rückwärtiges Werkstattgebäude vermutlich vor 2011 abgebrochen. | 08965420 |
| Direkt Bild zu diesem Denkmal hochladen | Wohnhaus eines Bauernhofes und Einfriedung | Kirchstraße 21 (Karte)                                                           | Um 1890 | In alter Ortslage Gröba, einfacher Putzbau der Gründerzeit, Einfriedung als schmiedeeiserner Zaun, mächtiges, die alte Dorfstraße prägendes Gebäude gegenüber dem Pfarrhof, baugeschichtlich von Bedeutung. Zwei Geschosse, neun Achsen, Putzfassade, gegenüber Pfarrgut. Einfriedung schmiedeeiserner Zaun. | 08965423 |
| Direkt Bild zu diesem Denkmal hochladen | Inschrifttafel am Wohnhaus eines Bauernhofes | Kirchstraße 23 (Karte)                                                           | 1818 | Gebäude in alter Ortslage Gröba, ortsgeschichtlich von Bedeutung, in unmittelbarer Nähe zur Kirche | 08965426 |
| Direkt Bild zu diesem Denkmal hochladen | Pfarrhaus, Seitengebäude und Toreinfahrt eines Pfarrhofes | Kirchstraße 28 (Karte)                                                           | 1754, später überformt | In alter Ortslage Gröba, Pfarrhaus mit schlichter Putzfassade und Korbbogenportal, den alten Ortskern prägendes Gehöft mit Bedeutung für die Kirchengeschichte, auch baugeschichtlich von Bedeutung. - Pfarrhaus: mit Krüppelwalmdach, zwei Geschosse, Putzfassade, Fenster neu - Nebengebäude: Sandsteingewände - Torpfeiler der Einfriedung | 08965424 |
| Direkt Bild zu diesem Denkmal hochladen | Wohnhaus | Kirchstraße 34 (Karte)                                                           | Bezeichnet mit 1821 | In alter Ortslage Gröba, Obergeschoss Fachwerk verputzt, Sandsteinportal, typisches dörfliches Wohnhaus im alten Ortskern, baugeschichtlich von Bedeutung. Zwei Geschosse, vier Achsen, Obergeschoss Fachwerk, Krüppelwalmdach, Sandsteinportal bezeichnet mit „JGK 1821“. | 08965425 |
|                                         | Wohnhaus (mit Inschrifttafel) in offener Bebauung, ehemalige Kirchschule | Kirchstraße 44 (Karte)                                                           | Bezeichnet mit 1812 | In alter Ortslage Gröba, schlichter Putzbau mit schönem Sandsteinportal, straßenprägendes Gebäude mit Krüppelwalmdach, Lage: gegenüber der Kirche, baugeschichtlich und ortsgeschichtlich von Bedeutung. Zwei Geschosse, Putzfassade, saniert, profilierte Traufe, Sandsteingewände, Sandsteintafel: Der Gottesfurcht und Tugend. Original: Flur, Treppen innen. | 08965429 |
| Weitere Bilder                          | Schloss und Rittergut Gröba (Sachgesamtheit) | Kirchstraße 46 (Karte)                                                           | 1707 | Sachgesamtheit Schloss und Rittergut Gröba, mit den Einzeldenkmalen: Herrenhaus mit Nebengebäude, Wirtschaftsgebäude und Reste der Einfriedung und der Toreinfahrt, weiterhin Sitzbank, Brunnen und Grotte im Park (08965433) sowie Park mit altem Gehölzbestand (Gartendenkmal); in alter Ortslage Gröba, stattlicher barocker Bau mit mächtigem Mansardwalmdach, dreiachsiger Mittelrisalit mit Altan auf dorischen Säulen, baugeschichtlich und ortsgeschichtlich von Bedeutung | 09303829 |
| Weitere Bilder                          | Herrenhaus mit Nebengebäude, Wirtschaftsgebäude und Reste der Einfriedung und der Toreinfahrt, weiterhin Sitzbank, Brunnen und Grotte im Park (Einzeldenkmale der Sachgesamtheit 09303829) | Kirchstraße 46 (Karte)                                                           | 1707 | Einzeldenkmale der Sachgesamtheit Schloss und Rittergut Gröba; in alter Ortslage Gröba, stattlicher barocker Bau mit mächtigem Mansardwalmdach, dreiachsiger Mittelrisalit mit Altan auf dorischen Säulen, baugeschichtlich und ortsgeschichtlich von Bedeutung. - Ehemaliges Herrenhaus, heute Landratsamt. Stattlicher Bau mit mächtigem Mansardwalmdach. Erbaut um 1700. Restaurierung 1993/94. Verputzter, zweigeschossiger Bau auf hohem Sockelgeschoss, die dreizehn Achsen umfassende Fassade durch Ecklisenen, Festons und Gesimse fein gegliedert. Leicht vortretender dreiachsiger Mittelrisalit mit Altan auf dorischen Säulen, um 1820. Im Innern bis auf die gewölbte Eingangshalle im Erdgeschoss völlig verändert (Dehio Sachsen I, 1996). - Wirtschaftsgebäude an der Kirchstraße gelegen, zeitweise Herrenhaus, später Altenheim, 1993/94 saniert, vom Landratsamt genutzt, nur ein Pfeiler der alten Toreinfahrt erhalten, Putzbau, dreiachsiger Mittelrisalit mit Altan auf dorischen Säulen um 1820. | 08965433 |
|                                         | Villa mit Vorgarten und Einfriedung | Klosterstraße 2 (Karte)                                                          | Bezeichnet mit 1889 | Feinsinnig dekorierte Historismusvilla in Nähe des Klostergutes und unmittelbar neben dem Amtsgericht, Klinkerfassade mit Turm und Altan, baugeschichtlich und ortsgeschichtlich von Bedeutung. Zwei Geschosse, Klinkerfassade mit Putz- und Sandsteingliederung, Fenster und Haustür neu, Bruchsteinsockel. | 08965176 |
|                                         | Neues Amtsgericht, heute Polizeigebäude, Nebengebäude im Hof (ehemaliges Gefängnisgebäude), mit Einfriedung und Vorgarten | Klosterstraße 4 (Karte)                                                          | Bezeichnet mit 1897 | Reich dekorierter Gerichtsbau, Klinkerfassade im Stil der Neorenaissance, Eingangsrisalit mit Volutengiebel, baugeschichtlich und ortsgeschichtlich von Bedeutung. Klinkerbau mit reicher Sandsteingliederung. Original: Haustür mit Gitter, Fenster, Kellerfenstergitter. | 08965175 |
|                                         | Mietshaus in geschlossener Bebauung | Klötzerstraße 1 (Karte)                                                          | Um 1895 | Mittenbetonte Klinkerfassade, Bestandteil der gründerzeitlichen Stadterweiterung, baugeschichtlich von Bedeutung. Mit Tordurchfahrt, vier Geschosse, acht Achsen, Mittelrisalit zwei Achsen, Erdgeschoss geputzt, Klinkerfassade mit Sandstein- und Kunststeingliederung. Original: Tor mit Oberlicht. | 08965017 |
|                                         | Mietshaus in geschlossener Bebauung | Klötzerstraße 3 (Karte)                                                          | Um 1895 | Reich dekorierte Klinkerfassade, seltenes Eisentor mit schmiedeeisernem Dekor, Teil der gründerzeitlichen Stadterweiterung, baugeschichtlich von Bedeutung. Mit Tordurchfahrt, vier Geschosse, acht Achsen, Mittelrisalit, Sandsteinsockel, Fenster entstellend, saniert, Klinkerfassade mit Klinker- und Sandsteingliederung, über den Fenstern Stuckreliefs. Original: Eisentor mit schmiedeeisernem Dekor und Klinke, Kellerfenstergitter, Wohnungstüren, einfache Fussbodenfliesen, eisernes Treppenhausgeländer, AWC-Türen. | 08965018 |
|                                         | Mietshaus in halboffener Bebauung | Klötzerstraße 13 (Karte)                                                         | Um 1895 | Solide dekorierte Putzfassade, historistisches Mietshaus mit einzigartiger Dachlandschaft, baugeschichtlich von Bedeutung. Mit Tordurchfahrt und Laden, drei Geschosse, sechs Achsen, Putzfassade mit Sandsteingliederung, ausgebautes Dachgeschoss. Original: Tor mit Oberlicht, teilweise Fenster, Hoftor mit Klinke, Treppenhaus, Treppenhausfenster, Wohnungstüren, Bruno Mizera Schuhmachermeister. | 08965099 |
|                                         | Mietvilla mit Einfriedung und Vorgarten | Klötzerstraße 24 (Karte)                                                         | Um 1910 | Sparsam dekorierte Putzfassade, einige Bleiglasfenster, ausgewogen proportionierter Baukörper, im Reformstil der Zeit um 1910, Zeugnis für den Villenbestand in Riesa, baugeschichtlich von Bedeutung. Zwei Geschosse, Putzfassade mit Kunststeingliederung, saniert, ausgebautes Dachgeschoss, Zwerchhaus. Original: Haustür, einige Bleiglasfenster. | 08965010 |
| Direkt Bild zu diesem Denkmal hochladen | Schulgebäude (Weidaer Schule) | Kreuzstraße 5 (Karte)                                                            | Um 1895 | Repräsentativer Schulbau im Stil des Historismus mit betontem Mittelrisalit, Putzfassade mit Klinkergliederung, Bedeutung für die Volksbildung und die Baugeschichte. Zwei Geschosse, Mitte Zwerchhaus, Putzfassade mit roter Klinkergliederung, Sandstein-Fenstergewände, saniert. | 08965369 |

## Ehemalige Denkmäler
| Bild                                    | Bezeichnung                                      | Lage                          | Datierung              | Beschreibung | ID       |
| --------------------------------------- | ------------------------------------------------ | ----------------------------- | ---------------------- | --- | -------- |
| Direkt Bild zu diesem Denkmal hochladen | Wohnhaus                                         | Alter Pausitzer Weg 3 (Karte) | Bezeichnet mit 1847    | Alte Ortslage Pausitz, typisches ländliches Wohngebäude mit dokumentarischem Wert, unter anderem lehmausgefachte Fachwerkkonstruktion im Obergeschoss, baugeschichtlich von Bedeutung. Zwei Geschosse, fünf Achsen, giebelständig, Fachwerk-Obergeschoss mit Lehmstaken, Krüppelwalmdach, Erdgeschoss Sandsteingewände. Original: Fenster, Haustür, am Haus ehemals Bauerngarten sowie Wegpflasterung (vor 2011 beseitigt). Zwischen 2009 und 2016 abgerissen.                   | 08965321 |
| Direkt Bild zu diesem Denkmal hochladen | Kontor- und Fabrikgebäude der Bergbrauerei Riesa | Brauhausstraße 5 (Karte)      | 1872, später überformt | Gründerzeitliche Klinkerfassade am Kopfbau zur Straße, angebauter Fabrikbau Putzfassade, ortsgeschichtlich von Bedeutung. - Kontorgebäude mit roter Klinkerfassade und Klinker- und Sandsteingliederungen: zwei Geschosse, Fenster original - Fabrikgebäude: Putzfassade mit roter Klinkergliederung, leerstehend 2019 abgerissen. | 08965283 |
| Direkt Bild zu diesem Denkmal hochladen | Mietshaus in geschlossener Bebauung              | Hauptstraße 42 (Karte)        | Um 1900                | Mit Läden, mächtiger Wohn- und Geschäftshausbau der Innenstadt, ungewöhnlich gestaltete Putzfassade, Stuck in der Tordurchfahrt, Tor mit geätzten Scheiben, baugeschichtlich von Bedeutung. Mit Läden und Tordurchfahrt, drei Geschosse, neun Achsen, Sanierung sehr diskussionswürdig, Fenster neu, Fenster neu. Original: Tor mit Oberlicht, Klinke und geätzten Scheiben, Stuck in der Tordurchfahrt, Hoftor, Hoftür. Zwischen 2021 und 2024 aus der Denkmalliste gestrichen. | 08965185 |

## Tabellenlegende
- Bild: Bild des Kulturdenkmals, ggf. zusätzlich mit einem Link zu weiteren Fotos des Kulturdenkmals im Medienarchiv Wikimedia Commons. Wenn man auf das Kamerasymbol klickt, können Fotos zu Kulturdenkmalen aus dieser Liste hochgeladen werden:
- Bezeichnung: Denkmalgeschützte Objekte und ggf. Bauwerksname des Kulturdenkmals
- Lage: Straßenname und Hausnummer oder Flurstücknummer des Kulturdenkmals. Die Grundsortierung der Liste erfolgt nach dieser Adresse. Der Link (Karte) führt zu verschiedenen Kartendiensten mit der Position des Kulturdenkmals. Fehlt dieser Link, wurden die Koordinaten noch nicht eingetragen. Sind diese bekannt, können sie über ein Tool mit einer Kartenansicht einfach nachgetragen werden. In dieser Kartenansicht sind Kulturdenkmale ohne Koordinaten mit einem roten bzw. orangen Marker dargestellt und können durch Verschieben auf die richtige Position in der Karte mit Koordinaten versehen werden. Kulturdenkmale ohne Bild sind an einem blauen bzw. roten Marker erkennbar.
- Datierung: Baubeginn, Fertigstellung, Datum der Erstnennung oder grobe zeitliche Einordnung entsprechend des Eintrags in der sächsischen Denkmaldatenbank
- Beschreibung: Kurzcharakteristik des Kulturdenkmals entsprechend des Eintrags in der sächsischen Denkmaldatenbank, ggf. ergänzt durch die dort nur selten veröffentlichten Erfassungstexte oder zusätzliche Informationen
- ID: Vom Landesamt für Denkmalpflege Sachsen vergebene, das Kulturdenkmal eindeutig identifizierende Objekt-Nummer. Der Link führt zum PDF-Denkmaldokument des Landesamtes für Denkmalpflege Sachsen. Bei ehemaligen Kulturdenkmalen können die Objektnummern unbekannt sein und deshalb fehlen bzw. die Links von aus der Datenbank entfernten Objektnummern ins Leere führen. Ein ggf. vorhandenes Icon  führt zu den Angaben des Kulturdenkmals bei Wikidata.

## Ausführliche Denkmaltexte
1. ↑  Alexander-Puschkin-Platz 1:

Das gründerzeitliche Eckgebäude wurde um 1890 errichtet. Über dem mit horizontalen Putzfugen strukturierten Erdgeschoss erheben sich zwei Vollgeschosse sowie ein Mezzaningeschoss. Die optische Trennung des Erdgeschosses mit Hilfe eines umlaufenden Gurtgesimses betont dessen massive Wirkung. Die Fassade wird mit Schmuck- und Gliederungselementen, wie risalitartigen Vorsprüngen, Putzlisenen und -bändern, bescheiden hervorgehobenen Fensterrahmungen sowie vereinzelten Fenstergiebeln und bedachenden Fenstergesimsen bereichert. Im Bereich des ersten Obergeschosses befinden sich unterhalb der Fenster kleine, zum Teil mit Konsolen begrenzte, Brüstungsspiegel aus Naturstein oder Putz. Die Eckfassade erfährt durch das Anfügungen zweier Balkone an den Obergeschossen, getragen von imposanten Konsolen, eine besondere Betonung. Das zu einem Großteil mit einem Gurtgesims getrennte Mezzaningeschoss wurde nachteilig verändert.

Der Denkmalwert des Objektes ergibt sich aus seiner baugeschichtlichen wie auch stadtentwicklungsgeschichtliche Bedeutung. Die verwendeten Elemente der Fassadengestaltung, welche durch das Nachahmen früherer Stile gekennzeichnet sind, bilden eine wesentliche Facette der Architektur vor 1900. Aus dieser Tatsache ergibt sich die baugeschichtliche Bedeutung des Hauses. Neben seinem Zeugniswert für die Architektur des ausgehenden 19. Jahrhunderts ist das hier zu beurteilende Objekt auch stadtentwicklungsgeschichtlich von Belang. Es dokumentiert im Zusammenhang mit der umgebenden Bebauung die städtebauliche Erweiterung Riesas während des 19. Jahrhunderts.

Das öffentliche Erhaltungsinteresse des Gebäudes ergibt sich vor allem aus dem exemplarischen Wert für die Architektur der Zeit nach 1850 und des Historismus (der Gründerzeit) und aus der Tatsache, dass derartige Bauten bundesweit als Denkmale erfasst sind und mittlerweile auch von großen Teilen der Bevölkerung als solche akzeptiert werden.
2. ↑  Alexander-Puschkin-Platz 2:

Das in geschlossener Bebauung befindliche Mietshaus wurde 1892 errichtet. Über dem Erdgeschoss erheben sich zwei Vollgeschosse, ein Mezzaningeschoss sowie ein ausgebautes Dachgeschoss. Der Gründerzeitbau besitzt eine repräsentative Putzfassade. Die Mittelachse wird von einem Risalit mit zwei Balkonen betont. Im Dachbereich wird der Risalit von einem Dreiecksgiebel überfangen. Das massive, mit Putzbossen gegliederte Erdgeschoss mit mittig gelegener Tordurchfahrt wird von einem kräftigen Gurtgesims begrenzt. Erstes und zweites Obergeschoss werden durch eine lisenenartige Gliederung sowie die überdachenden Fenstergesimse des zweiten Obergeschosses optisch zusammengefasst, auch wenn zwischen beiden Geschossen ein weniger präsentes verkröpftes Gesims verläuft. Das Mezzaningeschoss weist ein mit Halbkugeln verziertes Fenstergesims auf. Oberhalb des Kranzgesimses befindet sich das ausgebaute Dachgeschoss.

Der Denkmalwert des Objektes ergibt sich aus seiner baugeschichtlichen wie auch stadtentwicklungsgeschichtlichen Bedeutung. Die verwendeten Elemente der aufwendigen Fassadengestaltung bilden eine wesentliche Facette der Architektur vor 1900. Aus dieser Tatsache ergibt sich die baugeschichtliche Bedeutung des Hauses. Neben seinem Zeugniswert für die Architektur des ausgehenden 19. Jahrhunderts ist das hier zu beurteilende Objekt auch stadtentwicklungsgeschichtlich von Belang. Es dokumentiert im Zusammenhang mit der umgebenden Bebauung die städtebauliche Erweiterung Riesas während des 19. Jahrhunderts. Das öffentliche Erhaltungsinteresse des Gebäudes ergibt sich vor allem aus dem exemplarischen Wert für die Architektur der Zeit nach 1850 und des Historismus (der Gründerzeit) und aus der Tatsache, dass derartige Bauten bundesweit als Denkmale erfasst sind und mittlerweile auch von großen Teilen der Bevölkerung als solche akzeptiert werden.
3. ↑  Alexander-Puschkin-Platz 2a:

Das in geschlossener Bebauung befindliche Doppelwohnhaus in Ecklage zur Goethestraße 106 in Riesa wurde um 1935 errichtet. Der schlicht wirkende viergeschossige Putzbau mit Sandsteinsockel sowie verschieferter Mansarde besticht durch punktuell gesetzte Gestaltungselemente. Der überdachte Eingangsbereich besitzt ein kräftiges Türgewände aus Sandstein sowie ein großes Oberlicht.

Auf der Eingangsachse sowie weiteren Fassadenachsen entlang der Goethestraße befinden sich balkonartig vergrößerte Austritte mit schlichten eisernen Brüstungsgittern. Ein Großteil der doppelflügeligen Fenster weist Fensterläden auf. Die Eckausbildung des Gebäudes ist besonders markant. Im Bereich des Erdgeschosses wurde die Gebäudekante abgeschrägt. Zwischen der Fase sowie der im ersten Obergeschoss ansetzenden Gebäudekante vermittelt eine wechselnde, sich nach oben verjüngende Wölbung und Kehlung. Der gesamte Bereich wurde mit Sandsteinquadern von der Putzfläche abgesetzt.

Der Denkmalwert des Objektes ergibt sich insbesondere aus seiner baugeschichtlichen Bedeutung. Das Wohngebäude im traditionalistischen Stil zählt zu den seltenen Zeugnissen des innerstädtischen Wohnungsbaus der 1930er Jahre. Die sparsam eingesetzten Gestaltungsmittel bilden eine wesentliche Facette der Architektur jener Zeit. Aus dieser Tatsache ergibt sich die baugeschichtliche Bedeutung des Hauses. Neben seinem Zeugniswert für die Architektur der 1930er Jahre ist das hier zu beurteilende Objekt auch stadtentwicklungsgeschichtlich von Belang.

Das öffentliche Erhaltungsinteresse des Gebäudes ergibt sich vor allem aus dem exemplarischen Wert für die Architektur der 1930er Jahre und aus der Tatsache, dass derartige Bauten bundesweit als Denkmale erfasst sind und mittlerweile auch von großen Teilen der Bevölkerung als solche akzeptiert werden.
4. ↑  Alexander-Puschkin-Platz 2e:

Das in geschlossener Bebauung befindliche Mietshaus wurde um 1895 errichtet. Dem überhöhten Erdgeschoss schließen sich zwei Obergeschosse sowie ein ausgebautes Dachgeschoss mit Walmgaupen an. Der Gründerzeitbau besitzt ein bis in den Dachraum reichendes Mittelrisalit, welches sich durch seine reiche Gestaltung in Sandstein sowie dem Balkon im ersten Obergeschoss besonders hervorhebt. Dieser von einer massiven Sandsteinbrüstung gefasste Balkon wird von kräftigen Konsolen getragen. Die Fenster des Mittelrisalits werden von Pilastern gerahmt sowie einem Dreiecksgiebel mit Löwenkopf im ersten Obergeschoss und einem Segmentsgiebel im zweiten Obergeschoss bekrönt. Das in Bruchsteinmauerwerk ausgeführte Kellergeschoss ist angehoben und tritt nach außen als kräftiger Sockel in Erscheinung. Es nimmt das leicht abschüssige Straßengelände auf. Das dreiachsig aufgeteilte Erdgeschoss wurde mit Sandsteinquadern verkleidet. Keller- und Erdgeschoss treten als mächtiger Unterbau des Gebäudes in Erscheinung. Die mittig angeordnete Eingangstür wird von einem großen rundbogigen Oberlicht überfangen. Zu beiden Seiten des Eingangsbereiches befindet sich je ein überhöhtes Rundbogenfenster. Begrenzt wird das Erdgeschoss von einem kräftig ausgeführten Gurtgesims.

Der Bereich der fünfachsig ausführten Obergeschosse besitzt eine schlichte Putzfassade mit Eckquaderungen sowie bescheiden hervorgehobenen Fensterrahmungen in Naturstein. Unterhalb des Kranzgesimes befindet sich ein Rundbogenfries.

Der Denkmalwert des Objektes ergibt sich aus seiner baugeschichtlichen wie auch stadtentwicklungsgeschichtlichen Bedeutung. Die verwendeten Elemente der Fassadengestaltung bilden eine wesentliche Facette der Architektur vor 1900. Aus dieser Tatsache ergibt sich die baugeschichtliche Bedeutung des Hauses. Neben seinem Zeugniswert für die Architektur des ausgehenden 19. Jahrhunderts ist das hier zu beurteilende Objekt auch stadtentwicklungsgeschichtlich von Belang. Es dokumentiert im Zusammenhang mit der umgebenden Bebauung die städtebauliche Erweiterung Riesas während des 19. Jahrhunderts. Das öffentliche Erhaltungsinteresse des Gebäudes ergibt sich vor allem aus dem exemplarischen Wert für die Architektur der Zeit nach 1850 und des Historismus (der Gründerzeit) und aus der Tatsache, dass derartige Bauten bundesweit als Denkmale erfasst sind und mittlerweile auch von großen Teilen der Bevölkerung als solche akzeptiert werden.
5. ↑  Alexander-Puschkin-Platz 2f:

Das in geschlossener Bebauung befindliche Mietshaus wurde laut Bezeichnung 1895 erbaut. Dem als verputzter Sockel in Erscheinung tretenden Kellergeschoss folgen das Erdgeschoss mit mittig gelegener Toreinfahrt, zwei Obergeschosse sowie ein ausgebautes Dachgeschoss. Das mit horizontalen Putzfugen gegliederte und von einem kräftigen Gurtgesims begrenzte Erdgeschoss tritt als mächtiger Unterbau des Gebäudes in Erscheinung. Drei Risalite gliedern den zeittypischen Klinkerbau. Eine besondere Eckbetonung erfahren die Risalite durch mit Diamantquadern besetzte Pilaster. Im Bereich des Mittelrisalits befinden sich im ersten und zweiten Obergeschoss Balkone, welche von kräftigen Konsolen getragen werden. Der Balkon des ersten Obergeschosses wird von einer Sandsteinbalustrade gefasst, der des zweiten Obergeschosses von einem schmiedeeisernen Gitter. Oberhalb der Balkontür des ersten Geschosses befindet sich ein Putzspiegel mit schlichten geometrischen Formen. Die Balkontür des zweiten Geschosses wird von einem von Konsolen getragenen Dreiecksgiebel mit reliefierten Giebelfeld sowie einem darunter befindlichen Putzspiegel mit der Nennung des Erbauungsjahres bekrönt. Überfangen wird der Mittelrisalit von einer mit niedrigen Wangen flankierten und Segmentgiebel bekrönten Lukarne. Die Eckrisalite zeichnen sich durch eng gestellte Fensterpaare aus, welche mit einem Segmentbogen zusammengefasst werden, sowie einen bekrönenden Dreiecksgiebel mit zierreichem Aufsatz. Auch die Fassaden der Rücklagen erhielten einen repräsentative Gestaltung. Im Bereich des ersten Obergeschosses werden die Fenster mit einem von Konsolen getragenen Sturz sowie einen Segmentbogen, die Fenster darüber mit einem Segmentbogen bekrönt. Achsgleich zu den Fenstern der Rücklagen befinden sich oberhalb des kräftigen, verkröpften Kranzgesims Dachgaupen mit einfachen Dreiecksgiebeln.

Die Gestaltungselemente, welche durch das Nachahmen früherer Stile gekennzeichnet sind, hier im Besonderen der Renaissance, bildeten eine wesentliche Facette der Architektur vor 1900. Aus dieser Tatsache ergibt sich die baugeschichtliche Bedeutung des Hauses.

Neben seinem Zeugniswert für die Architektur des ausgehenden 19. Jahrhunderts ist das hier zu beurteilende Objekt auch stadtentwicklungsgeschichtlich von Belang. Es dokumentiert im Zusammenhang der umgebenden Bebauung die städtebauliche Erweiterung Riesas während des 19. Jahrhunderts.

Das öffentliche Erhaltungsinteresse des Gebäudes resultiert vor allem aus dem exemplarischen Wert für die Architektur der Zeit nach 1850 und des Historismus (insbesondere während der Gründerzeit) und aus der Tatsache, dass derartige Bauten bundesweit als Denkmale erfasst sind und mittlerweile auch von großen Teilen der Bevölkerung als solche akzeptiert werden.
6. ↑  Alexander-Puschkin-Platz 2g:

Das Ende des 19. Jahrhunderts, also während der Spätphase der Gründerzeit, entstandene viergeschossige Mietshaus präsentiert sich als zeittypischer Klinkerbau in geschlossener Bebauung. Seine historisierende Fassade ist mit bescheidenen Schmuck- und Gliederungselementen gestaltet. Das verputzte, vierachsig aufgeteilte Erdgeschoss tritt zusammen mit dem als Sockel ausgebildeten Kellergeschoss als kräftiger Unterbau des Gebäudes in Erscheinung. Das gesamte Erdgeschoss erhielt eine gleichmäßige, arkadenartige Mauervorlage. Ein Bogen an der Außenseite der Fassade nimmt den Eingang mit einem den Rundbogen aufnehmenden Oberlicht auf. Die verbleibenden drei Bogenstellungen nehmen je ein rechteckiges Fenster auf. Die fünfachsig gereihten Fenster des ersten und zweiten Obergeschosses wurden im Wechsel mit Segmentbögen und geometrisch gestalteten Putzflächen beziehungsweise Dreiecksgiebeln bekrönt. Die Gestaltung der Fassade des dritten Obergeschosses beschränkt sich auf schlichte Fensterlaibungen. Die Mittelachse der Fassade wird oberhalb des kräftigen Kranzgesimses von einer Lukarne bekrönt. Diese wird von zwei Pfeilern und Voluten gefasst sowie von einem Rundbogengiebel bekrönt. Der weitere Dachbereich ist von der Straße nicht einsehbar.

Zum Gebäude gehören weiterhin ein Hof- und ein Werkstattgebäude. Das dreigeschossige Hofgebäude besitzt eine schlichte Putzfassade. Die Fenster sind mit steinernen Faschen gerahmt. Das sich direkt anschließende Werkstattgebäude weist ebenfalls eine schlichte Putzfassade auf.

Große quadratische Fenster mit einer kleinteiligen quadratischen Binnenstruktur sowie ein großes satteldachförmiges Oberlicht sorgen im Werkstattraum für ausreichend Belichtung.

Der Denkmalwert des Objektes ergibt sich aus seiner baugeschichtlichen, stadtentwicklungsgeschichtlichen wie auch wirtschaftsgeschichtlichen Bedeutung. Die zeittypische Klinkerfassade sowie die verwendeten Elemente der Fassadengestaltung bilden eine wesentliche Facette der Architektur vor 1900. Aus dieser Tatsache ergibt sich die baugeschichtliche Bedeutung des Hauses.

Zudem dokumentiert das Gebäude im Zusammenhang mit der umgebenden Bebauung die städtebauliche Erweiterung Riesas während des 19. Jahrhunderts. Neben seinem Zeugniswert für die Architektur und des Städtebaus des ausgehenden 19. Jahrhunderts ist das hier zu beurteilende Objekt auch wirtschaftsgeschichtlich von Belang. Das Wohngebäude sowie die Hofbebauung veranschaulichen in beispielhafter Weise den Zusammenhang zwischen Wohnen und Gewerbeausübung der Gründerzeit.

Das öffentliche Erhaltungsinteresse des Gebäudes ergibt sich vor allem aus dem exemplarischen Wert für die Architektur der Zeit nach 1850 und des Historismus und aus der Tatsache, dass derartige Bauten bundesweit als Denkmale erfasst sind und mittlerweile auch von großen Teilen der Bevölkerung als solche akzeptiert werden.
7. ↑  Alexander-Puschkin-Platz 3a:

Das in geschlossener Bebauung befindliche Mietshaus wurde um 1895 errichtet. Über dem als Sockel hervorgehobenen Kellergeschoss erheben sich das Erdgeschoss sowie drei Obergeschosse. Das massive, mit Sandsteinquadern gegliederte Erdgeschoss wird von einem kräftigen Gurtgesims begrenzt. Zwei Seitenrisalite gliedern den zeittypischen Klinkerbau. Im Bereich des einen Risalites werden die eng gestellten Fensterpaare im Erd- sowie im zweiten Obergeschoss von einem Segmentbogen zusammengefasst, im ersten Obergeschoss von einem Dreiecksgiebel bekrönt und im dritten Obergeschoss von Zwillingspfeilern flankiert. Der zweite Risalit nimmt im Erdgeschoss das Tor mit Oberlicht auf und im ersten Obergeschoss ein großes dreiteiliges Fenster, welchem im Vergleich zum zweiten Obergeschoss früher wahrscheinlich ein Balkon vorgehängt war. Oberhalb des Fensters befindet sich ein ornamental reich verzierter Putzspiegel. Das zweite Obergeschoss im Bereich des Risalites verfügt über einen Balkon, welcher mit einem schmiedeeisernen Gitter begrenzt und von kräftigen Konsolen getragen wird. Die dreiteilige Balkontür wird von einem ornamental reich verzierten Putzspiegel sowie einem Segmentbogen überfangen. Das eng gestellte Fensterpaar des dritten Obergeschosses wird von Zwillingspfeilern flankiert. Die vierachsig gereihten Fenster der Fassadenrücklage werden im ersten Obergeschoss von einfachen Putzspiegeln sowie von Dreiecksgiebeln beziehungsweise Stürzen bekrönt. Zudem erstreckt sich über die gesamte Gebäudebreite ein Sohlbankgesims. Im zweiten Obergeschoss werden die Fenster von einem Segmentbogen bekrönt. Das dritte Obergeschoss, welches über keine weiteren fensterbetonenden Elemente verfügt, wird deutlich von den unteren beiden Geschossen durch ein Gurtgesims (Profil) sowie ein folgendes Sohlbankgesims getrennt. Erwähnenswert ist zudem die Ausgestaltung der Tordurchfahrt mit Stuck.

Zum Gebäude gehört ein Hofgebäude, in dem sich eine elektrische Wäschekaltmangel, eine der wenigen im Ort erhaltenen Wäscherollen, befindet.

Der Denkmalwert des Objektes ergibt sich aus seiner baugeschichtlichen wie auch stadtentwicklungsgeschichtlichen Bedeutung. Die verwendeten Elemente der Fassadengestaltung bilden eine wesentliche Facette der Architektur vor 1900. Aus dieser Tatsache ergibt sich die baugeschichtliche Bedeutung des Hauses. Neben seinem Zeugniswert für die Architektur des ausgehenden 19. Jahrhunderts ist das hier zu beurteilende Objekt auch stadtentwicklungsgeschichtlich von Belang. Es dokumentiert im Zusammenhang mit der umgebenden Bebauung die städtebauliche Erweiterung Riesas während des 19. Jahrhunderts.

Das öffentliche Erhaltungsinteresse des Gebäudes ergibt sich vor allem aus dem exemplarischen Wert für die Architektur der Zeit nach 1850 und des Historismus (der Gründerzeit) und aus der Tatsache, dass derartige Bauten bundesweit als Denkmale erfasst sind und mittlerweile auch von großen Teilen der Bevölkerung als solche akzeptiert werden.
8. ↑  Alexander-Puschkin-Platz 3b:

Das in geschlossener Bebauung befindliche Mietshaus in Ecklage zur Beethovenstraße in Riesa wurde um 1895 errichtet. Über dem mit horizontalen Putzfugen strukturierten Erdgeschoss erheben sich drei Obergeschosse sowie ein in modernen Formen ausgebautes Dachgeschoss. Die optische Trennung des Erdgeschosses mit Hilfe eines umlaufenden Gurtgesimses betont dessen Wirkung als kräftiger Unterbau.

Seine historisierende Klinkerfassade ist für kleinstädtische Verhältnisse ansprechend gestaltet. Schmuck- und Gliederungselemente, wie aufwendig reliefierte Fassadenspiegel und Fensterbedachungen sowie profilierte Fensterlaibungen beleben das Gebäude. Die Ecke wird durch einen über die gesamten Obergeschosse reichenden Erker mit einem offenen Turmaufbau und polygonalem Pyramidendach hervorgehoben. Dieser Gestaltungsaufwand, der durch das Nachahmen früherer Stile gekennzeichnet ist, daher auch der Stilbegriff Historismus, bildete eine wesentliche Facette der Architektur vor 1900. Aus dieser Tatsache ergibt sich die baugeschichtliche Bedeutung des Hauses. Neben seinem Zeugniswert für die Architektur des ausgehenden 19. Jahrhunderts ist das hier zu beurteilende Objekt auch stadtentwicklungsgeschichtlich von Belang. Es dokumentiert im Zusammenhang der umgebenden Bebauung die städtebauliche Erweiterung Riesas während des 19. Jahrhunderts.

Das öffentliche Erhaltungsinteresse des Gebäudes ergibt sich vor allem aus dem exemplarischen Wert für die Architektur der Zeit nach 1850 und des Historismus (der Gründerzeit) und aus der Tatsache, dass derartige Bauten bundesweit als Denkmale erfasst sind und mittlerweile auch von großen Teilen der Bevölkerung als solche akzeptiert werden.
9. ↑  Alexander-Puschkin-Platz 4a:

Das in geschlossener Bebauung befindliche Mietshaus wurde, laut Bezeichnung, 1899 erbaut. Die Angabe der Jahreszahl wurde in die Fussbodengestaltung der Tordurchfahrt integriert. Über dem mit einer Putznutung strukturierten Erdgeschoss erheben sich drei Obergeschosse.

Schmuck- und Gliederungselemente des gründerzeitlichen Klinkerbaus wie reliefierte Fenstergiebel sowie profilierte Fensterlaibungen beleben das Gebäude. Das Gebäude erfährt eine auffallend akzentuierte Mittenbetonung durch ein Mittelrisalit mit einem über dem Eingangsbereich befindlichen Erker sowie die ihn flankierenden Balkone im ersten und zweiten Obergeschoss. Die Balkone werden von kräftigen Konsolen getragen und von aufwendig gestalteten eisernen Gittern begrenzt. Der Risalit wird im Dachbereich von einem Frontispiz bekrönt. Die einzelnen Geschosse werden mit Gurtgesimsen voneinander abgehoben. Die Fenster des ersten Obergeschosses werden von Segmentbögen bekrönt, die des zweiten von Dreiecksgiebeln oder bekrönenden Fenstergesimsen. Erwähnenswert ist zudem die Ausgestaltung der Tordurchfahrt mit Stuck und Terrazzo. Der Gestaltungsaufwand, der durch das Nachahmen früherer Stile gekennzeichnet ist, daher auch der Stilbegriff Historismus, bildete eine wesentliche Facette der Architektur vor 1900. Aus dieser Tatsache ergibt sich die baugeschichtliche Bedeutung des Hauses. Neben seinem Zeugniswert für die Architektur des ausgehenden 19. Jahrhunderts ist das hier zu beurteilende Objekt auch stadtentwicklungsgeschichtlich von Belang. Es dokumentiert im Zusammenhang der umgebenden Bebauung die städtebauliche Erweiterung Riesas während des 19. Jahrhunderts.

Das öffentliche Erhaltungsinteresse des Gebäudes ergibt sich vor allem aus dem exemplarischen Wert für die Architektur der Zeit nach 1850 und des Historismus (der Gründerzeit) und aus der Tatsache, dass derartige Bauten bundesweit als Denkmale erfasst sind und mittlerweile auch von großen Teilen der Bevölkerung als solche akzeptiert werden.
10. ↑  Alexander-Puschkin-Platz 4b:

Das sich in geschlossener Bebauung befindliche Mietshaus wurde um 1905 erbaut. Das Gebäude beherbergte ehemals eine Nebenstelle der Reichsbank. Das stark angehobene Kellergeschoss tritt zusammen mit dem Erdgeschoss als mächtiger Unterbau des Gebäudes in Erscheinung, auch wenn beide durch ein Gurtgesims voneinander getrennt sind. Erd- und Kellergeschoss wurden mit mächtigen, bossierten Quadern verkleidet. Dem mit einem Gurtgesims begrenzten Erdgeschoss schließen sich drei Obergeschosse an. Die beiden äußeren Achsen der insgesamt sechsachsig aufgeteilten Fassade erfuhren durch Erker sowie eine breitere Fenstergröße einen besonderen Gestaltungsakzent.

Oberhalb des gezahnten, kräftig ausgeführten Kranzgesimses bekrönen zwei Lukarnen mit geschweiftem Segmentgiebel die äußeren Fassadenachsen. Die zurückhaltende, mit horizontalen Fugen gegliederte, Sandsteinfassade weist gezielt gesetzte Gestaltungselemente des Jugendstils auf. Über den beiden mittleren Fassadenachsen erhebt sich ein Zwerchhaus. Zwerchhaus und Zwerchgiebel mit Adlerrelief wurden mit reichem Jugendstildekor versehen. Erwähnenswert sind zudem die zahlreichen original erhalten gebliebenen Ausstattungsdetails vor allem im Inneren. Dazu gehören die Kellerfenstergitter, die Haustür mit Oberlicht, den geschliffenen Scheiben sowie der Klinke, das Kreuzgratgewölbe im Hausflur mit originaler Lampe, die Fussbodenfliesen im Eingangsbereich, das Treppenhaus mit den dazugehörigen Treppenhausfenster und Granitstufen, die Hof- und Kellertür, die Wohnungstüren sowie fast alle Fenster.

Der Gestaltungsaufwand des qualitätvollen Jugendstilbaus bildete eine wesentliche Facette der Architektur der Jahrhundertwende vom 19. zum 20. Jahrhundert. Aus dieser Tatsache ergibt sich die baugeschichtliche Bedeutung des Hauses. Neben seinem Zeugniswert für die Architektur der Jahrhundertwende ist das hier zu beurteilende Objekt auch stadtentwicklungsgeschichtlich von Belang. Es dokumentiert im Zusammenhang der umgebenden Bebauung die städtebauliche Erweiterung Riesas während des 19. und 20. Jahrhunderts. Abgesehen davon ist der markante Bau mit seiner markanten Fassade auch künstlerisch von Belang.

Das öffentliche Erhaltungsinteresse des Gebäudes ergibt sich vor allem aus dem exemplarischen Wert für die Architektur der Jahrhundertwende und aus der Tatsache, dass derartige Bauten bundesweit als Denkmale erfasst sind und auch von großen Teilen der Bevölkerung als solche akzeptiert werden.
11. ↑  Alexander-Puschkin-Platz 5:

Das um 1885, also während der Spätphase der Gründerzeit, entstandene viergeschossige Mietshaus präsentiert sich als zeittypischer Bau in geschlossener Bebauung. Einen ersten Umbau erfuhr es um 1908. Seine historisierende Fassade ist mit zurückhaltenden Schmuck- und Gliederungselementen gestaltet. Das mit einem Gurtgesims begrenzte sowie kräftigen horizontalen Putzfugen strukturierte Erdgeschoss bildet zusammen mit dem stark angehobenen glatt verputzten Kellergeschoss einen massiven Unterbau des Gebäudes. Die sonst schlicht gehaltene Putzfassade erfährt eine besondere Betonung im Bereich des ersten Obergeschosses. Dazu zählen horizontale Putzfugen, die von Konsolen getragenen Fensterbretter mit den darin eingeschlossenen Fassadenspiegeln, welche ein zapfenähnliches Relief aufweisen, sowie die die Fenster bekrönenden von Konsolen getragenen Segmentgiebel. Zweites und drittes Obergeschoss weisen eine Sandsteinrahmung der Fenster auf.

Zu dem Gebäude gehört weiterhin ein Hofgebäude. Das zweigeschossige Hofgebäude besitzt eine schlichte Putzfassade mit Sandsteinstürzen und -sohlbänken.

Der Denkmalwert des Objektes ergibt sich aus seiner baugeschichtlichen wie auch stadtentwicklungsgeschichtlichen Bedeutung. Der zeittypische Putzbau sowie die verwendeten Elemente der Fassadengestaltung bilden eine wesentliche Facette der Architektur vor 1900. Aus dieser Tatsache ergibt sich die baugeschichtliche Bedeutung des Hauses. Neben seinem Zeugniswert für die Architektur des ausgehenden 19. Jahrhunderts ist das hier zu beurteilende Objekt auch stadtentwicklungsgeschichtlich von Belang. Es dokumentiert im Zusammenhang mit der umgebenden Bebauung die städtebauliche Erweiterung Riesas während des 19. Jahrhunderts.

Das öffentliche Erhaltungsinteresse des Gebäudes ergibt sich vor allem aus dem exemplarischen Wert für die Architektur der Zeit nach 1850 und des Historismus und aus der Tatsache, dass derartige Bauten bundesweit als Denkmale erfasst sind und mittlerweile auch von großen Teilen der Bevölkerung als solche akzeptiert werden.
12. ↑  Alexander-Puschkin-Platz 7:

Das sich in geschlossener Bebauung befindliche Hotel „Zur Mühle“ wurde um 1890 erbaut. Das Gebäude war ehemals Kontorgebäude der Hübler-Mühle. Der breitgelagerte, gründerzeitliche Baukörper hebt sich durch eine kräftige Fassadengliederung hervor. Dem glatt verputzten, weit angehobenen Kellergeschoss mit runden Kellerfenstern folgt das Erdgeschoss mit mittig gelegenem Hoteleingang sowie der nachträglich hinzugefügten Tordurchfahrt im Bereich des rechten Seitenrisalits.

Keller- und Erdgeschoss trennt ein schlichtes Gurtgesims. Dem Erdgeschoss folgen zwei Obergeschosse sowie ein ausgebautes Dachgeschoss. Das mit fein bossierten Natursteinquadern (Putz) gegliederte und einem kräftigen Gurtgesims begrenzte Erdgeschoss tritt als mächtiger Unterbau des Gebäudes in Erscheinung. Im Verlauf des Gurtgesimses zwischen Erdgeschoss und erstem Obergeschoss wird der Eingangsbereich von einem Dreiecksgiebel bekrönt. Die segmentbogenförmigen Fensteröffnungen des Erdgeschosses erhielten mit einer Konsole versehene Schlusssteine. Der Schlussstein des mit einem Segmentbogen abschließenden Eingangs wurde mit der Kopf-Plastik eines Mannes versehen. Die Obergeschosse zeichnen sich durch kräftig gerahmte Fenster aus. Die Fenster des ersten Obergeschosses erhielten zudem bekrönende Stürze. Der Bereich der Obergeschosse wird durch ein kräftiges Kranzgesims abgeschlossen. Darüber erheben sich Lukarnen entsprechend der Fensterachsen. Der zeittypische Klinkerbau wird von drei Risaliten gegliedert. Eine besondere Betonung erfahren die Risalite durch Pilaster.

Die Fenster des Mittelrisalits erhielten im ersten Obergeschoss einen bekrönenden Dreiecksgiebel sowie eine erweiterte Fensterrahmung im zweiten Obergeschoss. Der Fries unterhalb des Kranzgesimses wurde mit einem Relief beschmückt. Bekrönt wird der Mittelrisalit mit einer von Pilastern gerahmten Lukarne. Die Seitenrisalite zeichnen sich durch eine verbreiterte Fassadenachse aus. Ein Seitenrisalit verfügt über eng gestellte Fensterpaare. Der zweite über stark verbreitete Fenster mit darunter befindlichen reliefierten Putzspiegeln.

Der Gestaltungsaufwand des qualitätvollen Gründerzeitbaus bildete eine wesentliche Facette der Architektur vor 1900. Aus dieser Tatsache ergibt sich die baugeschichtliche Bedeutung des Hotels „Zur Mühle“. Neben seinem Zeugniswert für die Architektur des ausgehenden 19. Jahrhunderts ist das hier zu beurteilende Objekt auch stadtentwicklungsgeschichtlich von Belang. Es dokumentiert im Zusammenhang der umgebenden Bebauung die städtebauliche Erweiterung Riesas während des 19. und 20. Jahrhunderts. Im Sinne der ortsgeschichtlichen Bedeutung verweist das ehemalige Kontorgebäude der Hübler-Mühle, wie auch dessen spätere Umnutzung als Hotel mit geschichtlicher Bedeutung für die wirtschaftliche Entwicklung Riesas. Das öffentliche Erhaltungsinteresse des Gebäudes resultiert vor allem aus dem exemplarischen Wert für die Architektur der Zeit nach 1850 und des Historismus und aus der Tatsache, dass derartige Bauten bundesweit als Denkmale erfasst sind und auch von großen Teilen der Bevölkerung als solche akzeptiert werden.